# Liste der Biografien/Gla
Liste der Biografien |
Portal Biografien |
Personensuche
# |
A |
B |
C |
D |
E |
F |
G |
H |
I |
J |
K |
L |
M |
N |
O |
P |
Q |
R |
S |
T |
U |
V |
W |
X |
Y |
Z |
?
 
Ga |
Gb |
Gc |
Gd |
Ge |
Gf |
Gh |
Gi |
Gj |
Gk |
Gl |
Gm |
Gn |
Go |
Gp |
Gq |
Gr |
Gs |
Gu |
Gv |
Gw |
Gy |
Gz
 
Gla |
Glc |
Gle |
Gli |
Glo |
Glu |
Glv |
Gly
Die Liste der Biografien führt alle Personen auf, die in der deutschsprachigen Wikipedia einen Artikel haben. Dieses ist eine Teilliste mit 940 Einträgen von Personen, deren Namen mit den Buchstaben „Gla“ beginnt.

## Gla

### Glaa
- Glaab, Corina (* 2000), deutsche VolleyballspielerinCorina Glaab (* 2000)

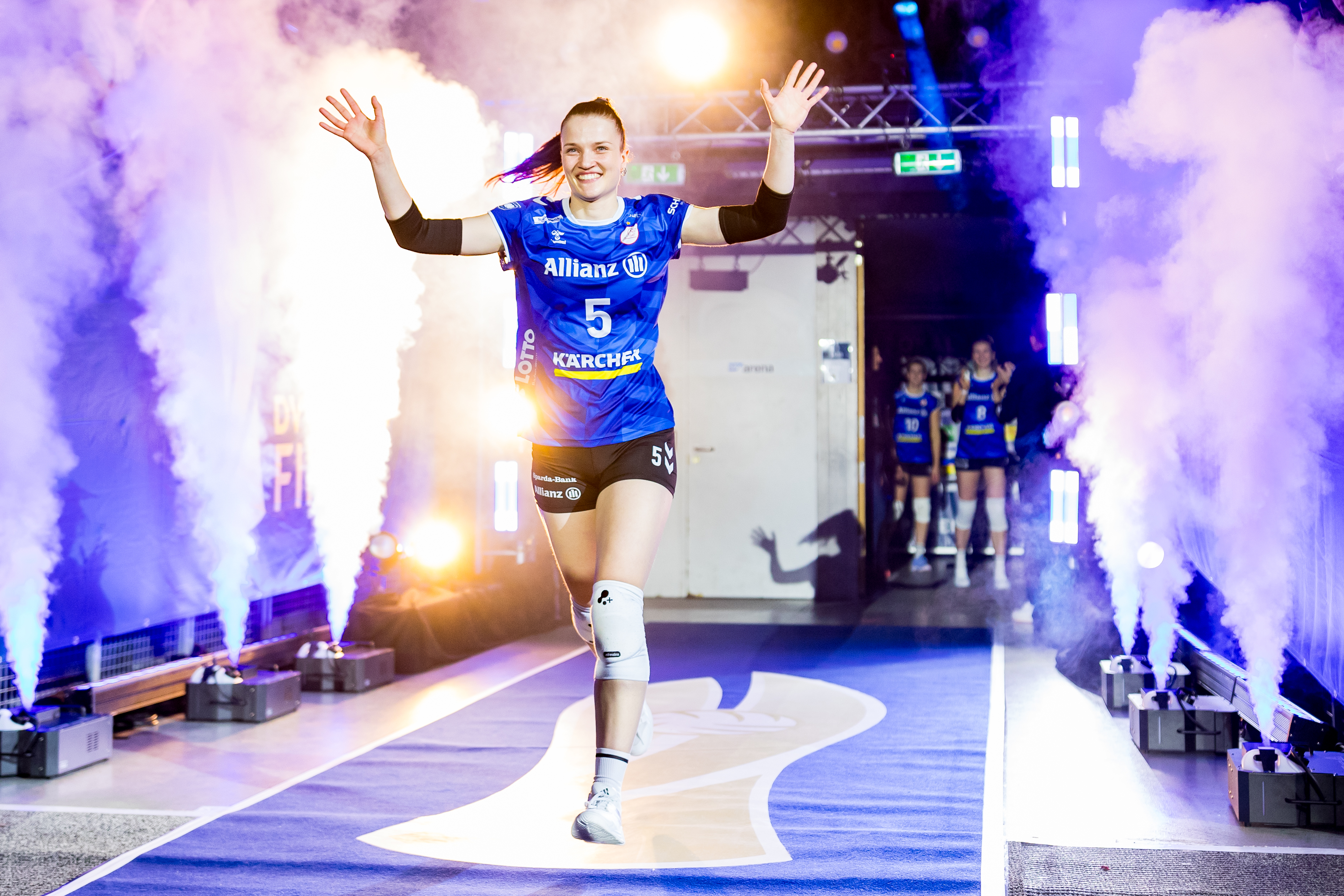
Corina Glaab (* 2000)

- Glaab, Hans (1936–2015), deutscher Bodybuilder
- Glaab, Manuela (* 1967), deutsche Politologin
- Glaap, Albert-Reiner (1929–2023), deutscher Anglist

### Glab
- Głąb, Andrzej (* 1966), polnischer Ringer
- Glabbeeck, Gijsbert van, niederländischer Stilllebenmaler
- Glabbeeck, Jan van († 1686), niederländischer Malerlehrling und Kaufmann
- Glaberman, Martin (1918–2001), US-amerikanischer Arbeiterintellektueller
- Głąbiński, Stanisław (1862–1941), polnischer Nationalökonom und Politiker, Mitglied des Sejm
- Glabisch, Thees (* 1994), deutscher Handballspieler
- Glabus, Matthias († 1648), deutscher Zisterzienserabt

### Glac
- Glachant, Antoine-Charles (1771–1851), französischer Geiger, Dirigent und Komponist
- Glackemeyer, Louis († 1902), deutscher Bankdirektor, Verbandsfunktionär und Mathematiklehrer
- Glacken, Clarence (1909–1989), amerikanischer Geograph und Hochschullehrer
- Glackens, William (1870–1938), US-amerikanischer Maler
- Glackin, Charlie, US-amerikanischer Schauspieler

### Glad
- Glad, Mike, US-amerikanischer Fotograf und Filmproduzent
- Glad, Thoralf (1878–1969), norwegischer Segler
- Gladbach, Anton (1808–1873), deutscher Politiker
- Gladbach, Ernst Georg (1812–1896), deutsch-schweizerischer Architekt, Hochschullehrer und Begründer der schweizerischen Bauernhausforschung
- Gladbach, Paul († 1688), deutscher Bildhauer und Maler
- Gladbach, Wilhelm (1908–1967), deutscher Kommunalpolitiker und ehrenamtlicher Landrat (CDU)
- Gladden, Adley Hogan (1810–1862), Brigadegeneral der Armee der Konföderierten Staaten von Amerika im Sezessionskrieg
- Gladden, Eddie (1937–2003), US-amerikanischer Musiker
- Gladden, Hilary (* 2000), belizische Leichtathletin
- Gladden, Lynn (* 1961), englische Chemikerin
- Gladding, Monique (* 1981), britische Wasserspringerin
- Gladdis, Tom (* 1991), britischer Automobilrennfahrer
- Glade, Christian (* 1983), deutscher Comedy-Zauberer, Moderator und Diplom-Kaufmann
- Glade, Heinz (1922–1996), deutscher Schriftsteller
- Glade, Henry (1920–1999), deutsch-US-amerikanischer Sprachwissenschaftler und Hochschullehrer
- Glade, Johann (1887–1945), deutscher Bäcker und Politiker (SPD)
- Glade, Martin (* 1972), deutscher Schauspieler
- Glade, Werner (1934–1990), deutscher Architekt
- Glade, Winfried (1941–2015), deutscher katholischer Theologe
- Gladebeck, Bodo von (1620–1681), preußischer Staatsmann
- Gladen, Henner, deutscher Sänger christlicher Musik vom Evangeliumslied bis hin zur christlichen Popmusik der 1970er Jahre
- Gladen, Paulgerhard (1926–2023), deutscher Rechtsanwalt und Studentenhistoriker
- Gladenbeck, Friedrich (1899–1987), deutscher Elektroingenieur
- Gladenbeck, Hermann (1827–1918), deutscher BronzegießerHermann Gladenbeck (1827–1918)

Hermann Gladenbeck (1827–1918)

- Gladenko, Tamara Wiktorowna (1917–1991), sowjetische Architektin und Restauratorin
- Gladewitz, Richard (1898–1969), deutscher Parteifunktionär (KPD/SED), Widerstands- und Spanienkämpfer
- Gladhart, Eric (* 1970), US-amerikanischer Schauspieler mit Karriere in Deutschland
- Gladiator, Dennis (* 1981), deutscher Politiker (CDU), MdHB
- Gladigow, Burkhard (1939–2022), deutscher Religionswissenschaftler
- Gladikowa, Swetlana Alexandrowna (* 1992), russische Nordische Kombiniererin
- Gladis, Albert von (1806–1888), deutscher Verwaltungsjurist und Politiker
- Gladis, Michael (* 1977), US-amerikanischer SchauspielerMichael Gladis (* 1977)

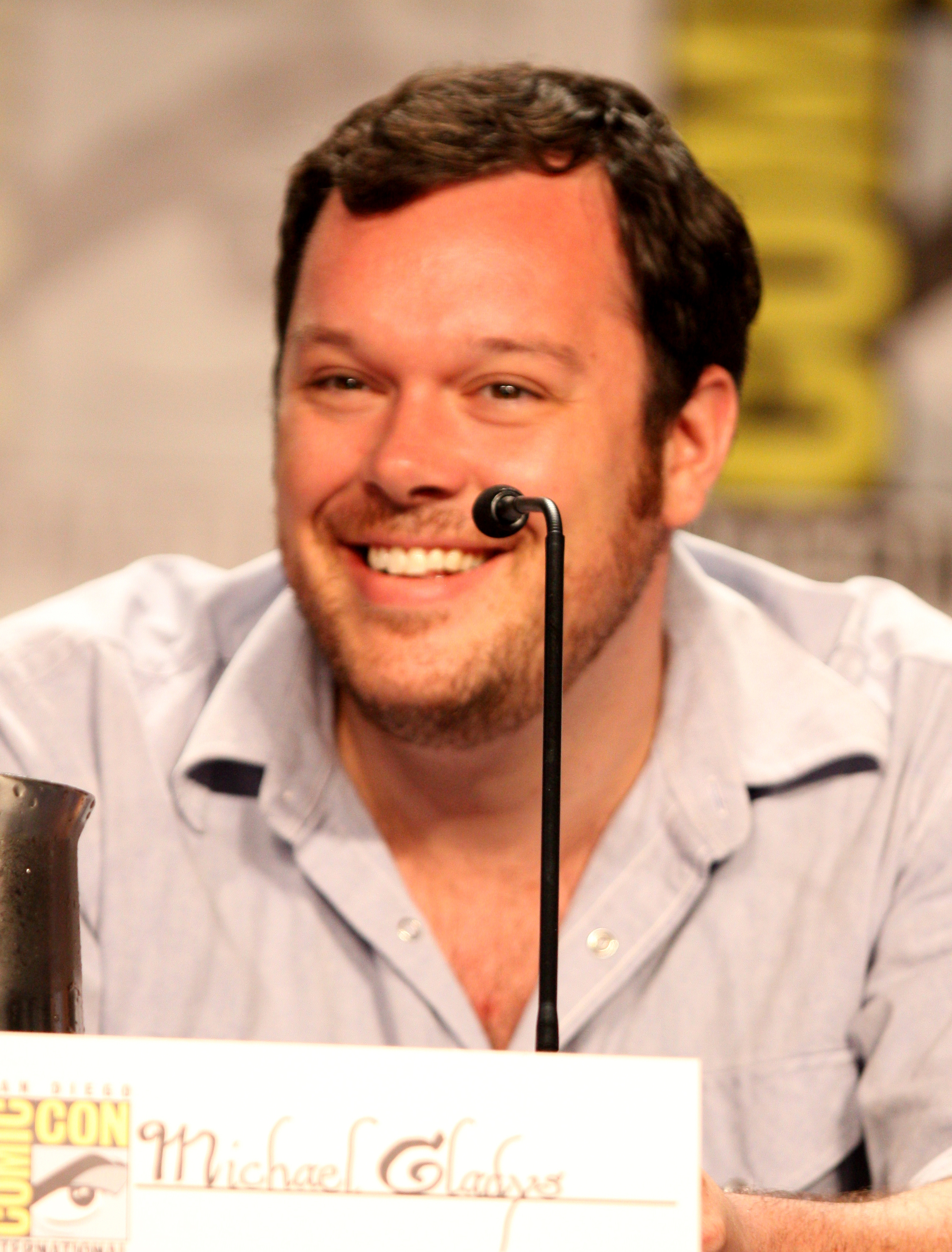
Michael Gladis (* 1977)

- Gladis, Norbert (* 1956), deutscher Graphikdesigner, Maler und Plastiker
- Gladisch, August (1804–1879), preußischer Gymnasialdirektor, Historiker und Philologe
- Gladisch, Walter (1882–1954), deutscher Marineoffizier und Admiral im Zweiten Weltkrieg
- Gladischefski, Karl (1862–1938), deutscher reformierter Geistlicher und Politiker (DDP)
- Gladiß, Almut von (1943–2013), deutsche Kunsthistorikerin
- Gladiß, Dietrich von (* 1910), deutscher Historiker und Diplomatiker
- Gladitsch, Herbert (1905–1956), deutscher Verwaltungsbeamter und Politiker (BCSV, CDU)
- Gladitsch, Hermann (1811–1863), deutscher Kaufmann, Rittergutsbesitzer und Politiker, MdL
- Gladitz, Nina (1946–2021), deutsche Dokumentarfilmregisseurin und Autorin
- Gladitz, Robert (1892–1945), deutscher Widerstandskämpfer gegen den Nationalsozialismus
- Gładki, Piotr (1972–2005), polnischer Marathonläufer
- Gladkich, Sergej (* 1952), russischer literarischer Übersetzer, Schauspieler, Hörspiel- und Synchronsprecher
- Gladkova, Galina (* 1959), kanadische Tänzerin mit russischen Wurzeln
- Gladkow, Fjodor Wassiljewitsch (1883–1958), russisch-sowjetischer Schriftsteller
- Gladkow, Wjatscheslaw Wladimirowitsch (* 1969), russischer Staatsmann
- Gladman, Brett (* 1966), kanadischer Physiker und Professor für Physik und Astronomie
- Gladney, Jeff (1996–2022), US-amerikanischer Footballspieler
- Gladović, Dragana (* 1992), serbische Taekwondoin
- Gladow, Werner (1931–1950), deutscher Krimineller
- Gladrow, Anton Heinrich (1785–1855), deutscher Maler
- Gladrow, Bodo (* 1959), deutscher Fußballspieler
- Gladrow, Walter (1934–2024), deutscher Leichtathletiktrainer
- Gladrow, Wolfgang (1943–2022), deutscher Slawist
- Gladskich, Jewgeni Walerjewitsch (* 1982), russischer Eishockeyspieler
- Gladstein, Richard N. (* 1961), US-amerikanischer Filmproduzent
- Gladstone, Albert (1886–1967), britischer Ruderer
- Gladstone, Don (1948–2020), US-amerikanischer Jazzmusiker (Bass)
- Gladstone, Herbert, 1. Viscount Gladstone (1854–1930), britischer Politiker (Liberal Party), Mitglied des House of Commons und Peer
- Gladstone, James (1887–1971), kanadischer Politiker und Landwirt
- Gladstone, John (1764–1851), britischer Politiker, Mitglied des House of Commons
- Gladstone, John Hall (1827–1902), britischer Chemiker
- Gladstone, Lily (* 1986), US-amerikanische SchauspielerinLily Gladstone (* 1986)

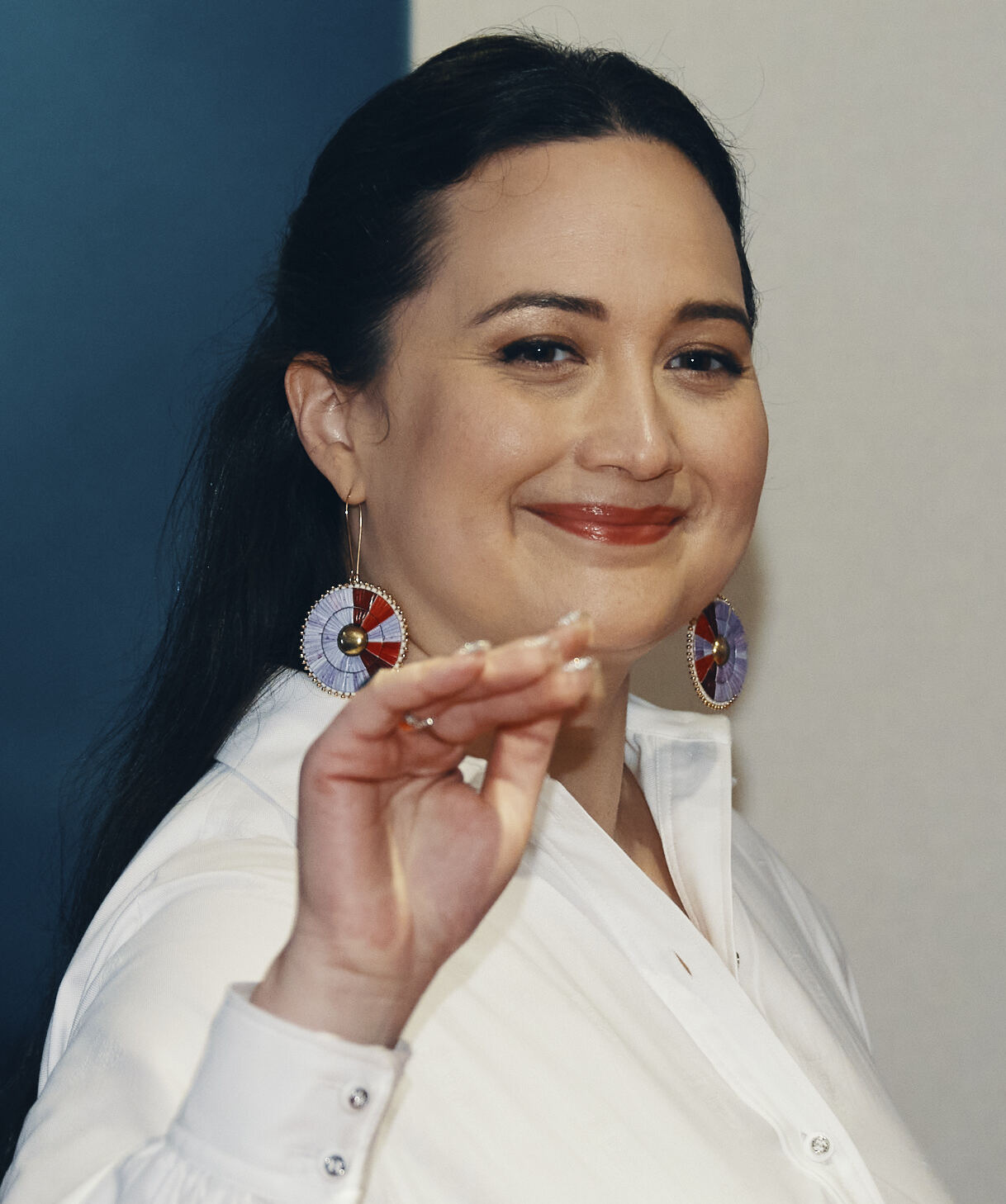
Lily Gladstone (* 1986)

- Gladstone, William Ewart (1809–1898), britischer Politiker, Mitglied des House of Commons
- Gladtke, Erich (1925–2001), deutscher Pädiater und Hochschullehrer
- Gladwell, Malcolm (* 1963), kanadischer Journalist, Autor und Unternehmensberater
- Gladwin, Derek Oliver, Baron Gladwin of Clee (1930–2003), britischer Gewerkschafter und Mitglied des House of Lords
- Gladwin, John (* 1942), britischer anglikanischer Bischof
- Gladwin, Thomas W. (* 1935), britischer Ornithologe und Geistlicher
- Gladysch, Barbara (* 1940), deutsche Friedenskämpferin
- Gladyschew, Iwan Dmitrijewitsch (* 2001), russischer Radsportler
- Gladyschew, Jaroslaw Wadimowitsch (* 2003), russischer Fußballspieler
- Gladyschewa, Arina (* 2005), kasachische Leichtathletin
- Gladyschewa, Swetlana Alexejewna (* 1971), russische Skirennläuferin
- Gładyszewski, Ludwik (1932–2009), polnischer katholischer Priester, Altphilologe und Übersetzer

### Glae
- Glaedenstedt, Helmold († 1441), deutscher Philosoph und Arzt
- Glaentzer, Claudio (1951–2021), italienischer Diplomat
- Glaeseker, Olaf (* 1961), deutscher politischer Beamter, Journalist, Regierungssprecher des Landes Niedersachsen
- Glaesemer, Jürgen (1939–1988), deutscher Kunsthistoriker und Kurator
- Glaesemer, Wolfgang (1899–1999), deutscher Oberst im Zweiten Weltkrieg
- Glaesener, Helga (* 1955), deutsche Schriftstellerin
- Glaesener-Hartmann, Thérèse (1858–1923), luxemburgische Porträt- und Stilllebenmalerin
- Glaeser, Bernhard (* 1941), deutscher Sozialwissenschaftler
- Glaeser, Carl Gotthelf der Ältere (1715–1792), Rektor und Kantor in Ehrenfriedersdorf
- Glaeser, Carl Gotthelf der Jüngere (1784–1829), deutscher Komponist und Musikdirektor
- Glaeser, Carl Heinrich (1786–1849), Kauf- und Handelsherr zu Berlin, Rittergutsbesitzer auf Lippen (Kreis Krossen)
- Glaeser, Carl Ludwig Traugott (1747–1797), deutscher Komponist und Kirchenmusiker
- Glaeser, Edward (* 1967), US-amerikanischer Ökonom
- Glaeser, Ernst (1902–1963), deutscher SchriftstellerErnst Glaeser (1902–1963)

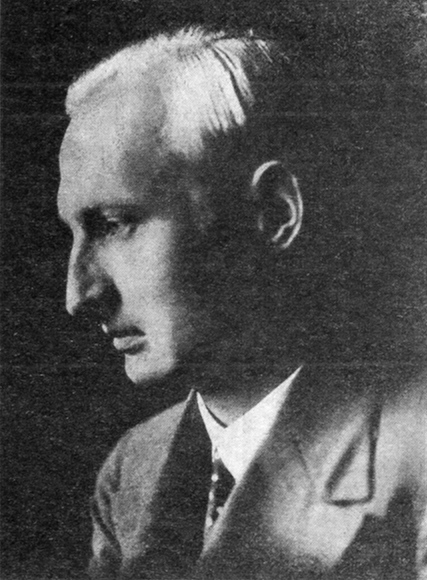
Ernst Glaeser (1902–1963)

- Glaeser, Georg (* 1955), österreichischer Mathematiker
- Glaeser, Georges (1918–2002), französischer Mathematiker
- Glaeser, Gotthelf Leberecht (1784–1851), deutscher Maler
- Glaeser, Herbert (1899–1958), deutscher Politiker (BHE), MdL
- Glaeser, Herbert (1904–1974), deutscher Polizeioffizier, Generalmajor der Deutschen Volkspolizei
- Glaeser, Jochen (* 1943), deutscher Politiker und Verbandsfunktionär
- Glaeser, Robert (* 1934), US-amerikanischer Biochemiker, Biophysiker und Strukturbiologe
- Glaeser, Wolfgang (1940–2020), deutscher Politiker (NDPD, FDP) und Sportfunktionär
- Glaeser-Wilken, Lisbeth (1887–1977), deutsche Schauspielerin und Lehrerin
- Glaeser-Wilken, Paul Albert (1874–1942), deutscher Schauspieler und Spielleiter
- Glaeske, Gerd (1945–2022), deutscher Pharmakologe und Gesundheitswissenschaftler
- Glæsner, Mads (* 1988), dänischer Schwimmer
- Glaesser, Wolfgang (1908–1973), deutscher Politiker (FDP)
- Glaeßner, Gert-Joachim (* 1944), deutscher Politikwissenschaftler
- Glaessner, Martin (1906–1989), australischer Geologe und Paläontologe
- Glaetzer, Matthew (* 1992), australischer Radrennfahrer
- Glaetzner, Burkhard (* 1943), deutscher Oboist und Dirigent

### Glaf
- Glafey, Adam Friedrich von (1692–1753), deutscher Archivar und Rechtshistoriker

### Glag
- Glagau, Erich (1914–2017), deutscher Autor und Holocaustleugner
- Glagau, Hans (1871–1934), deutscher Historiker
- Glagau, Otto (1834–1892), deutscher Publizist
- Glage, Liselotte (* 1939), deutsche Anglistin und Hochschullehrerin
- Glagla, Rico (* 1974), deutscher Behindertensportler
- Glagolewa, Wera Witaljewna (1956–2017), sowjetisch-russische Theater- und Filmschauspielerin, Drehbuchautorin und RegisseurinWera Witaljewna Glagolewa (1956–2017)

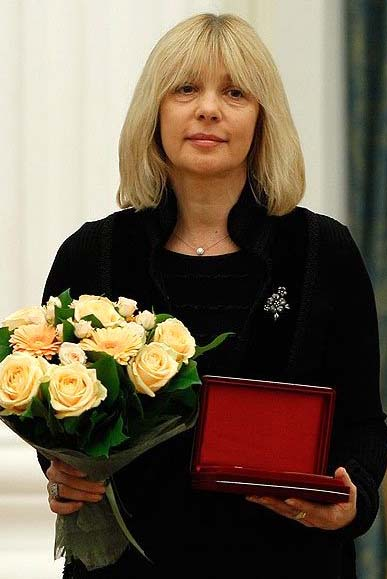
Wera Witaljewna Glagolewa (1956–2017)

- Glagolewa-Arkadjewa, Alexandra Andrejewna (1884–1945), russisch-sowjetische Physikerin und Hochschullehrerin
- Glagow, Rudolf (1929–2015), deutscher Bauingenieur, Hochschullehrer sowie Politiker (SPD) und Abgeordneter in Berlin
- Glagow, Thomas (* 1961), deutscher Musikverleger, DJ, Bassist, Radiomoderator, Produzent und Gründer des Jazzlabels C.A.R.E. Music Group

### Glah
- Glah, Ken (* 1964), US-amerikanischer Triathlet
- Glahé, Jo (1925–2018), deutscher expressionistischer Maler, Graphiker und Unternehmer
- Glahe, Werner (1931–2017), deutscher Volkswirt, Wissenschafts- und Pferdesport-Funktionär
- Glahé, Will (1902–1989), deutscher Akkordeonist, Komponist und Bandleader
- Glahn, Dieter von (1923–1997), deutscher Führer des Bunds Deutscher Jugend
- Glahn, Elvira (* 2004), dänische Schauspielerin und Synchronsprecherin
- Glahn, Fritz (1899–1977), deutscher Politiker (DVP, FDP), MdL, MdB
- Glahn, Hans Otto (1895–1979), preußischer Landrat
- Glahn, Harald (* 1942), deutscher evangelischer Pfarrer, Kommunalpolitiker (FDP) und Staatssekretär (Rheinland-Pfalz)
- Glahn, Henrik Christopher (1738–1804), dänischer Missionar und Pastor
- Glahn, Klaus (* 1942), deutscher Judoka
- Glahn, Paul (* 1934), deutscher Opernsänger (Bass)
- Glahn, Therese (* 1970), dänische Schauspielerin und Choreografin

### Glai
- Glais-Bizoin, Alexandre (1800–1877), französischer Politiker
- Glaise-Horstenau, Edmund (1882–1946), österreichischer Nationalsozialist, Militärhistoriker, Publizist, Vizekanzler im Kabinett Seyß-Inquart und General der InfanterieEdmund Glaise-Horstenau (1882–1946)

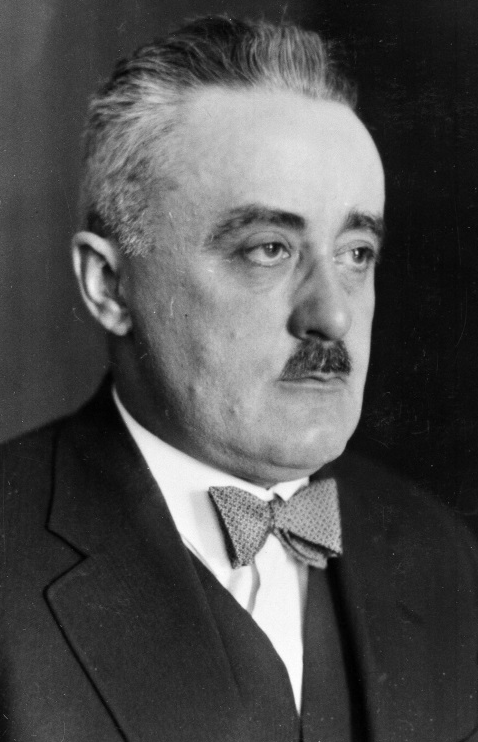
Edmund Glaise-Horstenau (1882–1946)

- Glaisher, James (1809–1903), englischer Meteorologe und Aeronaut
- Glaisher, James Whitbread Lee (1848–1928), englischer Mathematiker
- Glaister, John (1856–1932), schottischer Rechtsmediziner und Hochschullehrer
- Glaister, John (1892–1971), schottischer Rechtsmediziner und Hochschullehrer
- Glait, Oswald († 1546), deutscher sabbatarischer Täufer
- Glaize, Auguste (1807–1893), französischer Historien- und Genremaler, Pastellist und Lithograf
- Glaize, Léon (1842–1931), französischer Maler des akademischen Klassizismus

### Glaj
- Glajcar, Angela (* 1970), deutsche Bildhauerin
- Glajza, Ondrej (* 1966), slowakischer Radrennfahrer
- Glajza, Róbert (* 1971), slowakischer Cyclocross- und Straßenradrennfahrer

### Glam
- Glam, Gracie (* 1990), US-amerikanische PornodarstellerinGracie Glam (* 1990)

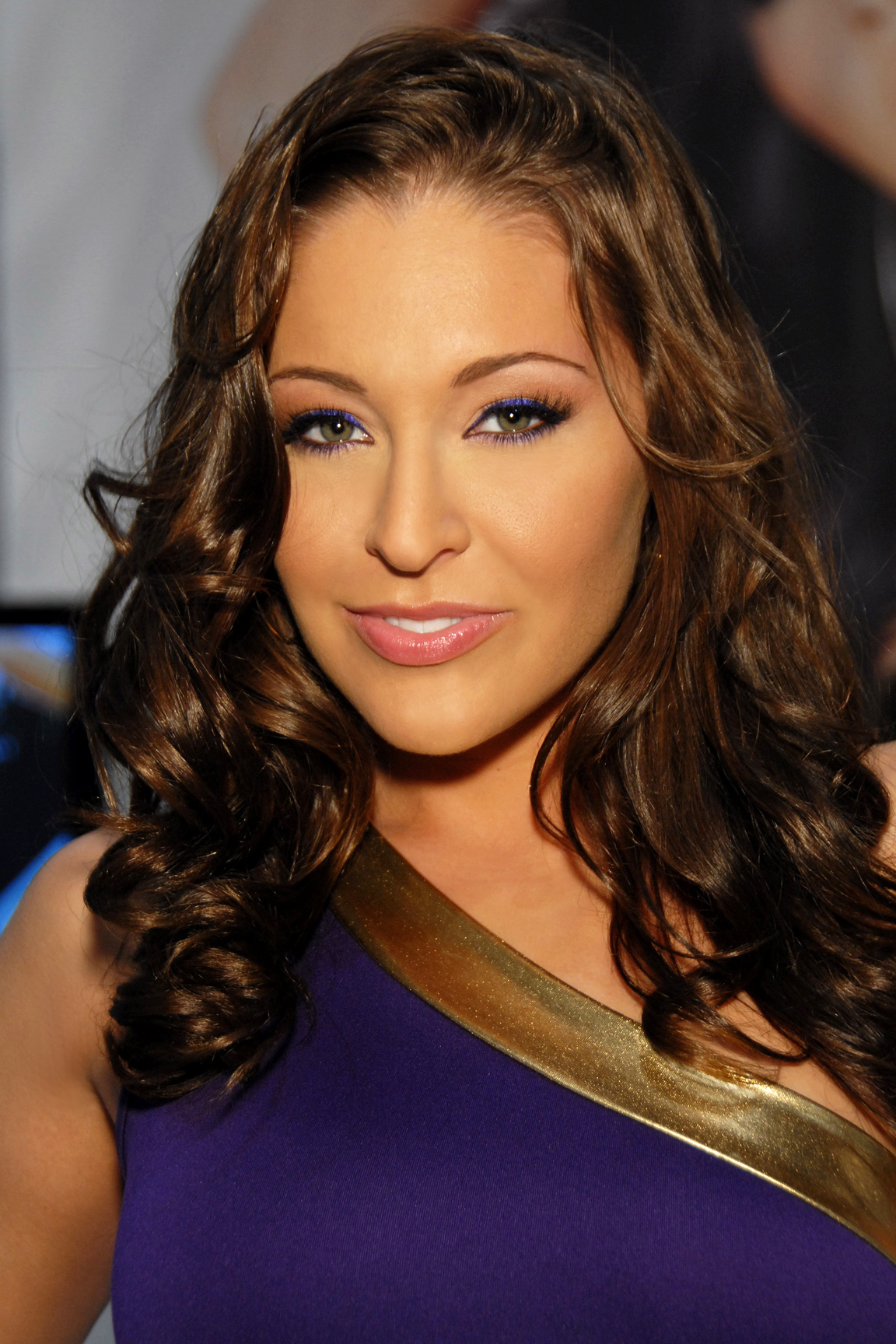
Gracie Glam (* 1990)

- Glamann, Betty (1923–1990), US-amerikanische Jazz-Harfenistin
- Glamočak, Amila (* 1966), bosnische Popsängerin

### Glan
- Glan, Betti Nikolajewna (1904–1992), ukrainisch-russische Kulturpolitikerin
- Glan, Karl Rudolf von (1768–1849), preußischer Generalmajor, Kommandant der Festung Glatz
- Glan, Paul (1846–1898), deutscher Physiker, Meteorologe und Hochschullehrer
- Glan, Rudolf von (1725–1807), deutscher Verwaltungsjurist und Amtmann in Ostfriesland
- Glanc, Żaneta (* 1983), polnische Diskuswerferin
- Glance, Harvey (1957–2023), US-amerikanischer Leichtathlet
- Glancey, Jonathan, britischer Architekturkritiker
- Glancy, Christopher (* 1960), US-amerikanischer Ordensgeistlicher, Weihbischof in Belize City-Belmopan
- Glancy, Harry (1904–2002), US-amerikanischer Schwimmer
- Glancy, James, britischer Politiker, Fernsehmoderator sowie Naturschützer
- Glancz, Sándor (1908–1974), ungarischer Tischtennisspieler
- Glander, Hermann (1902–1994), deutscher Journalist und Schriftsteller
- Glander, Vincent (* 1980), deutscher Theaterschauspieler
- Glandevès du Castellet, François de (1696–1774), französischer Marineoffizier und Ritter des Malteserordens
- Glandevès du Castellet, Pierre-André de (1689–1764), französischer Marineoffizier und Ritter des Malteserordens
- Glandien, Lutz (* 1954), deutscher Komponist
- Glandorf, Holger (* 1983), deutscher HandballspielerHolger Glandorf (* 1983)

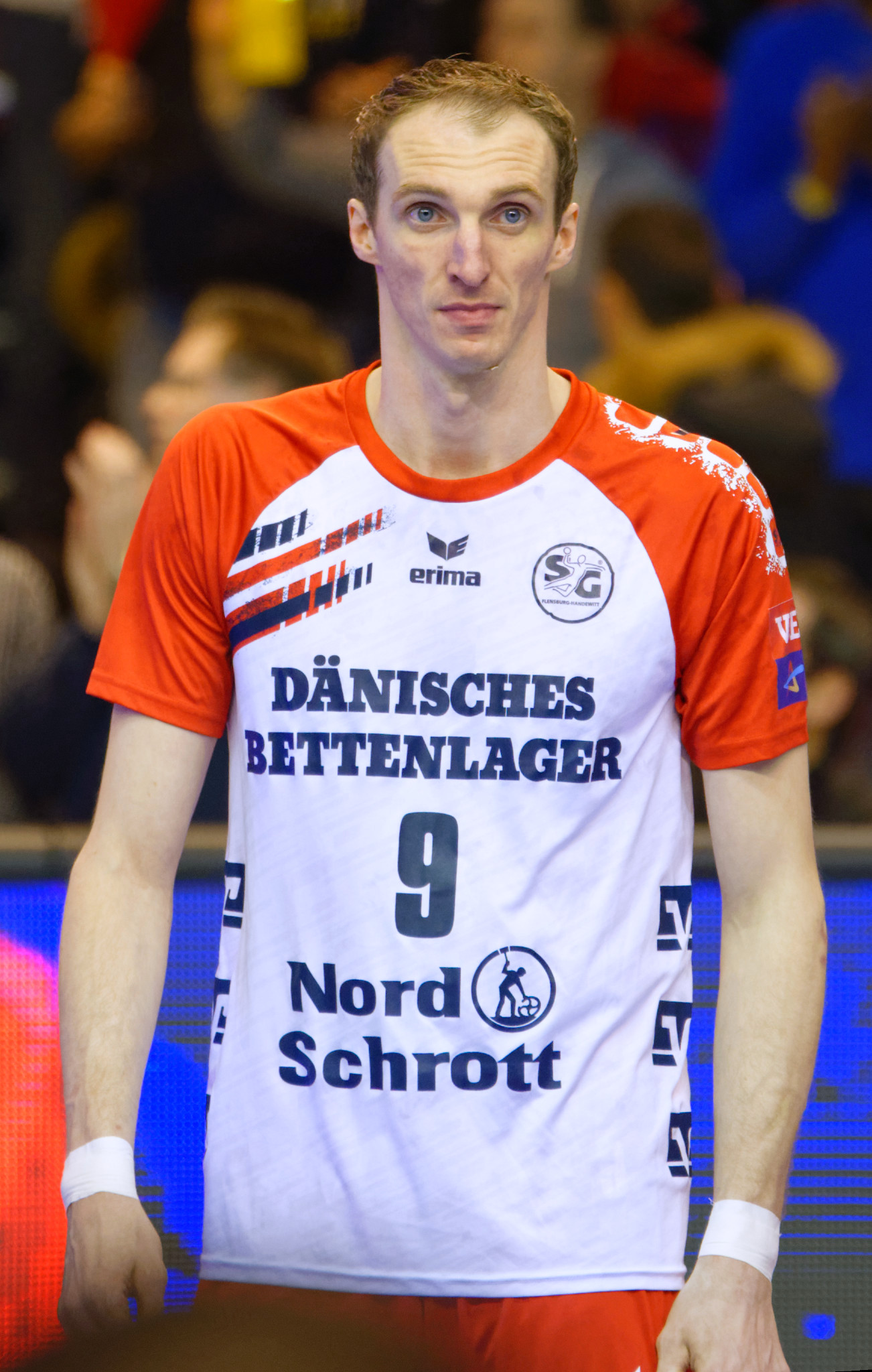
Holger Glandorf (* 1983)

- Glandorf, Jost Hermann, deutschbaltischer Goldschmied
- Glandorf, Maria (* 1952), niederländische Bildhauerin
- Glandorff, Franz Hermann (1687–1763), deutscher Jesuit und Missionar
- Glandorff, Johann († 1649), Bürgermeister von Heilbronn (1643–1649)
- Glandorp, Johann (1501–1564), deutscher Humanist, Pädagoge, Dichter, evangelischer Theologe und Reformator
- Glandorp, Johann (1556–1612), Kaufmann, Mäzen und Ratsherr der Hansestadt Lübeck
- Glandorp, Matthias (1595–1636), deutscher Mediziner in Bremen
- Glandorp, Paul (1626–1696), deutscher Mediziner und Stadtphysicus von Bremen
- Glandt, Dieter (1949–2019), deutscher Biologe, Herpetologe und Fachbuchautor
- Glaner, Annelies (1922–2001), deutsche Politikerin (SED), DFD-Funktionärin
- Glaner, Klaus (* 1964), deutscher Fußballspieler
- Glaner, Wolfgang, deutscher Goldschmied und Ratsherr in Weilheim
- Glanert, Atze (1941–2016), deutscher Kameramann
- Glanert, Detlev (* 1960), deutscher Komponist
- Glanfield, Joe (* 1979), britischer Segler
- Glang, Birte (* 1980), deutsches Model und SchauspielerinBirte Glang (* 1980)

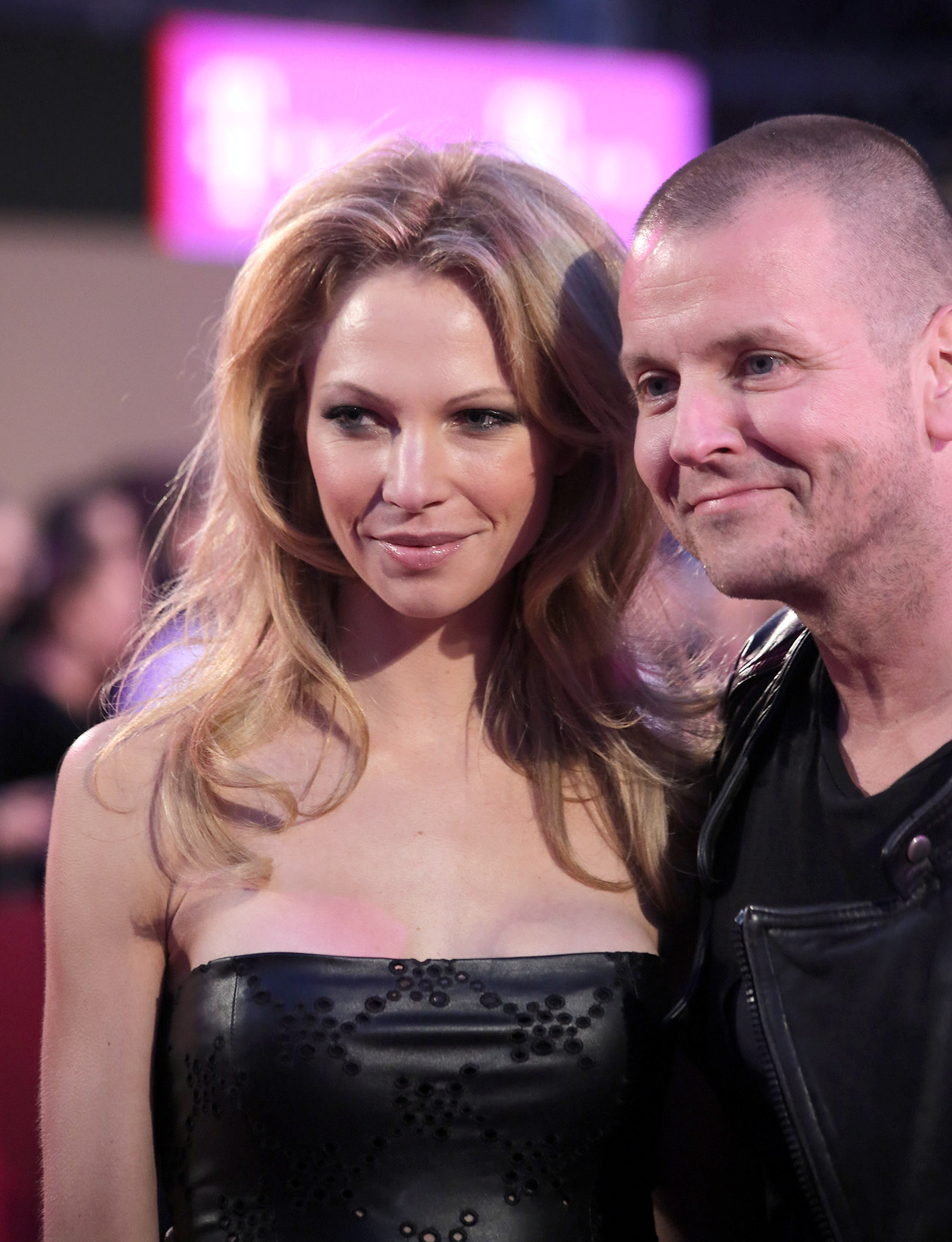
Birte Glang (* 1980)

- Glania, Jan-Philip (* 1988), deutscher Schwimmer
- Glaninger, Anton (1888–1954), österreichischer Landwirt und Politiker (ÖVP), Landtagsabgeordneter
- Glaninger-Balzar, Ilse (1919–1998), österreichische Bildhauerin
- Glans, Bertil (1929–2006), schwedischer Badmintonspieler
- Glans, Dan (* 1947), schwedischer Hindernis- und Langstreckenläufer
- Glans, Gunnar (1908–2008), schwedischer Ringer
- Glansdorff, Paul (1904–1999), belgischer Physiker
- Glante, Norbert (* 1952), deutscher Politiker (SPD), MdEP
- Glantschnig, Helga (* 1958), österreichische Schriftstellerin
- Glantschnig, Josef (1881–1969), österreichischer Politiker und Landwirt
- Glantschnig, Michael (* 1991), österreichischer SchauspielerMichael Glantschnig (* 1991)

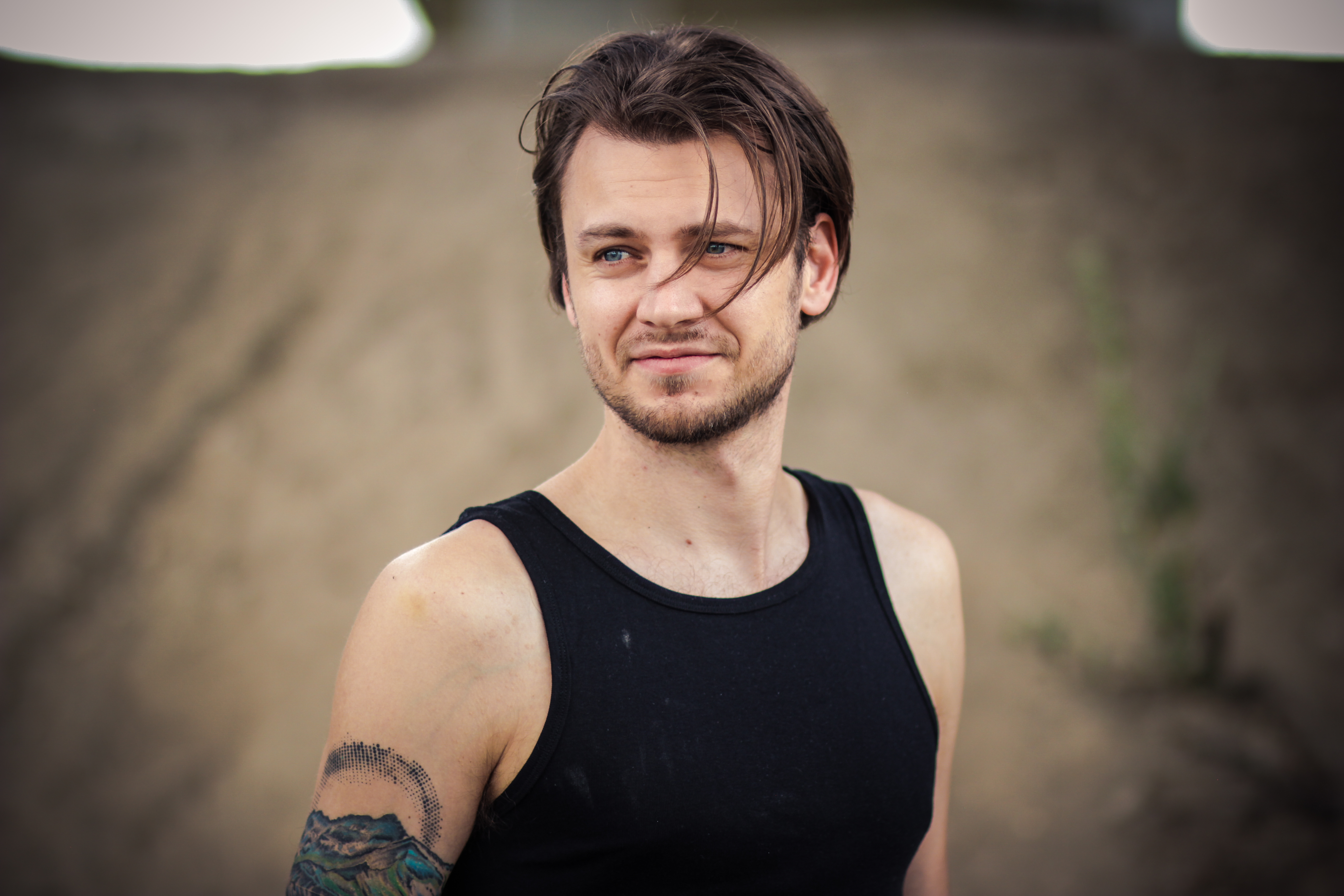
Michael Glantschnig (* 1991)

- Glantschnigg, Ulrich († 1722), österreichischer Maler des Barock
- Glantz, David M. (* 1942), US-amerikanischer Militärhistoriker
- Glantz, Margo (* 1930), mexikanische Schriftstellerin
- Glantz, Matt (* 1971), US-amerikanischer Pokerspieler
- Gläntzer, Volker (* 1947), deutscher Volkskundler, Hausforscher und Denkmalpfleger
- Glanville, Benjamin († 1774), britischer Architekt
- Glanville, Eleanor (1654–1709), britische Entomologin
- Glanville, Gilbert de († 1214), englischer Geistlicher, Bischof von Rochester
- Glanville, Lucy (* 1994), australische Skilangläuferin und Biathletin
- Glanville, Ranulf de († 1190), englischer Adliger, Justiciar von England
- Glanville, Ranulph (1946–2014), britischer Philosoph und Architekt
- Glanville, William (1900–1976), britischer Bauingenieur
- Glanville-Hicks, Peggy (1912–1990), australische Komponistin
- Glanz von Eicha, Hugo (1848–1915), österreichischer Handelsminister
- Glänz, August (1830–1863), deutscher Schreiner und Holzbildhauer
- Glanz, Axel (* 1962), deutscher Unternehmensberater, Autor, Unternehmer, Verbandsfunktionär
- Glanz, Berit (* 1982), deutsche Schriftstellerin, Übersetzerin, Literaturwissenschaftlerin und Bloggerin
- Glanz, Egon (1880–1945), österreichischer Verwaltungsjurist und Innenminister
- Glänz, Franz Sales († 1855), deutscher Schreiner und Holzbildhauer
- Glanz, Gregor (* 1979), österreichischer SchlagersängerGregor Glanz (* 1979)

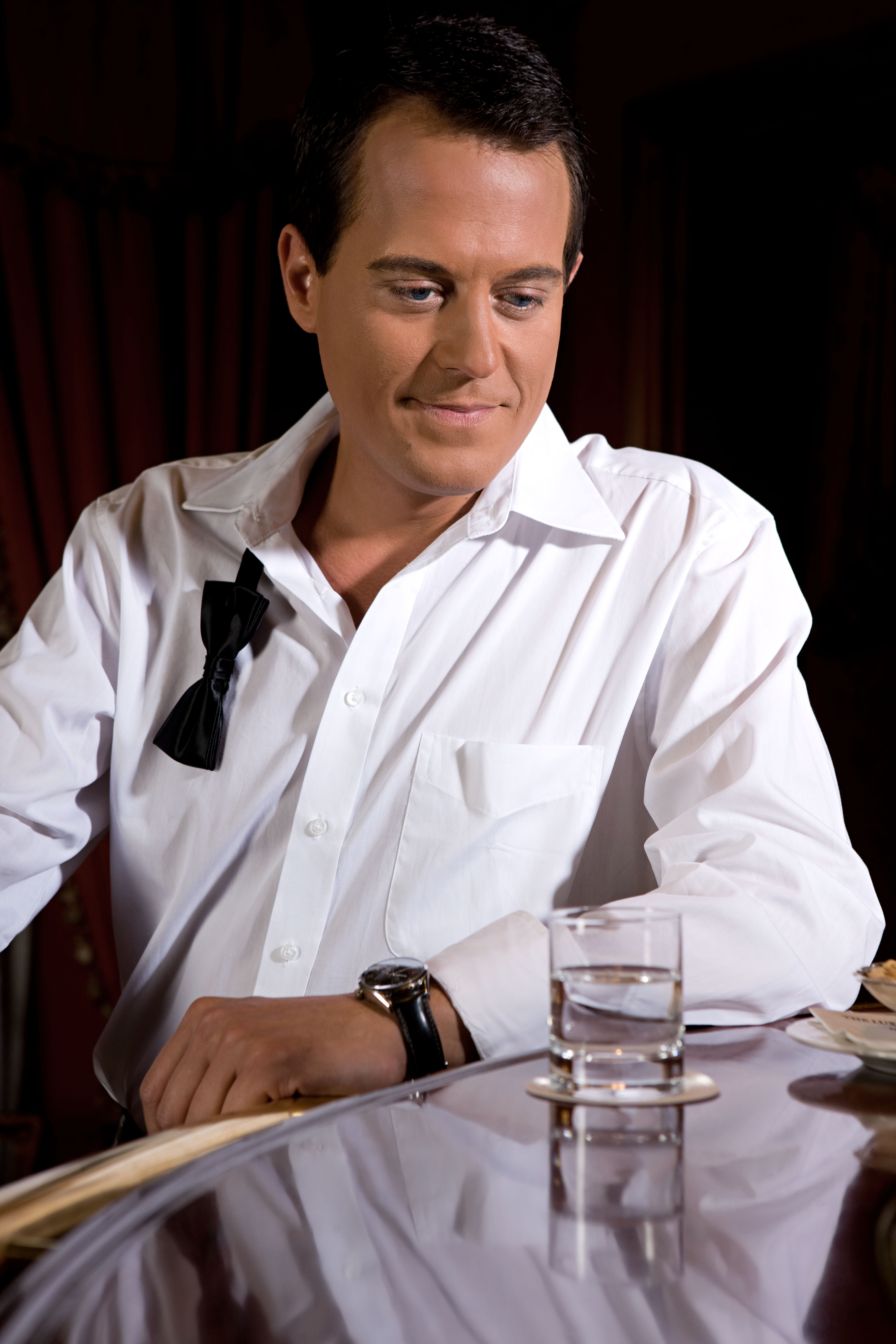
Gregor Glanz (* 1979)

- Glanz, Jakob, deutscher Tischler und Holzschnitzer
- Glanz, Josef (1795–1866), österreichischer Ziseleur und Medailleur
- Glänz, Joseph (1778–1841), deutscher Schreiner und Holzbildhauer
- Glanz, Meinhard (1924–2005), deutscher Militär, Generalleutnant des Heeres der Bundeswehr und Inspekteur des Heeres
- Glanz, Mirjam (* 1977), deutsche Politikerin (Bündnis 90/Die Grünen)
- Glänz, Otto (1837–1907), deutscher Schreiner und Holzbildhauer
- Glanz, Udo (* 1972), deutscher Pädagoge, Autor und Verleger von Ausbildungsmaterialien insbesondere MOOCs
- Glanzberg, Norbert (1910–2001), französischer Komponist und Pianist
- Glänzel, Wolfgang (* 1955), deutscher Informationswissenschaftler und Hochschullehrer
- Glanzelius, Ingmar (1927–2021), schwedischer Jazzmusiker, Musikkritiker und Dramatiker
- Glanzer, Bob (1945–2020), US-amerikanischer Politiker (Republikaner)
- Glanzer, Daniela (* 2003), österreichische Tennisspielerin
- Glanzer, Edith, österreichische Tischtennisspielerin
- Glanzer, Hans-Peter (* 1960), österreichischer Diplomat
- Glanzmann, Andrei (1907–1988), rumänischer Fußballspieler
- Glanzmann, Christian (* 1975), Schweizer MusikerChristian Glanzmann (* 1975)

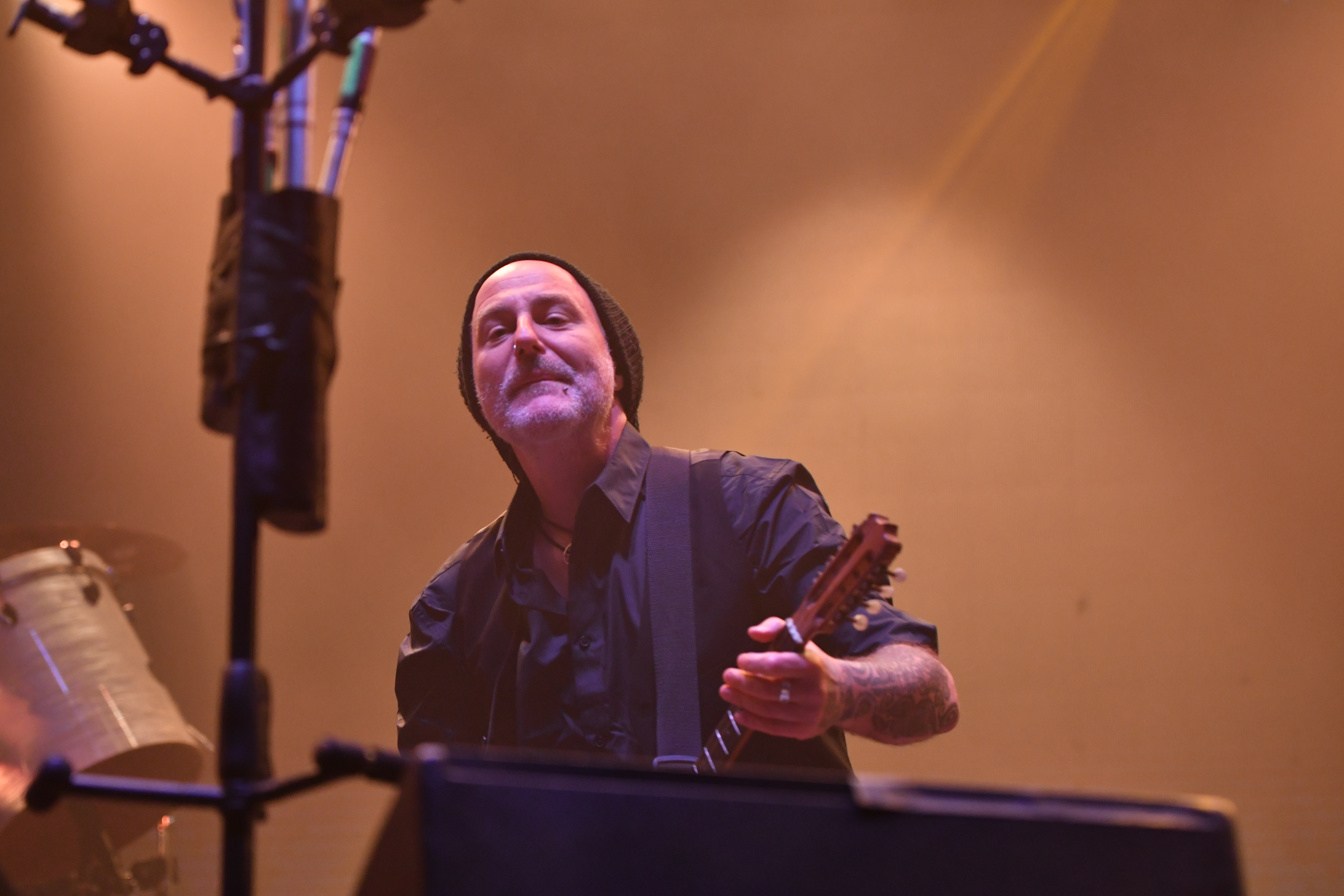
Christian Glanzmann (* 1975)

- Glanzmann, Eduard (1887–1959), Schweizer Kinderarzt
- Glanzmann, Elisabeth (* 1966), Schweizer Skilangläuferin
- Glanzmann, Fredy (* 1963), Schweizer Nordischer Kombinierer
- Glanzmann, Patrick (* 1969), Schweizer Eishockeyspieler
- Glanzmann, Roderich (1904–1988), deutscher Richter und Vizepräsident des Bundesgerichtshofs
- Glanzmann-Hunkeler, Ida (* 1958), Schweizer Politikerin
- Glanzner, Jakob (* 1989), österreichischer Radio- und Fernsehmoderator
- Glanzner, Susanne (* 1977), deutsche Schriftstellerin und Modedesignerin

### Glao
- Glaoui, Hassan (1923–2018), marokkanischer Kunstmaler
- Glaoui, Thami El (1870–1956), Pascha von Marrakesch (1918–1955)Thami El Glaoui (1870–1956)

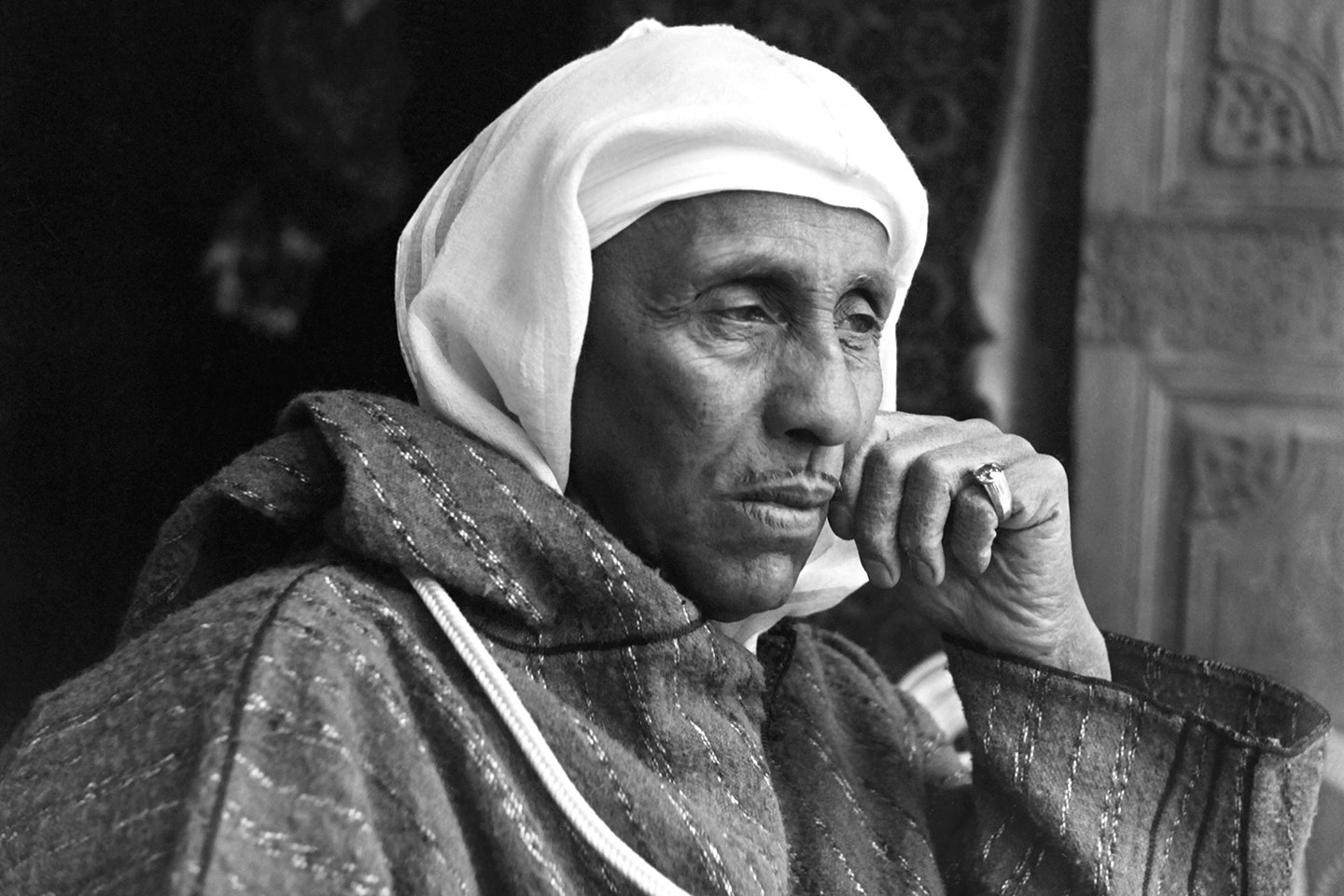
Thami El Glaoui (1870–1956)

- Glaoui, Touria (* 1974), franko-marokkanische Unternehmerin und Kunstmanagerin

### Glap
- Glaphyra, Hetäre, Geliebte des Marcus Antonius
- Glaphyra, Schwiegertochter Herodes’ des Großen
- Glapiak, Jan (* 1959), polnischer römisch-katholischer Geistlicher, Weihbischof in Posen
- Glapiński, Adam (* 1950), polnischer Ökonom und Politiker
- Glappa († 560), König von Bernicia

### Glar
- Glarakis, Georgios (1789–1855), griechischer Gelehrter, Arzt, Philosoph und Politiker
- Glardon, Alex (* 1972), Schweizer Politiker (CVP)
- Glardon, Auguste (1839–1922), Schweizer evangelischer Geistlicher
- Glarean (1488–1563), Schweizer Humanist und Universalgelehrter
- Glargaard, Poul (1942–2011), dänischer Theater- und Filmschauspieler
- Glaría, Alejandro (* 1970), argentinischer Fußballspieler
- Glaría, Jesús (1942–1978), spanischer Fußballspieler
- Glaria, Rubén (* 1948), argentinischer Fußballspieler
- Glarner, Andreas (* 1962), Schweizer Unternehmer und Politiker (SVP)Andreas Glarner (* 1962)

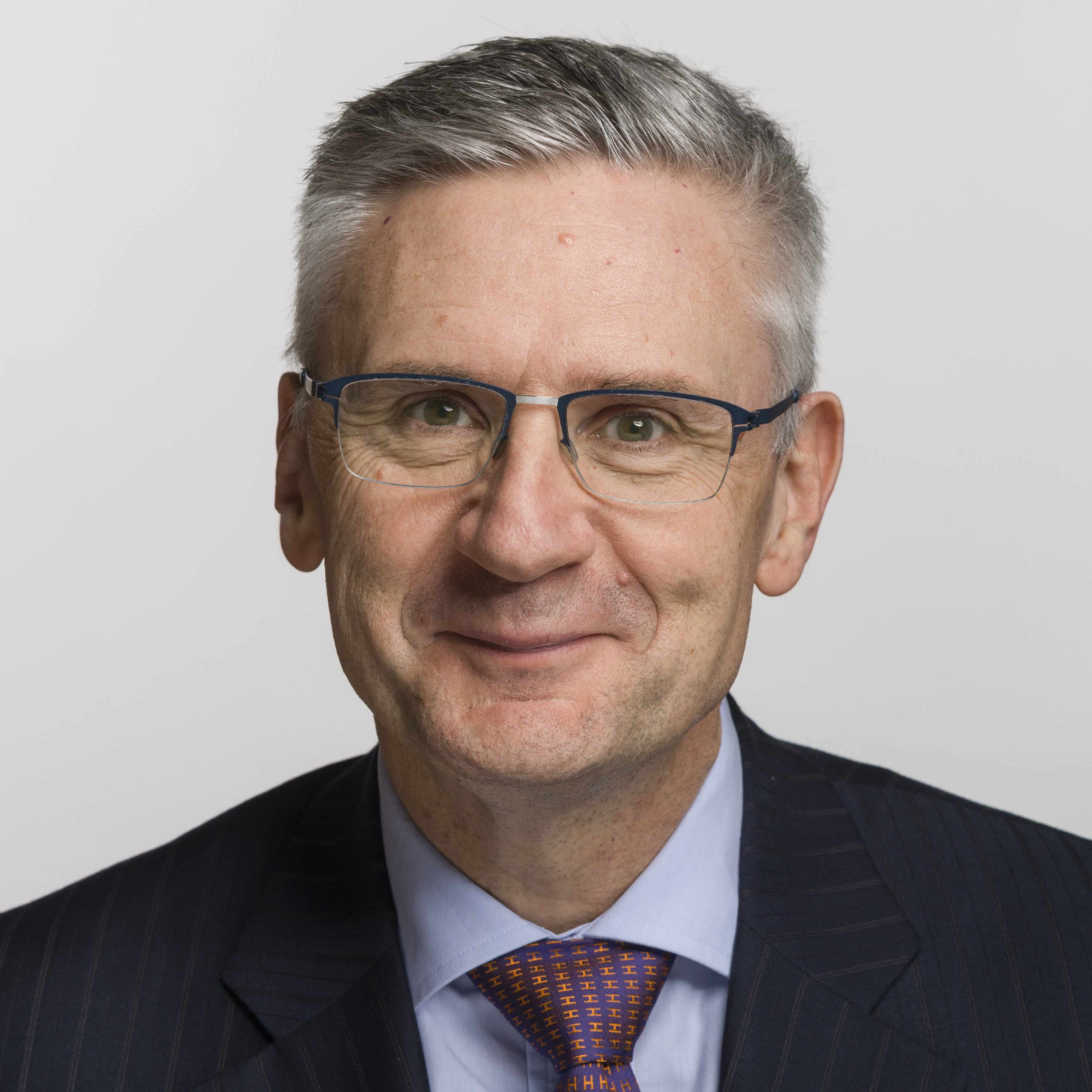
Andreas Glarner (* 1962)

- Glarner, Fridolin (1762–1849), Schweizer Unternehmer
- Glarner, Fritz (1899–1972), schweizerisch-US-amerikanischer Maler
- Glarner, Hannes (* 1960), Schweizer Bühnenautor, Schauspieler und Regisseur
- Glarner, Kaspar, Schweizer Bühnen- und Kostümbildner
- Glarner, Matthias (* 1985), Schweizer Schwinger
- Glarner, Stefan (* 1987), Schweizer Fußballspieler

### Glas
- Glas, Bettina (* 1943), deutsche Malerin, Objekt- und Textilkünstlerin
- Glas, Erich (1897–1973), deutsch-israelischer Graphiker, Maler, Illustrator und Fotograf
- Glas, Franz (1865–1944), österreichischer Jurist und Politiker
- Glas, Fritz (* 1884), deutscher Ingenieur und Landtagsabgeordneter
- Glas, Hanna (* 1993), schwedische Fußballspielerin
- Glas, Hans (1890–1969), deutscher UnternehmerHans Glas (1890–1969)

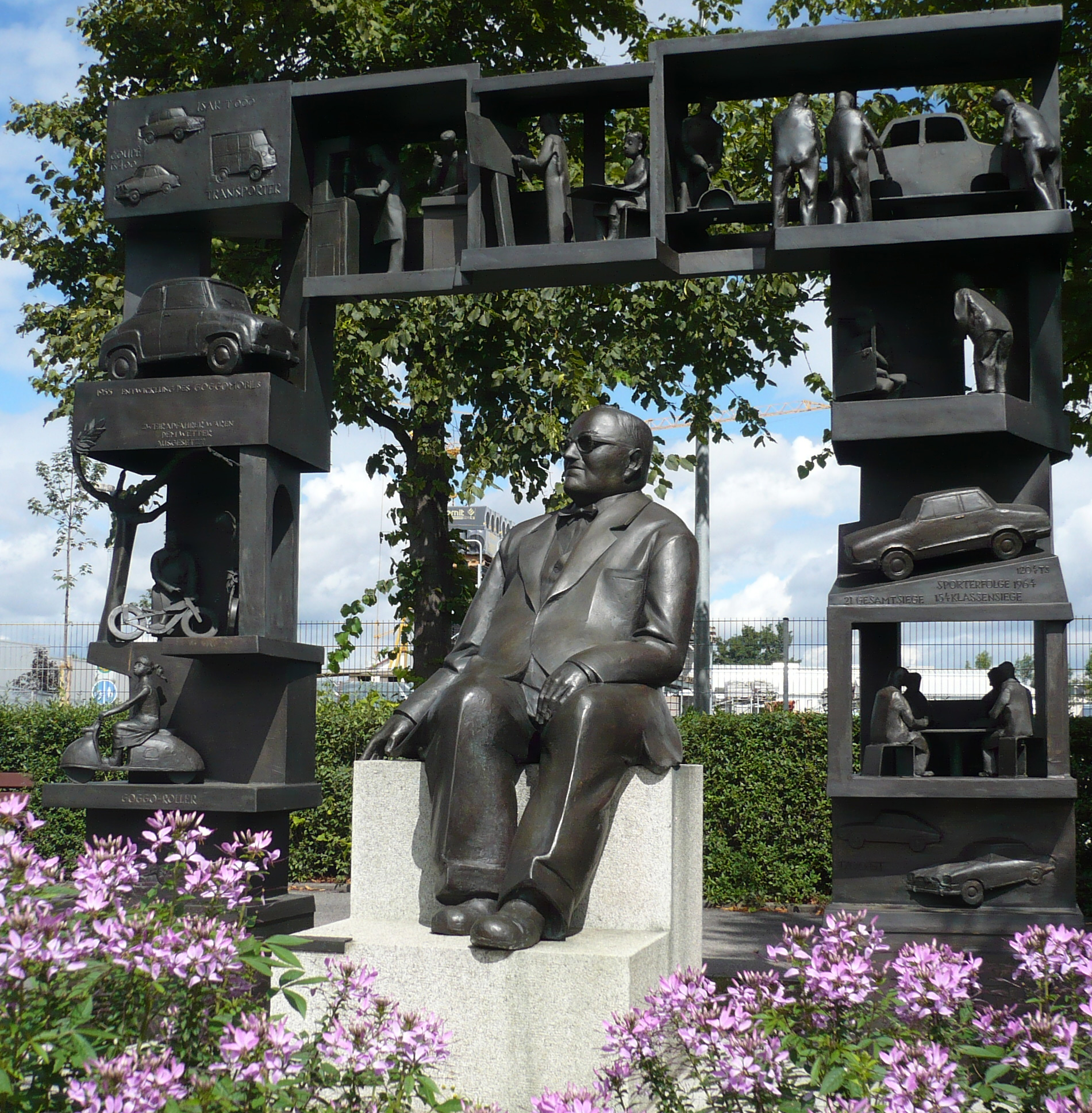
Hans Glas (1890–1969)

- Glas, Hans (* 1892), österreichischer Architekt
- Glas, Hans J. (* 1937), deutscher Maler und Zeichner
- Glas, Heinrich (* 1942), deutscher Bildhauer, Installationskünstler und Zeichner
- Glas, Jacob (* 1993), schwedischer Unihockeyspieler
- Glas, Johann Conrad (1787–1852), Landtagsabgeordneter Großherzogtum Hessen
- Glas, Josef (1909–1992), deutscher Schauspieler
- Glas, Jürgen (* 1956), deutscher Schwimmer
- Glas, Lotte (1873–1944), österreichische Frauenrechtlerin und Gewerkschafterin
- Glas, Martin (* 1975), deutscher Neuroonkologe, Neurologe und Hochschullehrer
- Glas, Norbert (1897–1986), österreichischer Arzt und Anthroposoph
- Glas, Otto (1916–1986), deutscher Fußballspieler
- Glas, Rainer (* 1954), deutscher Jazzbassist, Graphiker und Maler (Jazz-Paintings)
- Glas, Roland (* 1960), Schweizer Skispringer
- Glas, Thomas (* 1964), deutscher Künstler
- Glas, Uschi (* 1944), deutsche SchauspielerinUschi Glas (* 1944)

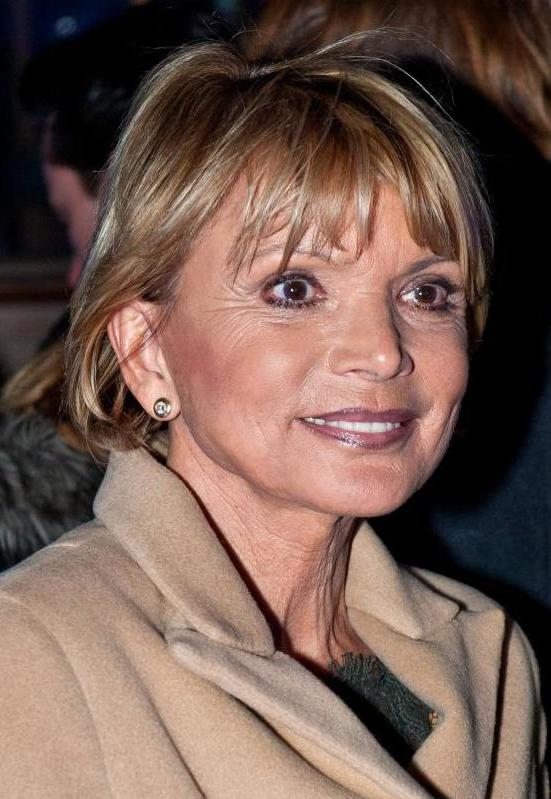
Uschi Glas (* 1944)

- Glas, Willibald (1927–2022), katholischer Theologe und Kirchenkritiker
- Glas, Willy (* 1920), deutscher Flötist

#### Glasa
- Glasatschow, Konstantin Alexandrowitsch (* 1985), russischer Eishockeyspieler
- Glasauer, Andrea (* 1983), deutsche Basketballspielerin
- Glasauer, Günter (* 1948), deutscher Speerwerfer und Basketballspieler
- Glasauer, Markus (* 1975), deutscher Basketballspieler und -trainer
- Glasauer, Oswald (1882–1969), österreichischer Politiker (CS)
- Glasauer, Thomas (* 1972), deutscher Basketballspieler und -trainer
- Glasauer, Willi (* 1938), deutscher Künstler

#### Glasb
- Glasberg, Gary (1966–2016), US-amerikanischer Fernsehproduzent und Drehbuchautor
- Glasbergen, Willem (1923–1979), niederländischer Archäologe
- Glasberger, Nikolaus († 1508), deutscher Franziskaner und Historiker
- Glasby, John S. (1928–2011), britischer Chemiker, Astronom und Science-Fiction-Autor

#### Glasc
- Gläsche, Georg (1853–1921), sächsischer Generalmajor
- Gläscher, Jörg (* 1966), deutscher Künstler
- Glaschke, Stefanie (* 1967), deutsche Autorin
- Glasco, Kiara (* 2001), kanadische Schauspielerin
- Glascock, Aaron, Tontechniker
- Glascock, John (1951–1979), britischer Musiker, Bassist der Musikgruppe Jethro TullJohn Glascock (1951–1979)

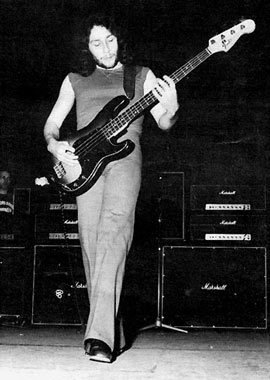
John Glascock (1951–1979)

- Glascock, John R. (1845–1913), US-amerikanischer Politiker
- Glascock, Thomas (1790–1841), US-amerikanischer Politiker
- Glascott, Fiona (* 1982), irische Schauspielerin

#### Glasd
- Glasder, Michael (* 1989), US-amerikanischer Skispringer

#### Glase
- Glase, Anne-Karin (* 1954), deutsche Politikerin (CDU), MdV, MdEP
- Glase, Jost (1936–1990), deutscher Schriftsteller und Hochschullehrer
- Gläsel, Christian (* 1973), deutscher Unternehmer und ehemaliger Autorennfahrer
- Gläsel, Joanne (* 1961), deutsche Schauspielerin und Hörspielsprecherin
- Glasel, Johnny (1930–2011), US-amerikanischer Jazztrompeter und Musiker-Gewerkschafter
- Glasenapp, Alexander von (1793–1866), russischer Generalleutnant und Generaldirektor der Eisenbahnen
- Glasenapp, Alfred von (1882–1958), Kapitänsleutnant und deutscher U-Bootkommandant im Ersten Weltkrieg
- Glasenapp, Carl Friedrich (1847–1915), russischer Staatsrat und Wagnerforscher
- Glasenapp, Caspar Otto von (1664–1747), preußischer Offizier, zuletzt Generalfeldmarschall
- Glasenapp, Caspar Otto von (* 1669), sächsisch-polnischer Generalmajor
- Glasenapp, Erdmann von (1660–1721), königlich preußischer Generalmajor
- Glasenapp, Ernst Reinhold Gerhard von (1861–1928), deutscher Landesdirektor und Polizeipräsident
- Glasenapp, Franz Christian von († 1771), preußischer Landrat
- Glasenapp, Franz Georg von (1857–1914), preußischer Generalleutnant, Kommandeur der Schutztruppen im Reichskolonialamt
- Glasenapp, Franz von († 1737), preußischer Landrat
- Glasenapp, Georg Johann von (1750–1819), russischer General en chef und Gouverneur von Westsibirien
- Glasenapp, Gottlieb Friedrich Alexandrowitsch von (1811–1892), kaiserlich russischer Admiral und Mitglied des Reichsrates
- Glasenapp, Gregor von (1855–1939), russischer Staatsrat, Orientalist und Schriftsteller
- Glasenapp, Gustav von (1840–1892), preußischer Leutnant und Militärschriftsteller
- Glasenapp, Helmuth von (1891–1963), deutscher Indologe und ReligionswissenschaftlerHelmuth von Glasenapp (1891–1963)

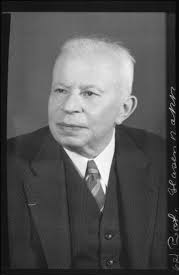
Helmuth von Glasenapp (1891–1963)

- Glasenapp, Joachim Reinhold von (* 1717), preußischer Oberstleutnant
- Glasenapp, Joachim von († 1667), geistlicher Dichter
- Glasenapp, Jörn (* 1970), deutscher Kultur- und Medienwissenschaftler
- Glasenapp, Kurt Karl Gustav von (1856–1937), deutscher Theater-Film-Zensor und Schriftstellerverbandsfunktionär
- Glasenapp, Otto von (1811–1893), preußischer Generalmajor und Kommandeur der 30. Infanterie-Brigade
- Glasenapp, Otto von (1853–1928), Vizepräsident der Reichsbank
- Glasenapp, Peter von (1713–1787), preußischer Landrat
- Glasenapp, Peter Wladimir von (1882–1951), russischer Offizier, Kommandeur der Kaiserlich-Russischen und der Nordwest-Armeen (Weiße Garde) und Generalleutnant
- Glasenapp, Reinhold von (1814–1887), Gutsbesitzer und preußischer Politiker
- Glasenapp, Sergei von (1848–1937), russischer und sowjetischer Astronom
- Glasenapp, Werner (1904–1984), deutscher Industriedesigner, Goldschmied und Hochschullehrer
- Glasenapp, Wilhelm Otto von (1786–1862), kaiserlich russischer Generalleutnant
- Glasenapp, Woldemar von (1812–1895), deutsch-baltischer Offizier, zuletzt kaiserlich russischer Vizeadmiral und Kriegsgouverneur von Archangelsk
- Glasenberg, Ivan (* 1957), südafrikanisch-australisch-schweizerischer Unternehmer und ManagerIvan Glasenberg (* 1957)

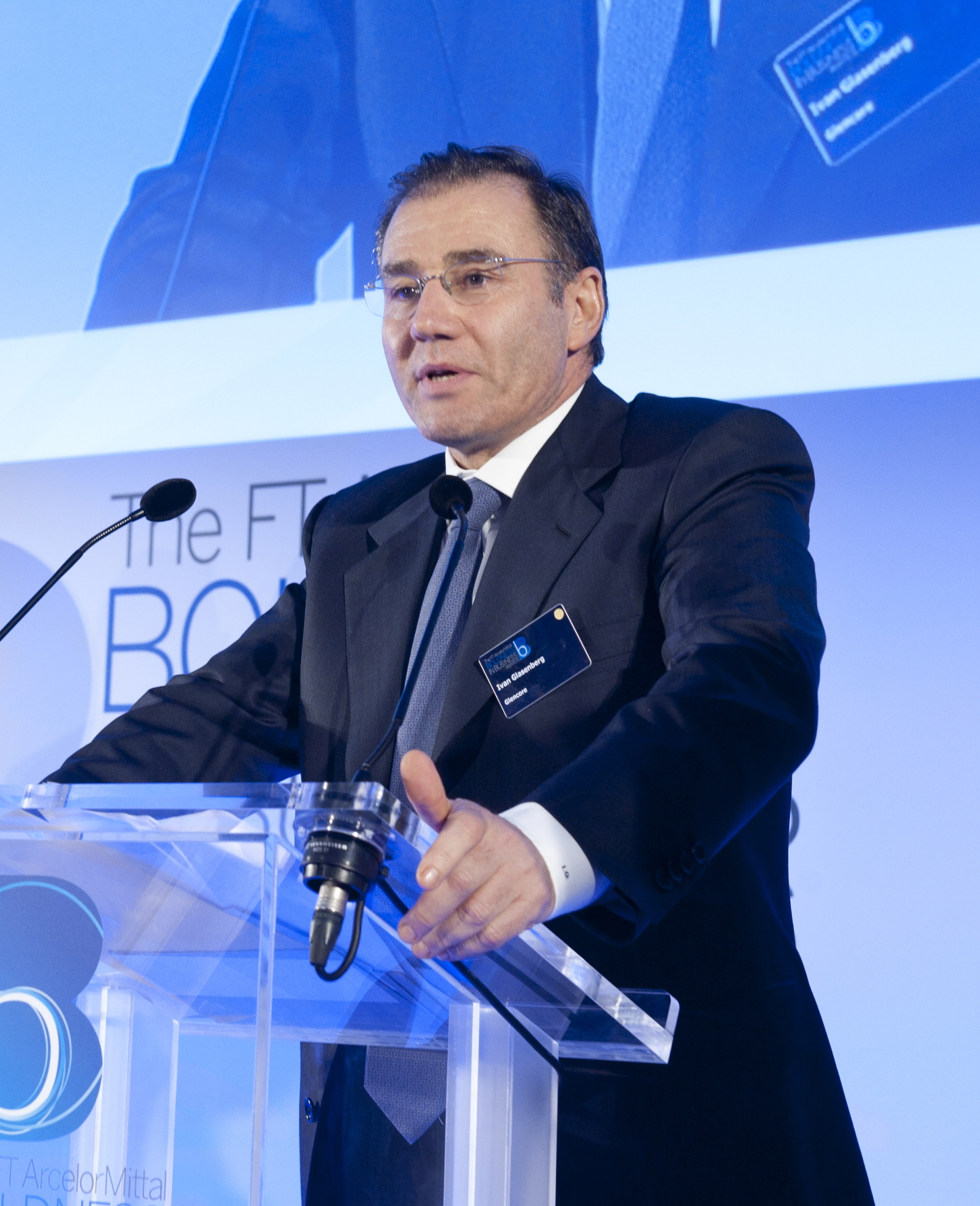
Ivan Glasenberg (* 1957)

- Gläsener, Just Martin (1696–1750), deutscher lutherischer Geistlicher und Theologe
- Glaser, Adam Goswin (1815–1900), deutscher Stahl- und Kupferstecher der Düsseldorfer Schule
- Glaser, Adolf (1829–1915), deutscher Journalist, Schriftsteller und Redakteur
- Glaser, Albin (1919–1993), israelischer Architekt und Überlebender des Holocaust
- Gläser, Albrecht (1928–2013), deutscher Chirurg und Hochschullehrer
- Glaser, Albrecht (* 1942), deutscher Politiker (CDU, AfD)
- Glaser, Alexander (1884–1934), deutscher Rechtsanwalt und Politiker (DVP, später Völkischer Block)
- Glaser, Alfred (1888–1973), deutscher Bildhauer
- Gläser, Andreas (* 1965), deutscher Autor
- Glaser, Andreas (* 1977), deutscher Jurist und Hochschullehrer
- Glaser, Andreas Friedrich Gottlob (1762–1837), deutscher evangelisch-lutherischer Geistlicher, Superintendent in Neustrelitz, Leitender Geistlicher in Mecklenburg-Strelitz (1809–1837)
- Gläser, Anja S. (* 1989), deutsche Schauspielerin
- Glaser, Anton von (1784–1840), preußischer Generalmajor
- Gläser, Anuschka (* 1969), deutsche Eiskunstläuferin
- Glaser, Barney G. (1930–2022), amerikanischer Soziologe und Mitbegründer der Grounded Theory
- Glaser, Benny (* 1989), britischer Pokerspieler
- Glaser, Brigitte (* 1955), deutsche SchriftstellerinBrigitte Glaser (* 1955)

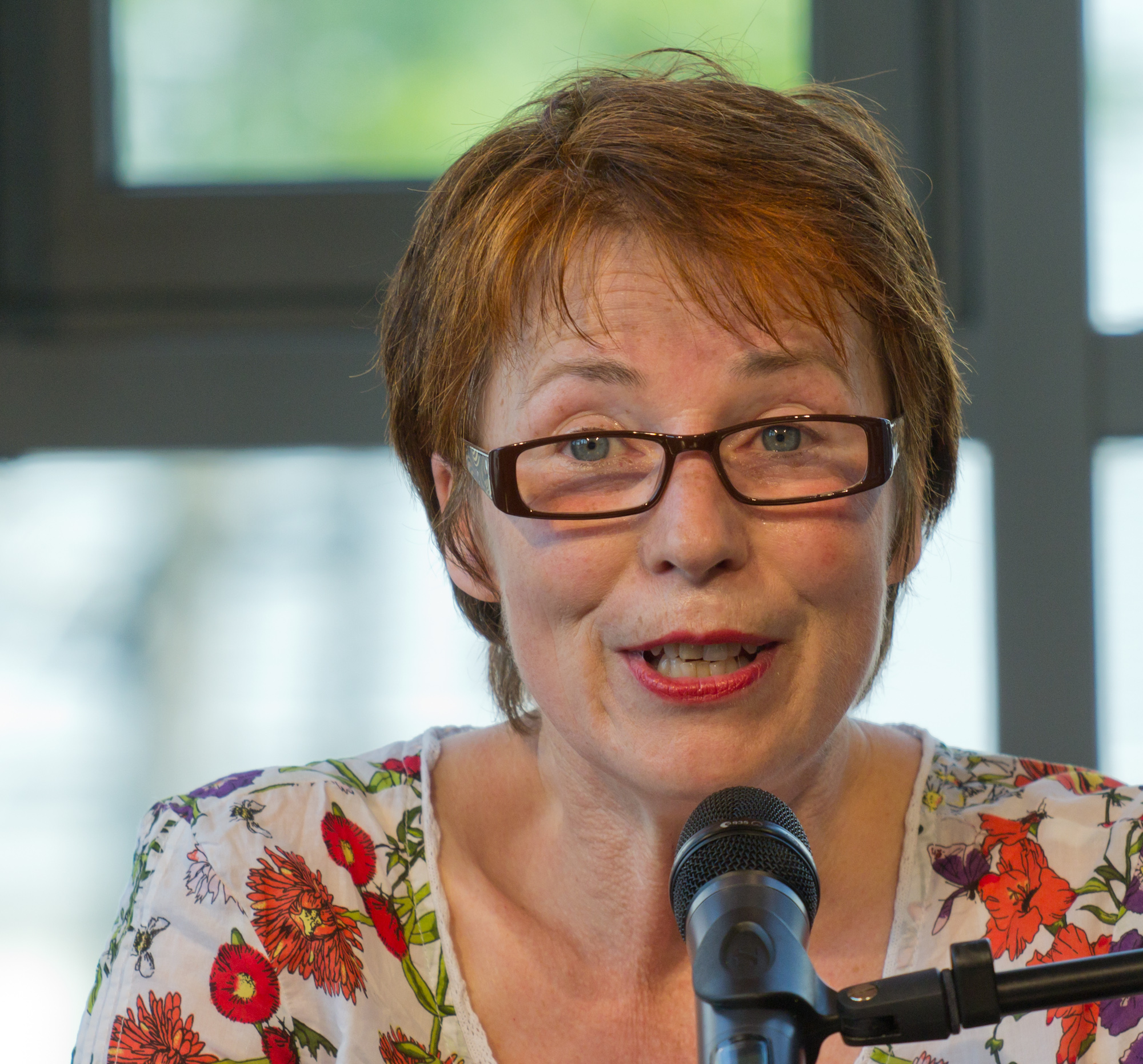
Brigitte Glaser (* 1955)

- Glaser, Bruno (* 1966), deutscher Bodenbiogeochemiker und Hochschullehrer
- Glaser, Carl (1841–1935), deutscher Chemiker
- Gläser, Carl Heinrich (1831–1903), deutscher Kutschen-, Wagen- und Karossenbauer
- Glaser, Carola, Schweizer Opernsängerin (Sopran)
- Glaser, Carsta (* 1969), deutsche Boulespielerin
- Glaser, Chris (* 1950), US-amerikanischer Vertreter der Queer-Theologie
- Gläser, Christian (* 1966), deutscher Politiker (CDU)
- Gläser, Christine, deutsche Diplomatin
- Glaser, Christophe, Chemiker
- Glaser, Curt (1879–1943), deutscher Kunsthistoriker und Kunstkritiker
- Glaser, Daniel (1918–2017), US-amerikanischer Soziologe und Kriminologe
- Glaser, Daniel (* 1981), schwedischer Badmintonspieler
- Glaser, Dennis (* 1980), deutscher Beachhandballtrainer und Funktionär
- Glaser, Dirk (* 1958), deutscher JournalistDirk Glaser (* 1958)

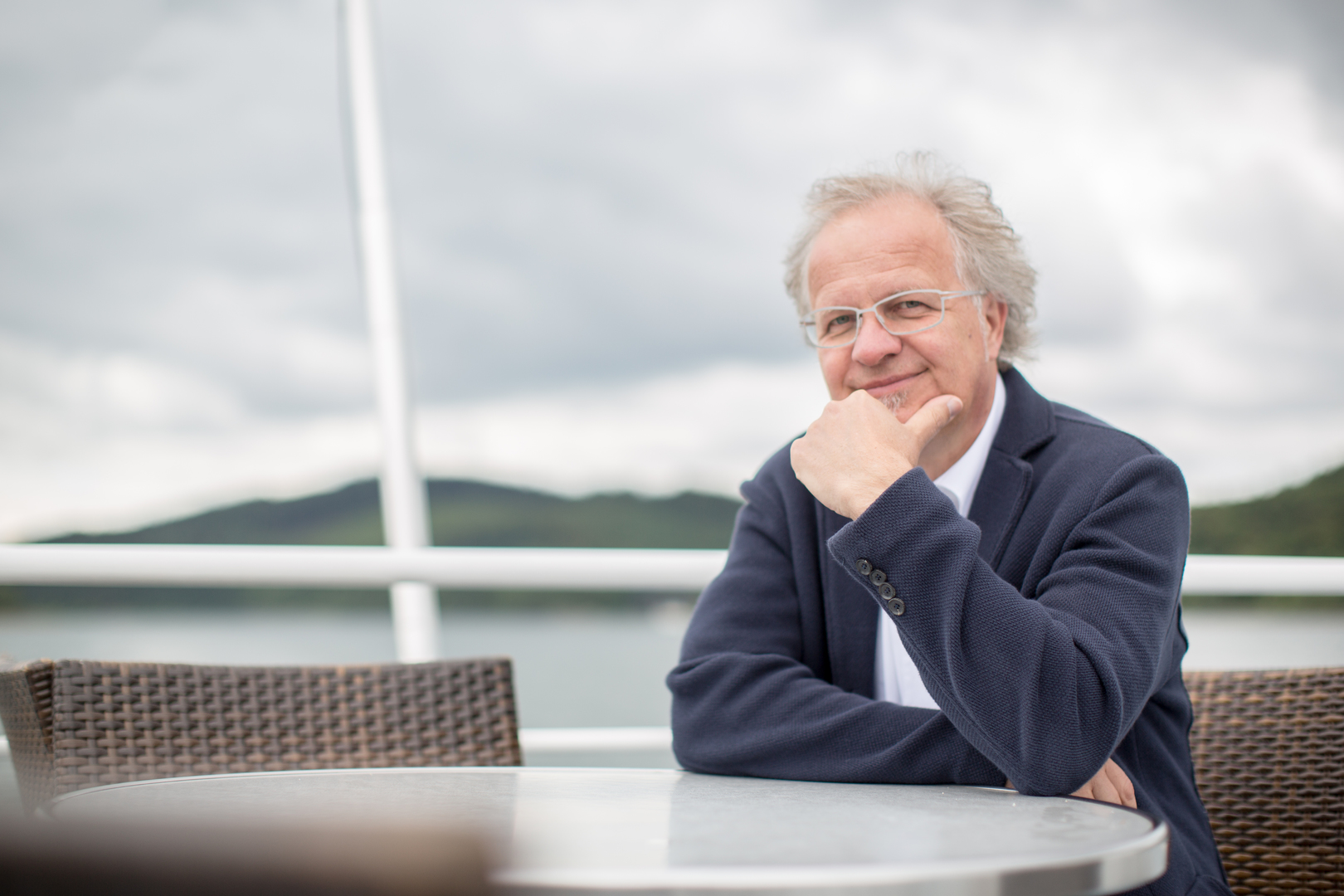
Dirk Glaser (* 1958)

- Glaser, Donald Arthur (1926–2013), US-amerikanischer Physiker, Molekularbiologe, Neurobiologe und Nobelpreisträger
- Gläser, Eberhard (* 1942), deutscher Sportfunktionär, Handballschiedsrichter
- Glaser, Eduard (1855–1908), österreichischer Forschungsreisender, Orientalist und Archäologe
- Glaser, Edward (1918–1972), US-amerikanischer Romanist, Hispanist und Lusitanist
- Glaser, Ehrhart (1927–2006), deutscher Politiker (CDU), MdL
- Glaser, Elsa (1878–1932), deutsche Kunstsammlerin und Übersetzerin
- Glaser, Elvira (* 1954), germanistische Sprachwissenschafterin
- Gläser, Enoch (1628–1668), deutscher Jurist und Dichter
- Glaser, Erhard (1870–1947), österreichischer Mediziner und Biochemiker
- Glaser, Erich (1901–1984), deutscher Kletterer und Bergsteiger, Gegner des Nationalsozialismus und Sportfunktionär
- Glaser, Ferdinand (1780–1868), fränkischer Jurist
- Glaser, Ferdinand (1880–1961), österreichischer Architekt
- Glaser, Ferdinand (1954–2014), deutscher Fußballspieler und -trainer
- Glaser, Frank (1924–2002), deutscher Maler und Grafiker
- Gläser, Franz (1798–1861), österreichischer Opernkomponist und Kapellmeister
- Glaser, Franz (* 1895), österreichischer Bauingenieur und Hochschullehrer
- Glaser, Franz (1903–1972), tschechoslowakisch-schweizerischer Journalist
- Glaser, Franz (* 1948), österreichischer Landwirt und Politiker (ÖVP), Landtagsabgeordneter, Abgeordneter zum Nationalrat
- Glaser, Franz (* 1950), österreichischer Klassischer und Christlicher Archäologe
- Glaser, Franz jun. (1852–1934), österreichischer Architekt
- Glaser, Franz sen. (1822–1885), österreichischer Baumeister und Bürgermeister von Dornbach bei Wien
- Glaser, Franziska (* 1985), deutsche Entertainerin und Moderatorin
- Glaser, Friedrich Carl (1843–1910), deutscher Maschinenbau-Ingenieur und Publizist
- Glaser, Friedrich Daniel von (1740–1804), preußischer Generalmajor und Chef des Husarenregiment Nr. 10
- Gläser, Friedrich Gottlob (1749–1804), deutscher Geologe
- Glaser, Fritz (1876–1956), Dresdner Rechtsanwalt und Kunstsammler
- Gläser, Fritz Hermann (1896–1946), deutscher Schriftsteller
- Gläser, Georg (1773–1840), deutscher evangelischer Pastor, Lehrer und Schulleiter, Schriftsteller und Freimaurer
- Glaser, Georg K. (1910–1995), deutscher und französischer Schriftsteller
- Gläser, Gerhard (1911–1995), deutscher Fußballspieler und -trainer
- Glaser, Gerhard (* 1937), deutscher Architekt und Denkmalpfleger
- Glaser, Gerhard A. (1936–2016), deutscher Erfinder der Ortsrufanlagen
- Glaser, Günter (1924–2009), deutscher SchauspielerGünter Glaser (1924–2009)

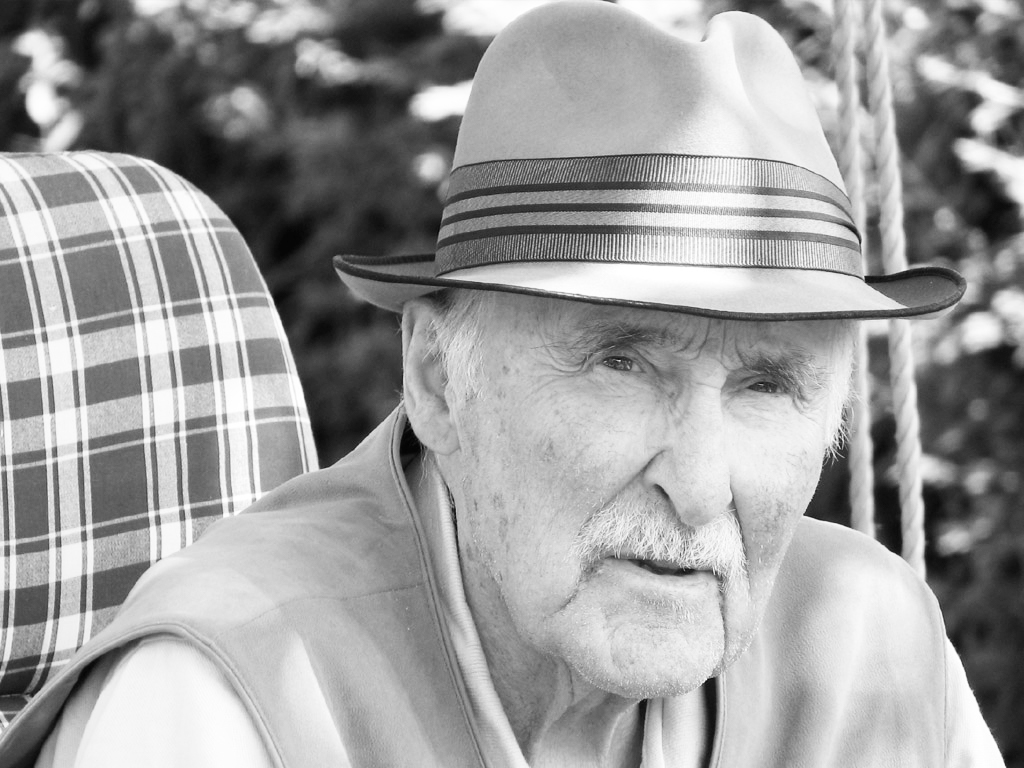
Günter Glaser (1924–2009)

- Glaser, Günther (1912–2003), deutscher Physiker, Ingenieurwissenschaftler und Universitätsprofessor
- Glaser, Günther (1922–2020), deutscher Militärhistoriker und Hochschullehrer
- Gläser, Hanns (1903–1977), deutscher Forstwissenschaftler
- Glaser, Hans, deutscher Holzschneider und Buchdrucker
- Glaser, Hans (1873–1950), österreichischer Architekt
- Glaser, Hans (1909–1945), deutscher Jurist, Widerstandskämpfer und KZ-Häftling
- Gläser, Hans-Joachim (1941–1993), deutscher Schauspieler
- Glaser, Heinrich (1851–1917), Schweizer Politiker
- Glaser, Heinrich (1855–1928), österreichischer Architekt und Baumeister
- Glaser, Heinz (1920–1978), deutscher KPD- und SED-Funktionär, MdL
- Glaser, Heinz (* 1926), deutscher Fußballspieler
- Glaser, Helmut (1910–1947), österreichischer SS-Sturmbannführer und verurteilter KriegsverbrecherHelmut Glaser (1910–1947)

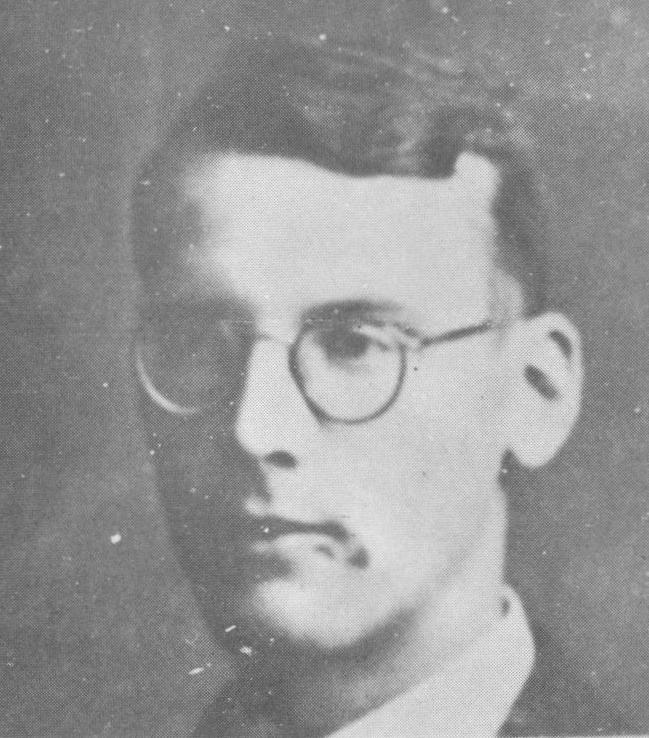
Helmut Glaser (1910–1947)

- Glaser, Helmuth (1906–1985), deutscher Kältetechniker
- Glaser, Hermann (1928–2018), deutscher Kulturpolitiker und Publizist
- Glaser, Hubert (1928–2019), deutscher Historiker
- Glaser, Hugo (1881–1976), österreichischer Arzt, Autor und Journalist
- Glaser, Ignaz (1853–1916), böhmischer Unternehmer und Gründer einer der größten Tafelglas-Fabriken in der österreichisch-ungarischen Monarchie
- Glaser, Ivan (* 1938), kroatisch-deutscher Jurist und Politologe
- Glaser, Jakob (1813–1902), deutsch-schweizerischer Pädagoge, Landwirt, Unternehmer und Mitglied der badischen verfassunggebenden Versammlung (1849)
- Glaser, Jay (* 1953), US-amerikanischer Segler
- Glaser, Johann (1883–1959), österreichischer Politiker (SPÖ), Landtagsabgeordneter im Burgenland
- Glaser, Johann Christoph (* 1684), deutscher Glas- und Porzellanmaler
- Glaser, Johann Elias (* 1721), deutscher Kaufmann
- Glaser, Johann Friedrich, deutscher Buchdrucker
- Glaser, Johann Friedrich (1707–1789), deutscher Mediziner
- Glaser, Johann Heinrich (1629–1675), Schweizer Anatom, Chirurg und Botaniker
- Glaser, Johann Karl (1814–1894), deutscher Nationalökonom, Staatswissenschaftler und Hochschullehrer, Mitglied im preußischen Abgeordnetenhaus
- Glaser, Johann Wendelin (1713–1783), deutscher Kirchenmusiker
- Gläser, John (1888–1968), deutscher Opernsänger (Tenor), Gesangspädagoge und Theaterfunktionär
- Glaser, Jon (* 1968), US-amerikanischer Schauspieler, Komiker und Drehbuchautor
- Glaser, Josef (1887–1969), deutscher Fußballspieler
- Glaser, Julia (* 1997), schweizerisch-deutsche Fußballspielerin
- Glaser, Julius (1831–1885), österreichischer Rechtswissenschaftler und Politiker, Landtagsabgeordneter
- Glaser, Jürgen (* 1965), deutscher Psychologe und Professor
- Gläser, Kai-Peter (* 1964), deutscher Schauspieler
- Glaser, Karel (1845–1913), slowenischer Philologe und Literaturhistoriker
- Glaser, Karl (1826–1888), deutscher Kaufmann und Mitglied des Provinziallandtages der Provinz Hessen-Nassau
- Glaser, Karl (1921–2006), österreichischer Post- und Fernmeldebeamter sowie Politiker (ÖVP), Landtagsabgeordneter, Abgeordneter zum Nationalrat
- Gläser, Karl-Heinz (1948–2022), deutscher Sportfunktionär und Fußballschiedsrichter
- Glaser, Konrad (1903–1943), österreichischer Klassischer Philologe
- Glaser, Konrad Karl (1876–1956), deutscher Landwirt und Politiker (HBB, DNVP), MdR
- Glaser, Kurt (1880–1946), deutscher Romanist
- Gläser, Kurt (1898–1976), deutscher Maschinenbauer und Techniker
- Glaser, Laura (* 1990), deutsche Handballspielerin
- Glaser, Leo (1876–1950), deutscher Chemiker, Apotheker, Unternehmer und Politiker
- Gläser, Leonhard (1797–1875), deutscher Industrieller und Philanthrop
- Gläser, Luca (* 1998), deutscher Eishockeyspieler
- Glaser, Ludwig (* 1889), deutscher Physiker
- Glaser, Ludwig (* 1987), deutscher Baseballspieler
- Gläser, Manfred (1949–2024), deutscher Mittelalterarchäologe und Historiker
- Glaser, Mario (* 1978), deutscher PolitikerMario Glaser (* 1978)

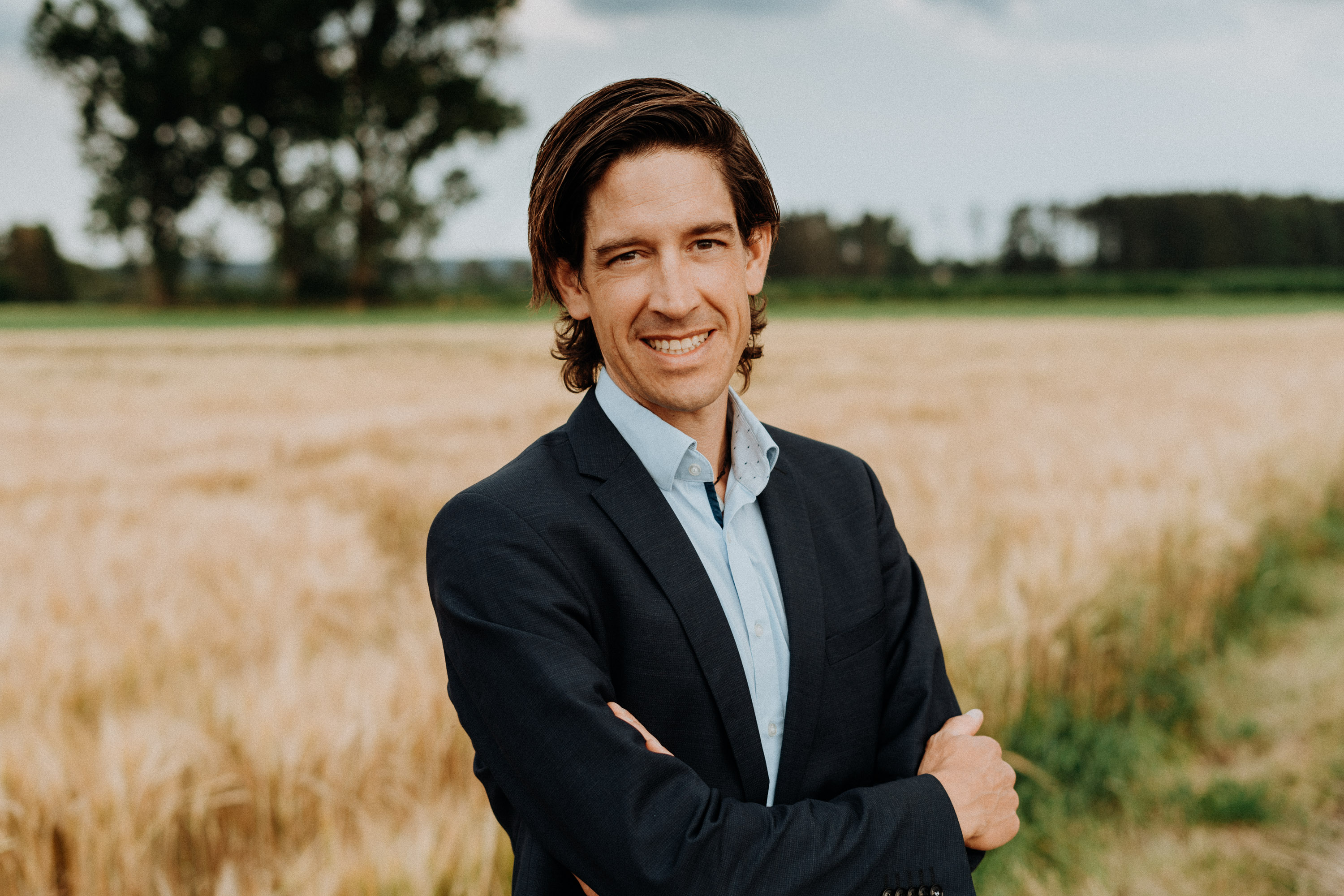
Mario Glaser (* 1978)

- Glaser, Marion, deutsche Sozialwissenschaftlerin und Hochschullehrerin
- Glaser, Markus (1880–1950), römisch-katholischer Bischof, Apostolischer Administrator von Jassy
- Gläser, Markus (* 1960), deutscher Bildhauer und Restaurator
- Glaser, Markus (* 1976), deutscher Ökonom, Hochschullehrer für Betriebswirtschaftslehre
- Gläser, Markus (* 1986), deutscher Schauspieler
- Glaser, Martin (* 1968), österreichischer Komponist, Dirigent und Musikpädagoge
- Gläser, Mechthild (* 1986), deutsche Schriftstellerin von Fantasy-Literatur
- Gläser, Michael (* 1957), deutscher Sänger und Chorleiter
- Glaser, Milton (1929–2020), US-amerikanischer Grafikdesigner
- Glaser, Nikki (* 1984), US-amerikanische Comedian
- Glaser, Niklaus († 1460), Glasmaler
- Glaser, Otto (1890–1956), österreichischer Schauspieler
- Gläser, Paul (1871–1937), deutscher Kirchenmusiker, Komponist und Kirchenmusikdirektor
- Glaser, Paul (* 1963), Theaterregisseur, Autor und Komponist
- Glaser, Paul Michael (* 1943), US-amerikanischer SchauspielerPaul Michael Glaser (* 1943)

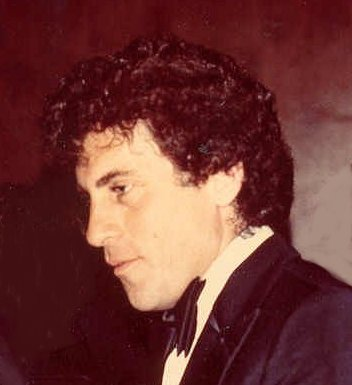
Paul Michael Glaser (* 1943)

- Gläser, Peter (1949–2008), deutscher Rockmusiker
- Glaser, Peter (* 1957), österreichischer Schriftsteller und Journalist
- Glaser, Péter (* 1968), ungarischer Jazz-Bassist und Tontechniker
- Glaser, Peter Eduard (1923–2014), amerikanischer Ingenieurwissenschaftler und Raumfahrtingenieur
- Gläser, Petra (* 1981), deutsche Basketballnationalspielerin
- Glaser, Robert (1921–2012), US-amerikanischer pädagogischer Psychologe
- Gläser, Roger (* 1967), deutscher Chemiker und Hochschullehrer
- Glaser, Roland (* 1935), deutscher Biophysiker und Hochschullehrer in der Deutschen Demokratischen Republik (DDR)
- Gläser, Rolf (1940–2004), deutscher Schwimmtrainer
- Gläser, Ronald (* 1973), deutscher Politiker (AfD), MdARonald Gläser (* 1973)

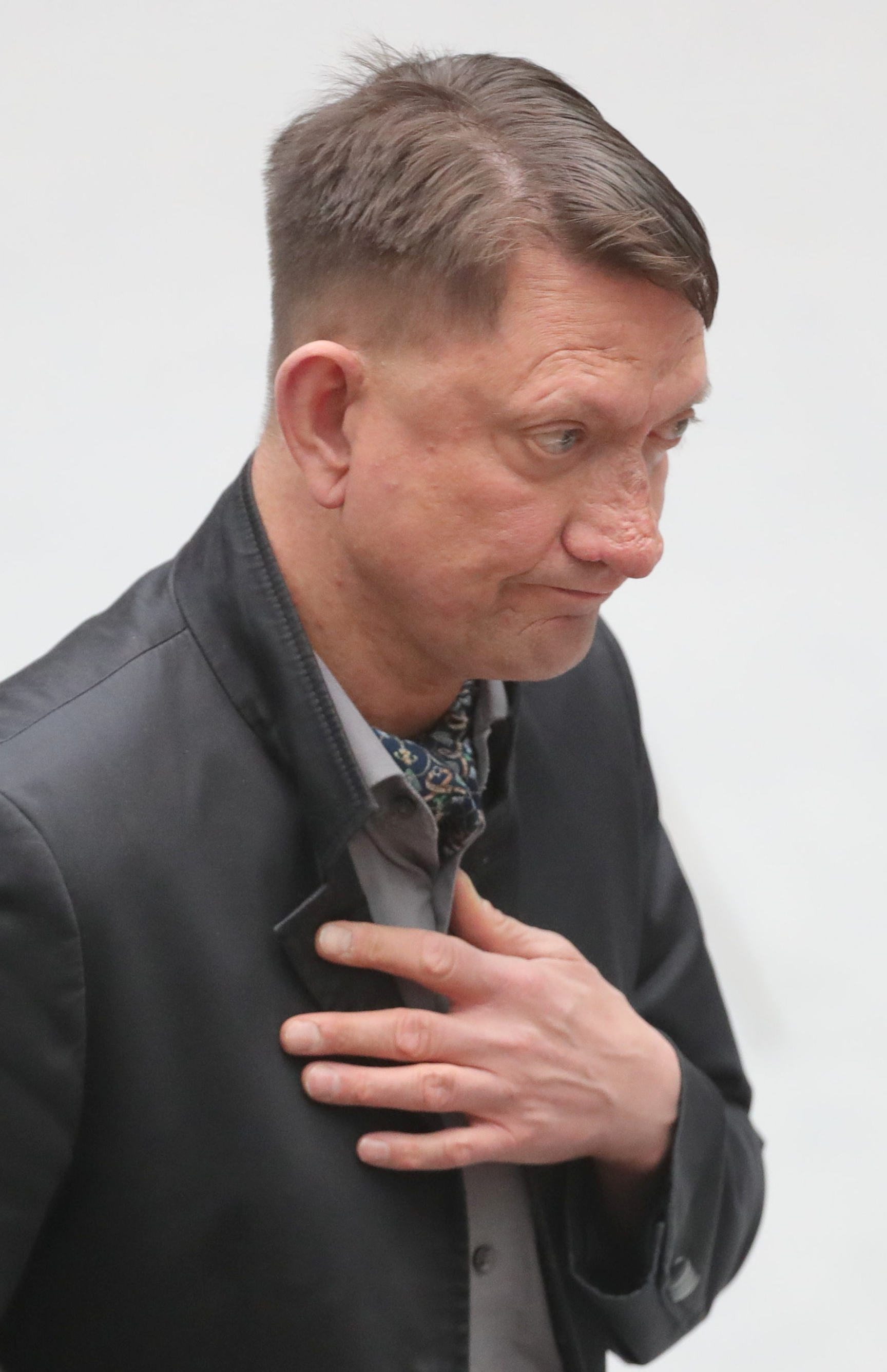
Ronald Gläser (* 1973)

- Glaser, Rosa (1914–2000), niederländische Tänzerin und Holocaust-Überlebende
- Gläser, Rosemarie (1935–2021), deutsche Linguistin
- Glaser, Rosemarie (* 1949), deutsche Politikerin (Bündnis 90/Die Grünen), MdL
- Glaser, Rüdiger (* 1959), deutscher Geograph
- Glaser, Sabine (* 1946), deutsch-französische Schauspielerin
- Glaser, San (* 1968), niederländische Sängerin
- Glaser, Sarah (* 1961), US-amerikanische Seglerin
- Glaser, Sebastian (1520–1577), hennebergischer Kanzler und Geschichtsschreiber
- Glaser, Sebastian (1842–1899), Landtagsabgeordneter Großherzogtum Hessen
- Gläser, Stefan (* 1946), deutscher Jurist und Politiker
- Glaser, Stefan (* 1964), deutscher Fußballspieler
- Glaser, Stephan (* 1976), deutscher Fußballspieler
- Glaser, Stephanie (1920–2011), Schweizer SchauspielerinStephanie Glaser (1920–2011)

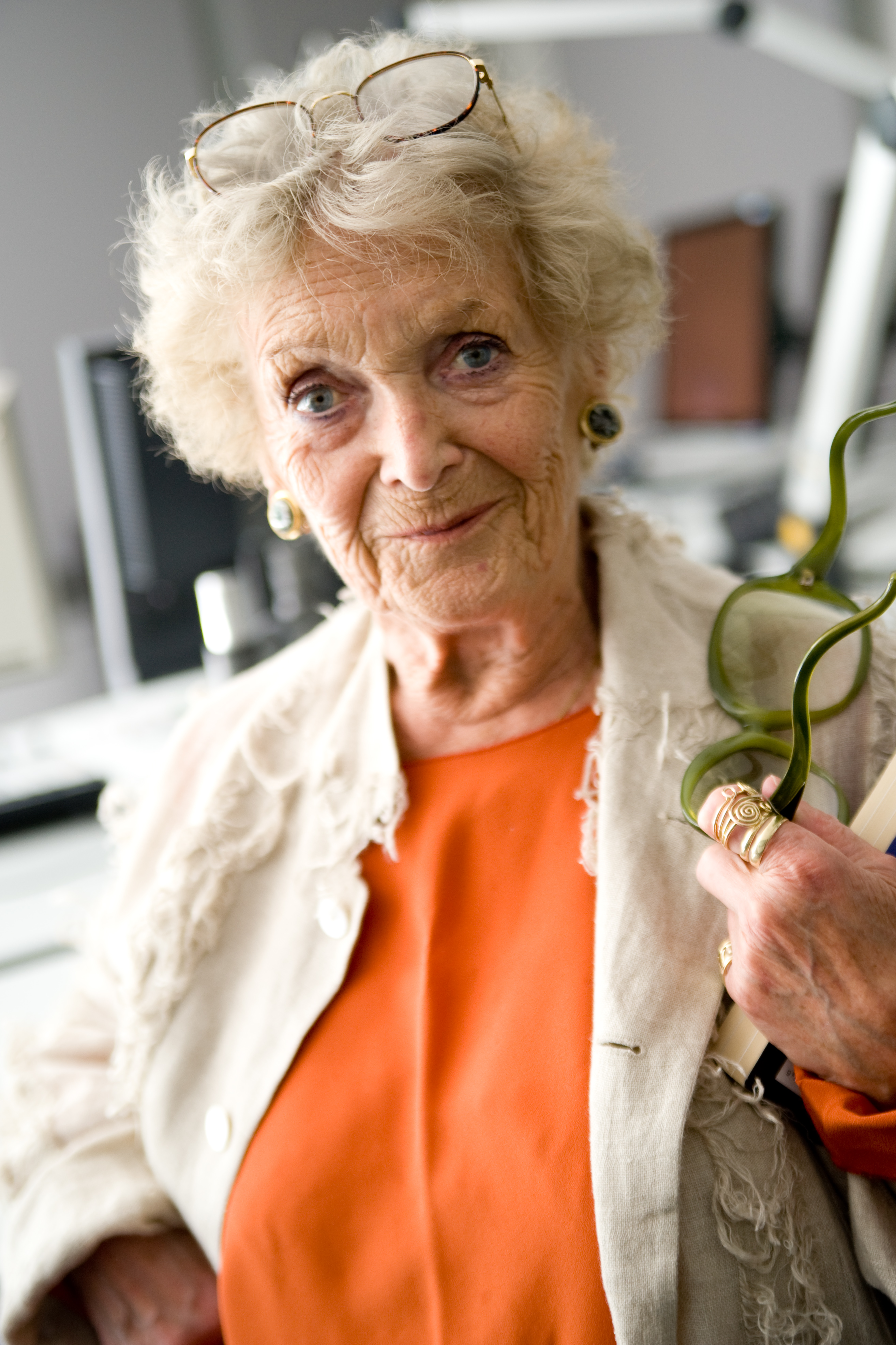
Stephanie Glaser (1920–2011)

- Gläser, Susanne (* 1984), deutsche Journalistin und Pressesprecherin
- Glaser, Tompall (1933–2013), US-amerikanischer Countrymusiker
- Gläser, Torsten (* 1969), deutscher Fußballspieler
- Glaser, Ty (* 1982), britische Schauspielerin
- Glaser, Udo (1945–2024), deutscher Fußballspieler
- Glaser, Vinzenz (* 1992), deutscher Politiker (Die Linke), MdB
- Glaser, Vladimir Jurko (1924–1984), jugoslawischer Physiker
- Glaser, Waldemar (1903–1953), deutscher Schriftsteller und Dichter
- Glaser, Walter (1906–1960), österreichischer Physiker
- Glaser, Walter (* 1946), deutscher Eishockeyspieler
- Glaser, Werner Wolf (1913–2006), deutsch-dänisch-schwedischer Komponist, Kunsthistoriker und Dirigent
- Gläser, Wilhelm (1821–1907), deutscher Verlagsbuchhändler, Antiquar und Bibliothekar
- Gläser, Wilhelm (1874–1951), deutscher Jurist und Politiker
- Glaser, Wilhelm (1875–1961), deutscher Elektroingenieur und Unternehmer
- Glaser, Wilhelm (1899–1968), deutscher Erfinder der Ortsrufanlagen
- Glaser, Wolfgang (1931–2017), deutscher Nachrichtentechniker
- Gläser, Wolfgang (1933–2023), deutscher Physiker und Hochschullehrer
- Gláser, Zsuzsa (* 1958), ungarische Badmintonspielerin
- Glaser-Franke, Hannelore (* 1933), deutsche Skirennläuferin
- Glaser-Gerhard, Ernst (1891–1973), deutscher Literaturwissenschaftler und Pädagoge
- Glaser-Lauermann, Dagmar (* 1927), deutsche Malerin
- Glaser-Ta’asa, Mirijam (* 1929), israelische Politikerin
- Gläser-Zikuda, Michaela (* 1967), deutsche Erziehungswissenschaftlerin und Hochschullehrerin
- Glaserer, Franz (1904–1983), österreichischer Politiker (SDAP, SPÖ), Landtagsabgeordneter
- Glaserová, Zuzana (1925–1945), tschechoslowakisches Opfer des Holocaust
- Glasersfeld, Ernst von (1917–2010), österreichisch-US-amerikanischer Philosoph
- Glasewald, Arthur Ernst (1861–1926), Philatelist und Chronist der Stadt Gößnitz
- Glasewald, Ephraim Wolfgang (1753–1817), deutscher Architekt

#### Glasg
- Glasgow, Byron (* 1979), englischer Fußballspieler
- Glasgow, Ellen (1873–1945), US-amerikanische Schriftstellerin
- Glasgow, Graham (* 1992), US-amerikanischer American-Football-Spieler
- Glasgow, Hugh (1769–1818), US-amerikanischer Politiker
- Glasgow, Josephine Burns (1887–1969), US-amerikanische Mathematikerin und Hochschullehrerin
- Glasgow, Kathleen (* 1969), US-amerikanische SchriftstellerinKathleen Glasgow (* 1969)

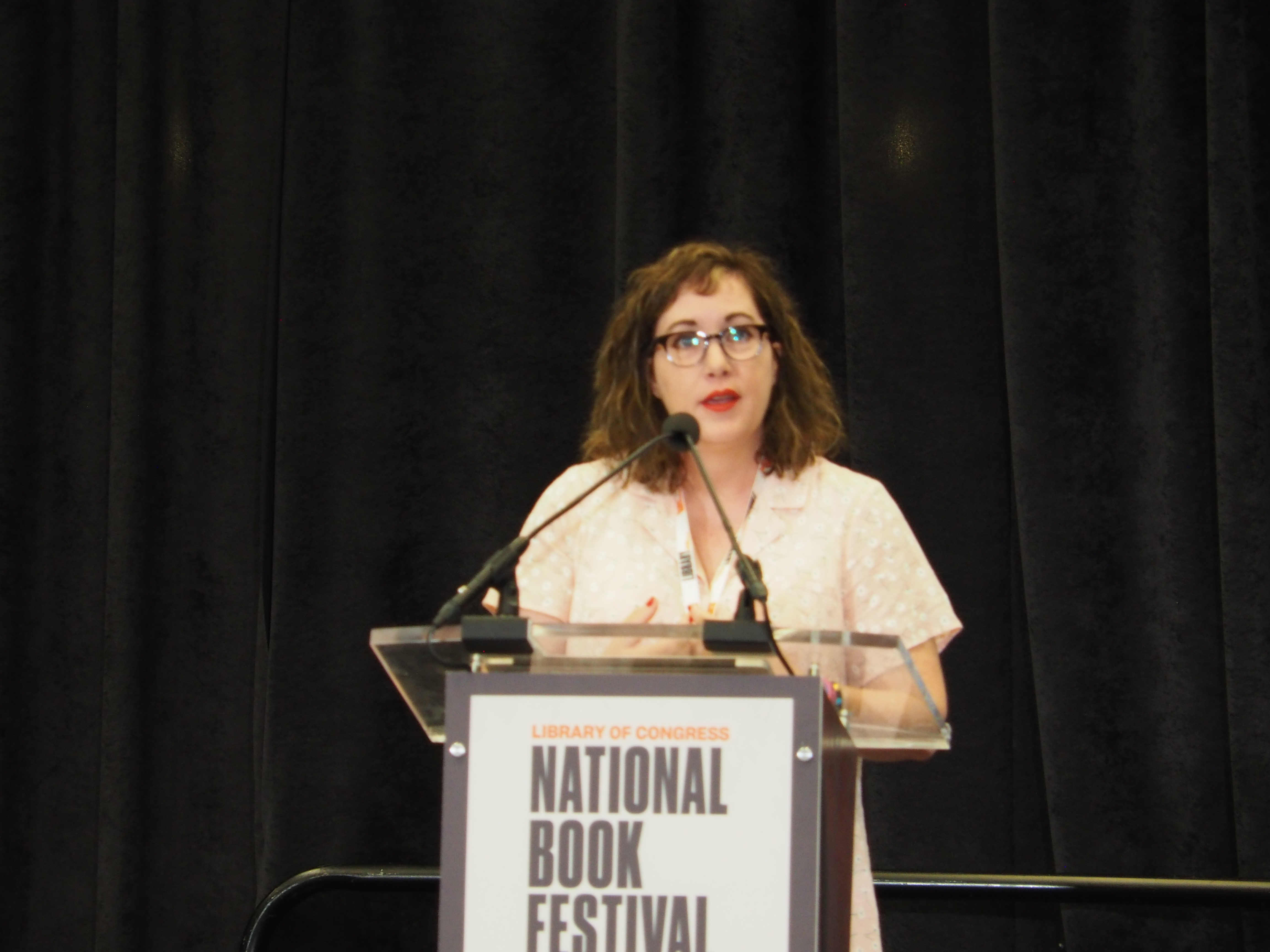
Kathleen Glasgow (* 1969)

- Glasgow, Robert (1925–2008), US-amerikanischer Organist und Musikpädagoge
- Glasgow, Thomas William (1876–1955), australischer General und Politiker
- Glasgow, Walter (* 1957), US-amerikanischer Segler
- Glasgow, William (1906–1972), US-amerikanischer Filmarchitekt

#### Glash
- Glashoff, Klaus (* 1947), deutscher Mathematiker und Logiker
- Glashoff, Max (1912–2008), deutscher Buddhist
- Glashow, Sheldon Lee (* 1932), US-amerikanischer Physiker

#### Glasi
- Glasier, Katharine (1867–1950), britische Sozialistin

#### Glasj
- Glasjew, Sergei Jurjewitsch (* 1961), russischer Ökonom und Politiker

#### Glask
- Gläsker, Horst (* 1949), deutscher Künstler
- Glaskow, Juri Nikolajewitsch (1939–2008), sowjetischer Kosmonaut
- Glaskow, Nikita Jurjewitsch (* 1992), russischer Degenfechter
- Glaskowa, Alexandra Sergejewna (* 2006), russische Freestyle-Skierin

#### Glasl
- Gläsl, Dominik († 1731), deutscher Baumeister des Barock
- Glasl, Friedrich (* 1941), österreichischer Ökonom
- Glasl, Georg (* 1957), deutscher Musiker, Hochschuldozent (Zither)
- Glasl, Heinrich (1940–2012), deutscher Pharmazeut und Hochschullehrer
- Glasl, Thomas, deutscher Stuckateur des Barock

#### Glasm
- Glasmacher, Anke (* 1969), deutsche Lyrikerin
- Glasmacher, Birgit (* 1958), deutsche Wissenschaftlerin und Inhaberin des Lehrstuhls für Mehrphasenprozesse der Fakultät für Maschinenbau an der Gottfried-Wilhelm-Leibniz-Universität Hannover
- Glasmacher, Dieter (* 1940), deutscher bildender Künstler
- Glasman, Israel Markowitsch (1916–1968), sowjetischer Mathematiker
- Glasman, Joël (* 1979), französischer Historiker
- Glasman, Maurice, Baron Glasman (* 1961), englischer Sozialdenker und Life Peer der Labour Party im House of Lords
- Glasmeier, Ernst Otto (1921–2021), deutscher Architekt
- Glasmeier, Heinrich (* 1892), deutscher Rundfunkintendant und Funktionär des NS-Rundfunkwesens
- Glasmeier, Michael (* 1951), deutscher Kunstwissenschaftler, Literaturwissenschaftler, Musikwissenschaftler, Ausstellungskurator
- Glasmeier, Rolf (1945–2003), deutscher Multimedia-Künstler
- Glasmeyer, Heinrich (1893–1974), deutscher Politiker (Zentrum, CDU), MdB
- Glasmon, Kubec (1897–1938), amerikanischer Drehbuchautor

#### Glasn
- Glasneck, Johannes (1928–2009), deutscher Historiker
- Glasner, Björn (* 1973), deutscher Radrennfahrer
- Glasner, Jakob (1879–1942), polnisch-österreichischer Kunstmaler und Grafiker
- Gläsner, Laura (* 1996), deutsche Leichtathletin
- Glasner, Matthias (* 1965), deutscher Filmregisseur
- Glasner, Oliver (* 1974), österreichischer Fußballspieler und -trainerOliver Glasner (* 1974)

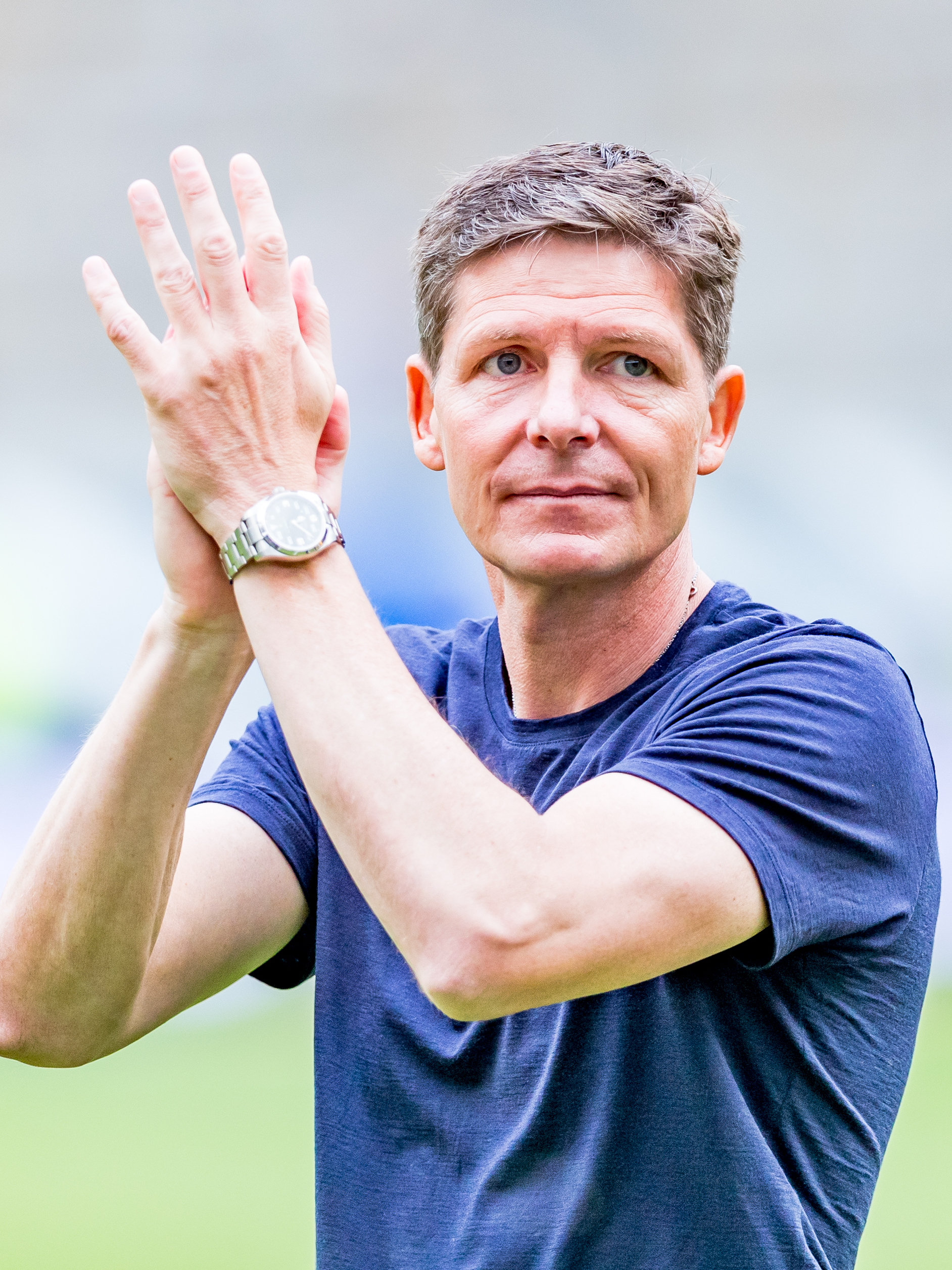
Oliver Glasner (* 1974)

- Glasner, Sebastian (* 1985), deutscher Fußballspieler
- Gläsner, Walter (1923–2008), deutscher Gewerkschafter Politiker (SPD), MdL
- Glasnović, Josip (* 1983), kroatischer Sportschütze
- Glasnović, Roko (* 1978), kroatischer Geistlicher, römisch-katholischer Bischof von Dubrovnik

#### Glaso
- Glasow, Albrecht von (1851–1927), deutscher Rittergutsbesitzer und Parlamentarier
- Glasow, Ernst von (1897–1969), Gutsbesitzer und deutscher Maler
- Glasow, Gabriele von (1928–2004), deutsche Malerin, Gesangspädagogin und Sängerin
- Glasow, Niko von (* 1960), deutscher Regisseur, Autor und Filmproduzent
- Glasow, Otto, deutscher Fußballspieler
- Glasowskaja, Ljudmila Konstantinowna (* 1946), turkmenische Journalistin
- Glasowskaja, Marija Alfredowna (1912–2016), sowjetisch-russische Bodenwissenschaftlerin, Geochemikerin und Hochschullehrerin

#### Glasp
- Glaspell, Susan († 1948), US-amerikanische Schriftstellerin und Dramatikerin
- Glasper, Ian, britischer Punkrockmusiker (E-Bass), Musikproduzent und Punk-Historiker
- Glasper, Robert (* 1978), US-amerikanischer Jazz-PianistRobert Glasper (* 1978)

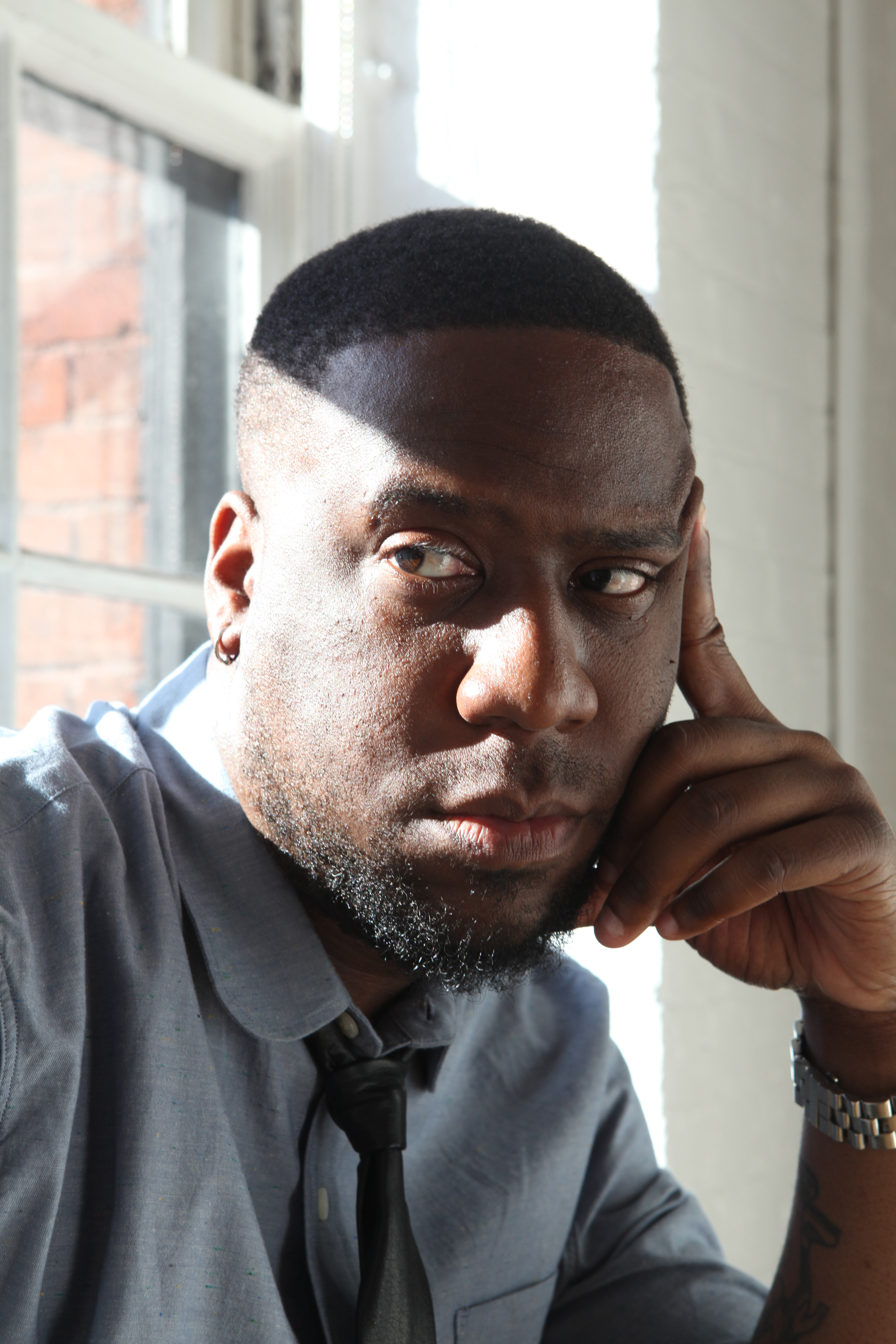
Robert Glasper (* 1978)

- Glaspie, April (* 1942), US-amerikanische Diplomatin

#### Glass
- Glass, Alisha (* 1988), US-amerikanische Volleyballspielerin
- Glass, Andrea (* 1976), deutsche Tennisspielerin
- Glass, Bernhard (* 1957), deutscher Rennrodler
- Glass, Carter (1858–1946), US-amerikanischer Politiker, Finanzminister und Senatspräsident pro Tempore
- Glass, Charlie (* 1967), deutscher Pianist, Sänger, Komponist und Musikproduzent
- Glass, Cody (* 1999), kanadischer Eishockeyspieler
- Glaß, Dagmar (* 1957), deutsche Arabistin
- Glass, David (1911–1978), britischer Soziologe
- Glass, Declan (* 2000), schottischer Fußballspieler
- Glaß, Eduard, deutscher Bankier und Politiker, MdL
- Glass, Eduard (1902–1981), österreichischer Schachspieler
- Glaß, Erich (* 1888), deutscher Kommunalpolitiker
- Glass, Frank (1901–1988), britisch-südafrikanischer Kommunist bzw. Trotzkist
- Glaß, Frank (* 1965), deutscher Fußballspieler
- Glass, Franz Paul (1886–1964), deutscher Gebrauchsgrafiker, Maler, Illustrator und Schriftentwerfer
- Glass, Fridolin (1910–1943), österreichischer SS-Führer
- Glaß, Gerhard (1927–2010), deutscher nordischer Skisportler
- Glass, H. Bentley (1906–2005), US-amerikanischer Genetiker und Wissenschaftsautor
- Glaß, Harry (1930–1997), deutscher Skispringer
- Gläß, Heiderose (* 1951), deutsche Politikerin (Die Linke), MdL
- Glass, Henry (1888–1981), US-amerikanischer Musiker (Basstrommel) des Hot Jazz
- Glaß, Henry (* 1953), deutscher Skispringer
- Glass, Herman (1880–1961), US-amerikanischer Turner
- Gläß, Horst (1925–1995), erzgebirgischer Mundartsprecher
- Glass, Hugh, US-amerikanischer Trapper im Wilden WestenHugh Glass

Hugh Glass

- Glass, Ingo (1941–2022), deutsch-rumänischer Bildhauer
- Glass, Ira (* 1959), US-amerikanischer Produzent, Hörfunk- und Fernsehmoderator
- Glass, Jeff (* 1985), kanadischer Eishockeytorwart und -trainer
- Glass, Joanna (* 1936), kanadische Dramatikerin
- Glaß, Julius (1808–1862), deutscher Bankier und Politiker, MdL
- Glass, Kenneth (1913–1961), kanadischer Segler
- Glass, Kim (* 1984), US-amerikanische Volleyballspielerin
- Glass, Louis (1845–1924), Erfinder der Jukebox
- Glass, Louis (1864–1936), dänischer Komponist
- Glaß, Luise (1857–1932), deutsche Schriftstellerin
- Glass, Max (1882–1965), österreichischer Schriftsteller, Drehbuchautor, Filmregisseur und Filmproduzent
- Glaß, Maximilian (1816–1855), deutscher Jurist und Mitglied der Frankfurter Nationalversammlung
- Glass, Mona (* 1967), deutsche Schauspielerin
- Glass, Ned (1906–1984), US-amerikanischer Schauspieler
- Glass, Philip (* 1937), US-amerikanischer KomponistPhilip Glass (* 1937)

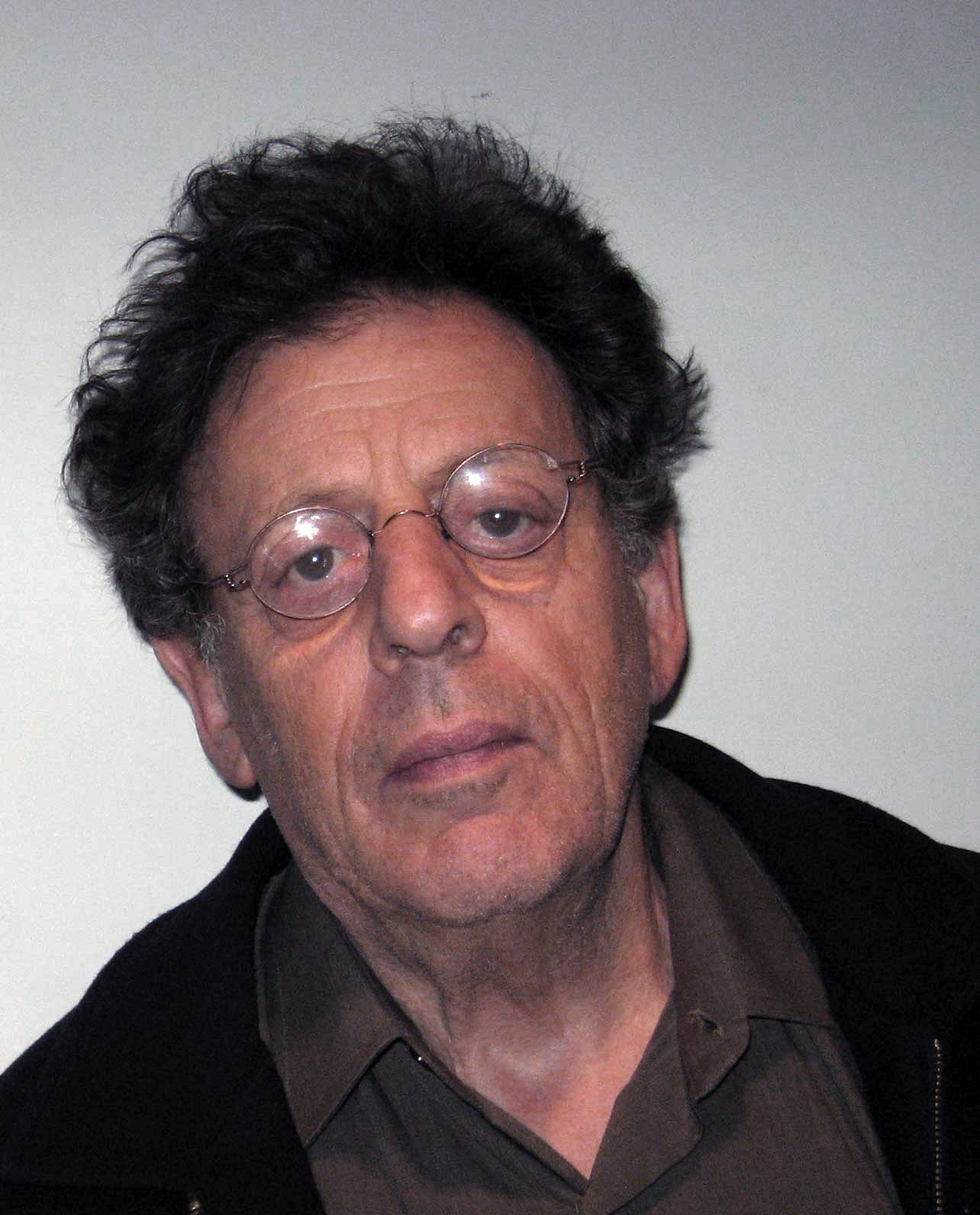
Philip Glass (* 1937)

- Glass, Presley T. (1824–1902), US-amerikanischer Politiker
- Glass, Robert J. († 1993), US-amerikanischer Tontechniker
- Glass, Robert W. junior, US-amerikanischer Tontechniker
- Glass, Ron (1945–2016), US-amerikanischer Schauspieler
- Glass, Rose, britische Drehbuchautorin und Filmregisseurin
- Glass, Rudolf (* 1890), deutscher politischer KZ-Häftling
- Glass, Ruth (1912–1990), britische Soziologin
- Glass, Simon (* 1982), neuseeländischer Eishockeyspieler
- Glass, Stephen (* 1972), US-amerikanischer Autor und ehemaliger Journalist
- Glass, Stephen (* 1976), schottischer Fußballspieler und -trainer
- Gläß, Susanne (* 1957), deutsche Dirigentin
- Glass, Susanne (* 1970), deutsche Kriegsreporterin, Hörfunk- und Fernsehjournalistin
- Glass, Tanner (* 1983), kanadischer Eishockeyspieler und -funktionär
- Glass, Walter (1889–1956), deutscher Widerstandskämpfer gegen den Nationalsozialismus
- Glaß, Walter (1905–1981), deutscher Nordischer Kombinierer
- Glaß, Werner (* 1950), deutscher Fußballspieler
- Glassbach, Christian Benjamin (* 1724), deutscher Kupferstecher und Radierer
- Glassberg, Ben (* 1994), britischer Dirigent
- Glassberg, Irving (1906–1958), russisch-polnisch-stämmiger US-amerikanischer Kameramann
- Glaßbrenner, Adolf (1810–1876), deutscher Humorist und SatirikerAdolf Glaßbrenner (1810–1876)

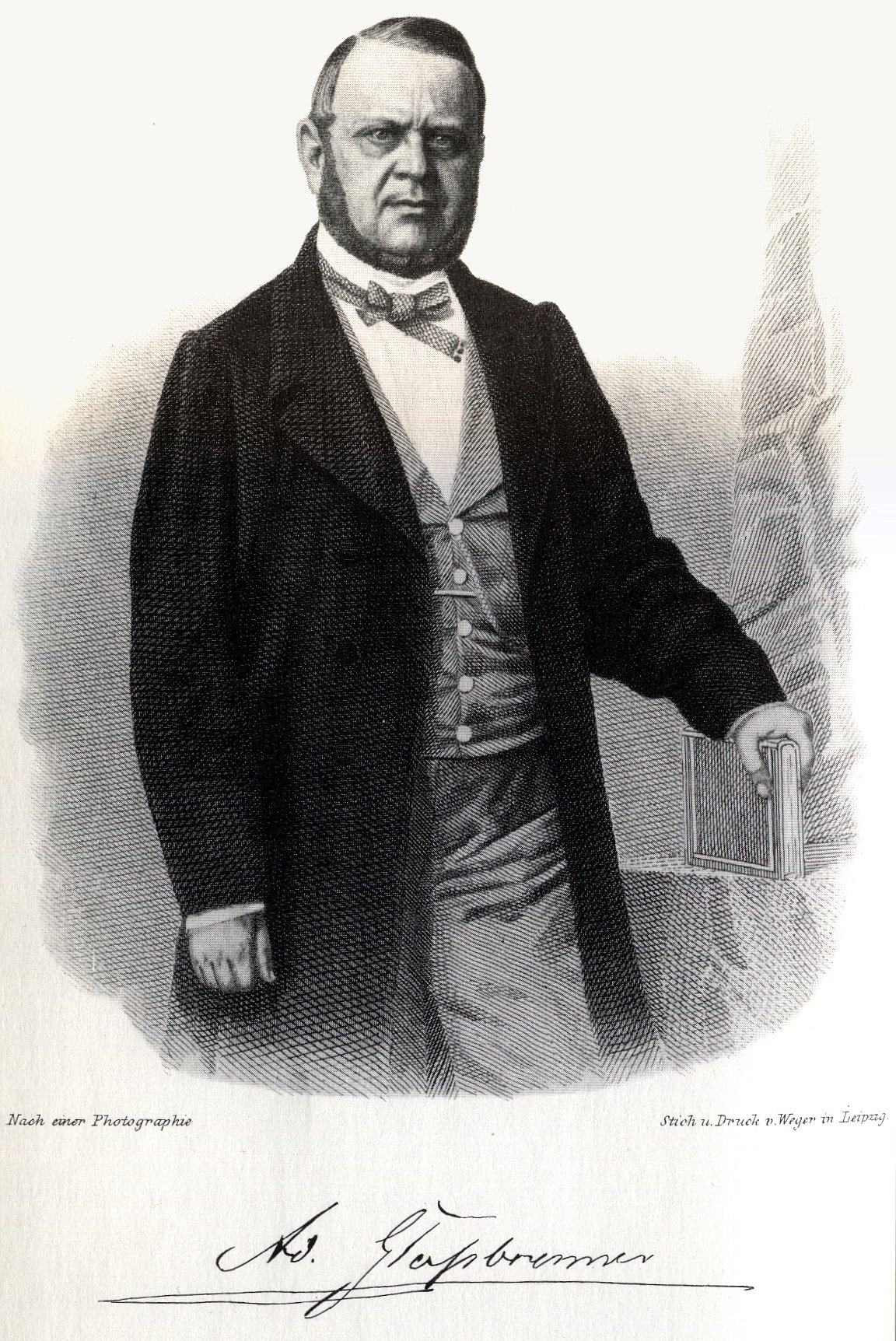
Adolf Glaßbrenner (1810–1876)

- Glassby, Robert (1872–1908), englischer Bildhauer
- Glasschröder, Franz Xaver (1864–1933), bayerischer Historiker und Archivar
- Glasscock, William E. (1862–1925), US-amerikanischer Politiker
- Glasse, Hannah († 1770), englische Kochbuchautorin
- Glässel, Ernst (1878–1950), deutscher Reedereidirektor
- Glassen, Erika (* 1934), deutsche Orientalistin
- Glasser, Adam (* 1955), südafrikanischer Jazzmusiker
- Glässer, Alexander (1715–1758), deutscher Kupferstecher
- Gläßer, Alfred (* 1931), deutscher katholischer Theologe
- Glasser, Dick (1933–2000), US-amerikanischer Rock’n’Roll-Musiker und Komponist
- Glässer, Edgar (1910–1968), deutscher Romanist
- Glaßer, Gustav Adolf (1819–1877), deutscher Jurist und Politiker
- Glasser, Isabel (* 1958), US-amerikanische Schauspielerin
- Glassér, Lars (1925–1999), schwedischer Kanute
- Glaßer, Marianne (* 1968), deutsche Schriftstellerin
- Glässer, Matthias (* 1970), deutscher Künstler
- Gläßer, Michaela (* 1983), deutsch-tschechische Skeletonpilotin
- Glasser, Phillip (* 1978), US-amerikanischer Schauspieler, Synchronsprecher und Produzent
- Glasser, Ronald J. (1939–2022), US-amerikanischer Arzt und Autor
- Glasser, Stanley (1926–2018), südafrikanischer Komponist und Musikethnologe
- Gläßer, Ulla (* 1970), deutsche Rechtswissenschaftlerin
- Gläßer, Veit (* 1956), deutscher Fußballspieler
- Glasserman, Paul (* 1962), US-amerikanischer Mathematiker
- Glasses Malone (* 1978), US-amerikanischer Rapper
- Glässgen, Heinz (* 1943), deutscher Journalist, Intendant von Radio Bremen
- Glässing, Karl (1866–1952), Oberbürgermeister von Wiesbaden, Oberfinanzpräsident in Darmstadt
- Glässing, Wilhelm (1865–1929), deutscher Politiker (nationalliberale Partei)
- Glassius, Salomo (1593–1656), deutscher lutherischer Theologe
- Glassl, Horst (1934–2022), deutscher Historiker
- Gläßl, Maximilian (* 1997), deutscher Eishockeyspieler
- Glassman, Bernard (1939–2018), US-amerikanischer Zenmeister und SachbuchautorBernard Glassman (1939–2018)

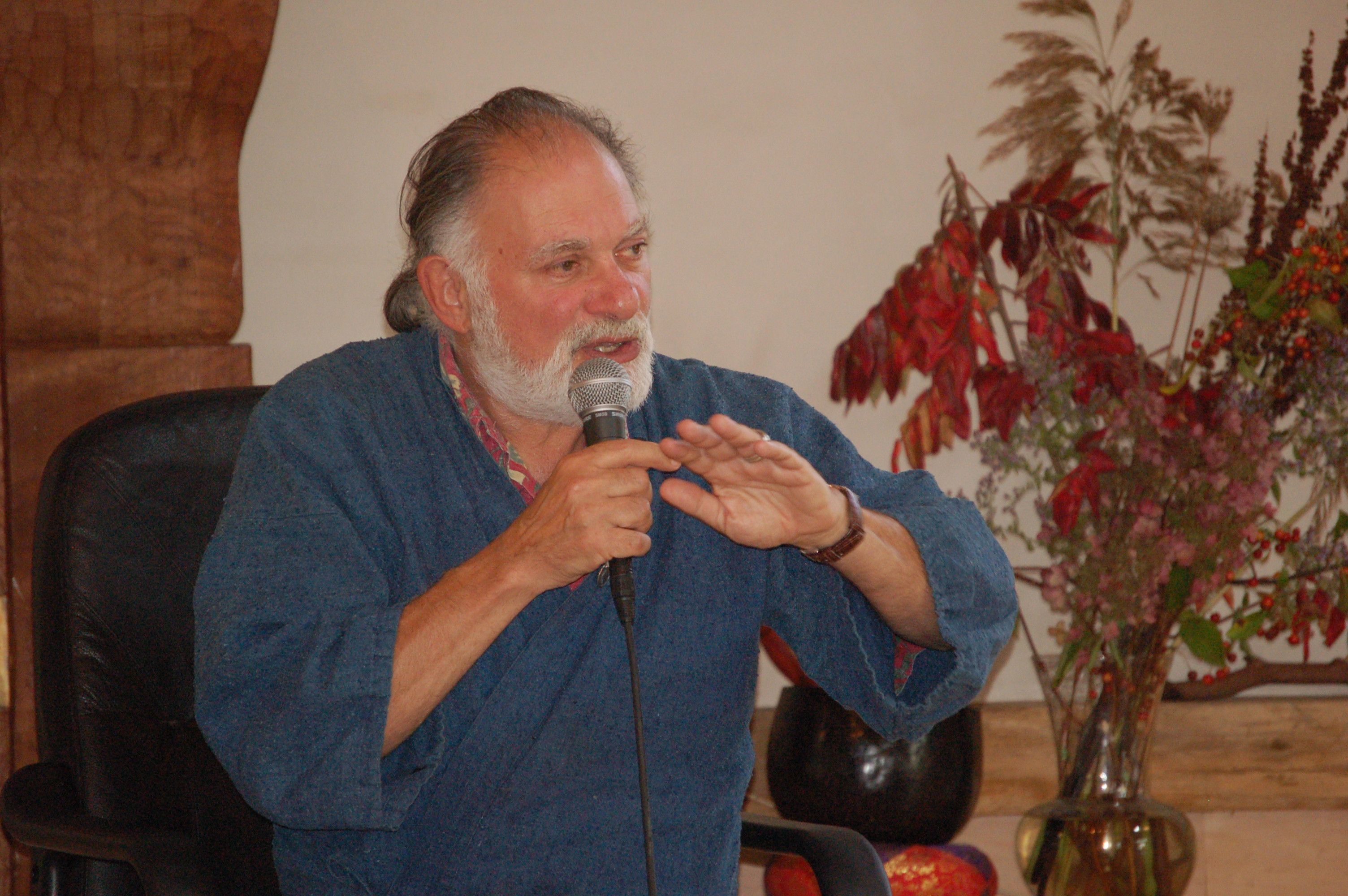
Bernard Glassman (1939–2018)

- Glassman, Gary, Filmregisseur und Drehbuchautor
- Glassman, Greg (* 1977), US-amerikanischer Jazzmusiker (Trompete)
- Glassmann, Jacques (* 1962), französischer Fußballspieler
- Glassmann, Ulrich (* 1970), deutscher Politikwissenschaftler
- Glaßmeier, Karl-Heinz (* 1954), deutscher Geophysiker
- Glaßner, Alois (* 1963), österreichischer Chorleiter, Dirigent und Hochschullehrer
- Glässner, Erika (1890–1959), deutsche Schauspielerin
- Glaßner, Gottfried (1950–2023), österreichischer Ordensgeistlicher und Hochschullehrer
- Glassner, Jonathan, US-amerikanischer Drehbuchautor, Fernsehproduzent und Regisseur
- Glaßner, Robert (1885–1941), deutsch-russischer römisch-katholischer Geistlicher und Märtyrer
- Glasson Taylor, Kay (1893–1998), australische Schriftstellerin
- Glasson, Nicolas (1817–1864), Schweizer Politiker und Richter
- Glasson, Pierre (1907–1991), Schweizer Politiker (FDP)
- Glasspole, Florizel (1909–2000), jamaikanischer Generalgouverneur
- Glasspool, Lloyd (* 1993), britischer TennisspielerLloyd Glasspool (* 1993)

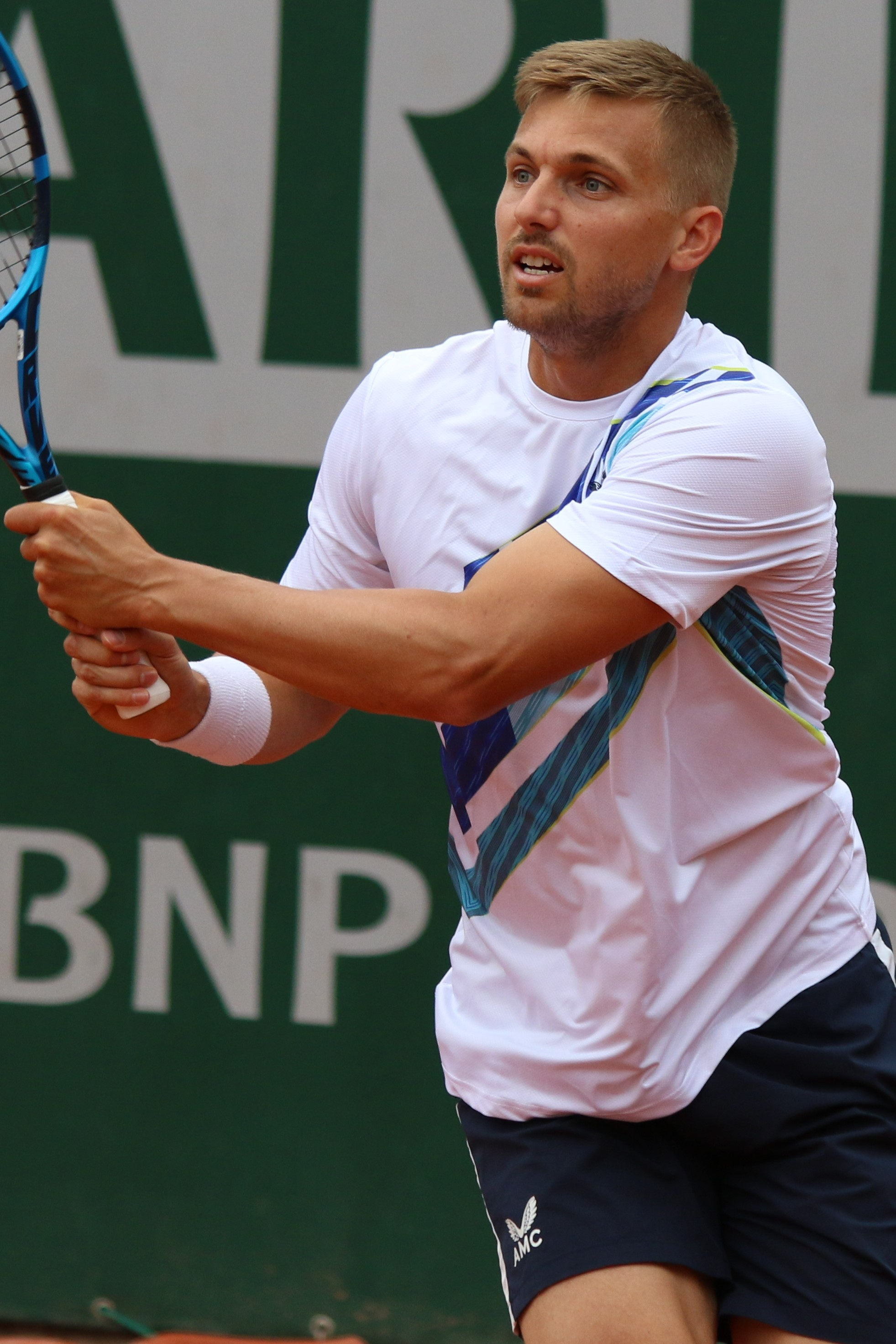
Lloyd Glasspool (* 1993)

- Glasspool, Mary Douglas (* 1954), US-amerikanische anglikanische Bischöfin
- Glasstone, Samuel (1897–1986), britisch-US-amerikanischer Reaktorphysiker

#### Glast
- Glastetter, Werner (1937–2023), deutscher Wirtschaftswissenschaftler
- Glastra van Loon, Jan (1920–2001), niederländischer Rechtswissenschaftler und Politiker (D66)
- Glastra van Loon, Karel (1962–2005), niederländischer Schriftsteller und Journalist

#### Glasu
- Glasunow, Alexander Konstantinowitsch (1865–1936), russischer KomponistAlexander Konstantinowitsch Glasunow (1865–1936)

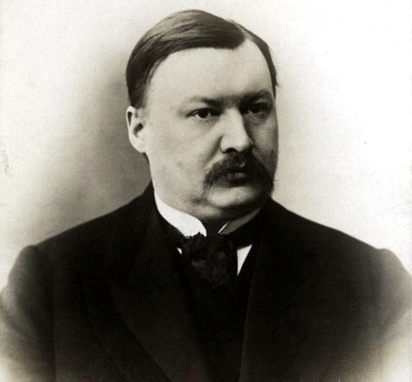
Alexander Konstantinowitsch Glasunow (1865–1936)

- Glasunow, Ilja Sergejewitsch (1930–2017), sowjetischer bzw. russischer Maler
- Glasunowa, Alexandra Alexejewna (* 2000), russische Nordische Kombiniererin

#### Glasy
- Glasyrina, Jekaterina Iwanowna (* 1987), russische Biathletin
- Glasytschew, Wjatscheslaw Leonidowitsch (1940–2012), russischer Architekt, Kunsthistoriker und Publizist

#### Glasz
- Glaszinski, Helmut (1915–1981), deutscher Politiker (CDU), MdL
- Glaszmann, Raymond (1884–1953), französischer Autorennfahrer

### Glat
- Glatch, Alexa (* 1989), US-amerikanische Tennisspielerin
- Glatfelter, Samuel Feiser (1858–1927), US-amerikanischer Politiker
- Glathe, Hans (1899–2000), deutscher Mikrobiologe sowie Hochschullehrer
- Glatigny, Albert (1839–1873), französischer Schauspieler und Schriftsteller
- Glatigny, Michel (1922–2014), französischer Romanist, Linguist und Wörterbuchforscher
- Glatiotis, Deb, kanadische Skeletonsportlerin
- Glatman, Harvey Murray (1927–1959), US-amerikanischer Serienmörder
- Glatschke, Bruno (1869–1944), deutscher Mediziner
- Glatstein, Jacob (1896–1971), US-amerikanischer jiddischer Autor
- Glatt, Adolf (1899–1984), Schweizer Bildhauer und Maler
- Glatt, Albert (1933–2014), Schweizer Unternehmer und Reiseveranstalter
- Glatt, Karl (1912–2003), Schweizer Kunstmaler und Zeichner
- Glatt, Lotte (* 1993), deutsche Reporterin
- Glatt, Max (1912–2002), deutsch-britischer Psychiater und Suchtexperte
- Glatt, Volkan (* 1982), deutsch-türkischer Fußballspieler
- Glatt, Volker (1937–2023), deutscher Brigadegeneral der Bundeswehr
- Glattacker, Adolf (1878–1971), deutscher Maler und Zeichner
- Glattauer, Daniel (* 1960), österreichischer SchriftstellerDaniel Glattauer (* 1960)

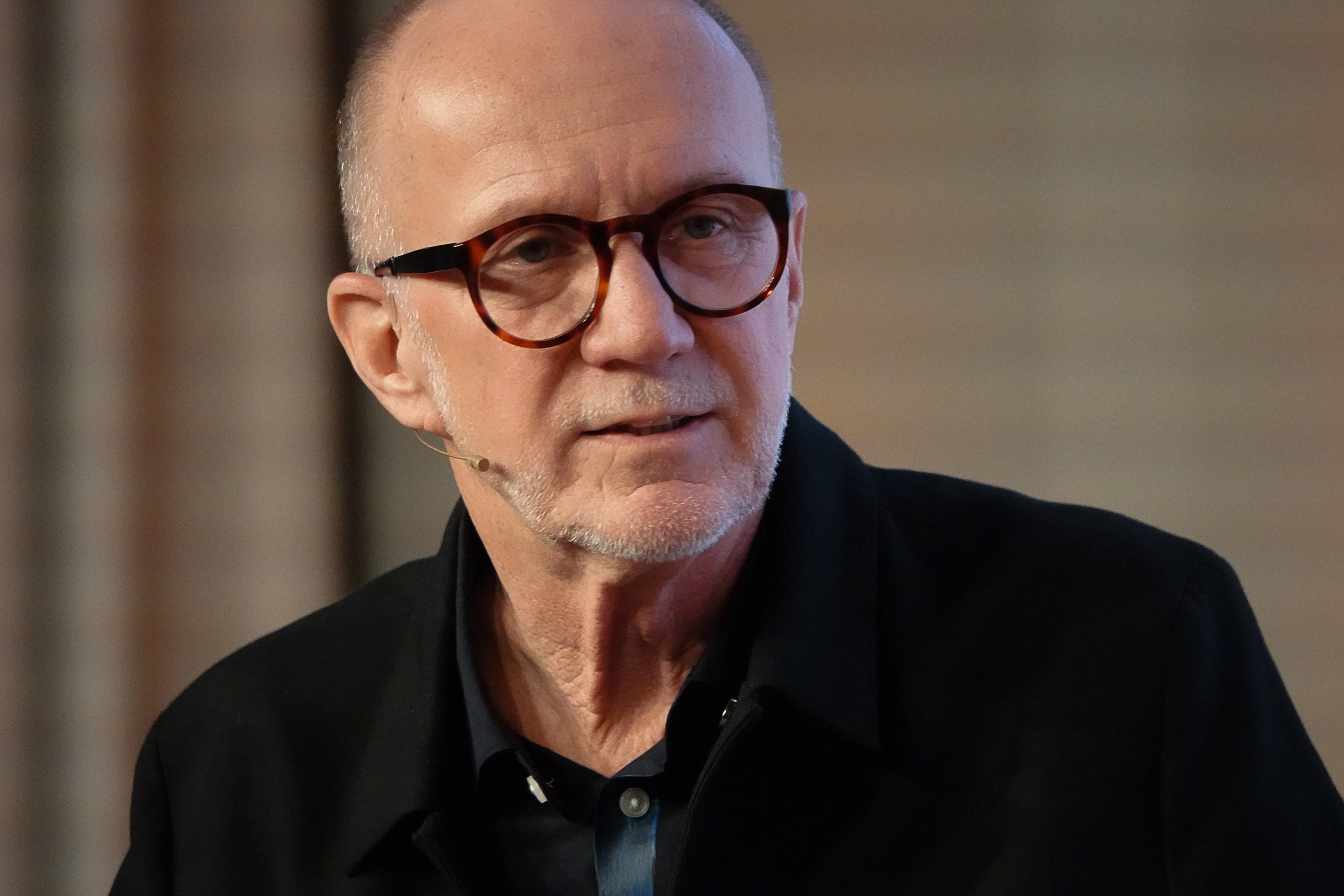
Daniel Glattauer (* 1960)

- Glattauer, Nikolaus (* 1959), österreichischer Schriftsteller
- Glattburg, Gotthard Giel von († 1504), Abt des Klosters St. Gallen (1491–1504)
- Glatte, Adolf (1866–1920), deutscher Landschafts- und Porträtmaler
- Glatte, Jessica (* 1973), deutsche Operettensängerin (Sopran)
- Glatte, Reinhard (1938–2024), deutscher Bauingenieur und Hochschullehrer
- Glatter, Alfred (1889–1923), deutscher Bildhauer und Grafiker
- Glatter, Ármin (1861–1931), ungarischer Porträt- und Genremaler
- Glatter, Lesli Linka (* 1953), US-amerikanische Film- und Fernsehregisseurin
- Glattfelder, Béla (* 1967), ungarischer Politiker (Fidesz), MdEP
- Glattfelder, Hans Jörg (* 1939), Schweizer Maler
- Glattfelder, James (* 1972), Schweizer Physiker, Informatiker und Philosoph
- Glattfelder, Julius (1874–1943), ungarischer Geistlicher, römisch-katholischer Bischof
- Glatthaar, Joseph T. (* 1956), US-amerikanischer Militärhistoriker
- Glatthaar, Udo (* 1961), deutscher Politiker
- Glatthard, Arnold (1910–2002), Schweizer Skirennfahrer, Bergführer und Politiker
- Glatting, Christian (* 1986), deutscher Langstreckenläufer
- Glättli, Balthasar (* 1972), Schweizer Politiker (GPS)
- Glättli-Graf, Sophie (1876–1951), Schweizer Frauenrechtlerin
- Glatz, Adolf (1841–1926), Schweizer Pädagoge
- Glatz, Fritz (1943–2002), österreichischer Automobilrennfahrer
- Glatz, Günther (1923–1990), deutscher Politiker (FDP), MdHB
- Glatz, Hans Maria (1878–1930), österreichischer Maler und Grafiker
- Glatz, Jakob (1776–1831), evangelisch-lutherischer Prediger, Erzieher und Schriftsteller
- Glatz, Joachim (* 1950), deutscher Kunsthistoriker und Denkmalpfleger
- Glatz, Karl Jordan (1827–1880), deutscher Geistlicher und Historiker
- Glatz, Kaspar († 1551), deutscher lutherischer Theologe
- Glatz, Rainer (* 1951), deutscher Militär, Befehlshaber des Einsatzführungskommandos der Bundeswehr
- Glatz, Reinhold (1918–1998), deutscher Ingenieur und Hochschullehrer
- Glatz, Theodor (1818–1871), österreichischer Maler und Fotograf
- Glatz-Kremsner, Bettina (* 1962), österreichische Managerin und ehemalige Politikerin (ÖVP)
- Glatze, Michael (* 1975), US-amerikanischer LGBT-Aktivist
- Glatzeder, Robert (* 1971), deutscher Schauspieler und Synchronsprecher
- Glatzeder, Winfried (* 1945), deutscher SchauspielerWinfried Glatzeder (* 1945)

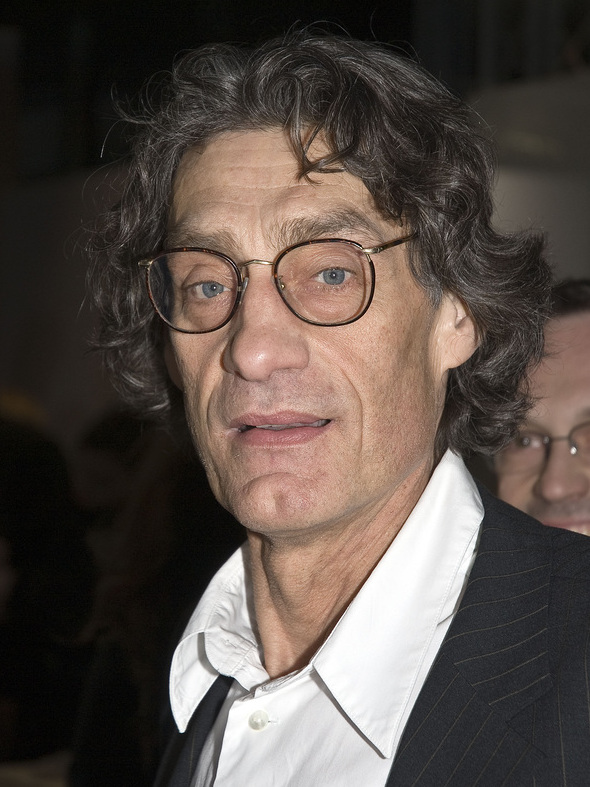
Winfried Glatzeder (* 1945)

- Glatzel, Albert (1833–1896), deutscher Jurist
- Glatzel, Alfons (1889–1956), deutscher SS-Führer und Polizeibeamter
- Glatzel, Augustina (1891–1963), römisch-katholische Benediktinerin und Äbtissin der Abtei St. Gabriel
- Glatzel, Daniel (* 1984), deutscher Musiker (Saxophone, Komposition)
- Glatzel, Erhard (1925–2002), deutscher Optiker und Konstrukteur
- Glatzel, Frank (1892–1958), deutscher Politiker (DVP), MdR
- Glatzel, Hans (1902–1990), deutscher Internist, Anthropologe und Ernährungswissenschaftler
- Glatzel, Heribert (1927–2015), deutscher Künstler
- Glatzel, Norbert (1937–2024), deutscher römisch-katholischer Theologe und Hochschullehrer
- Glatzel, Paul (* 2001), deutsch-englischer Fußballspieler
- Glatzel, Robert (* 1994), deutscher FußballspielerRobert Glatzel (* 1994)

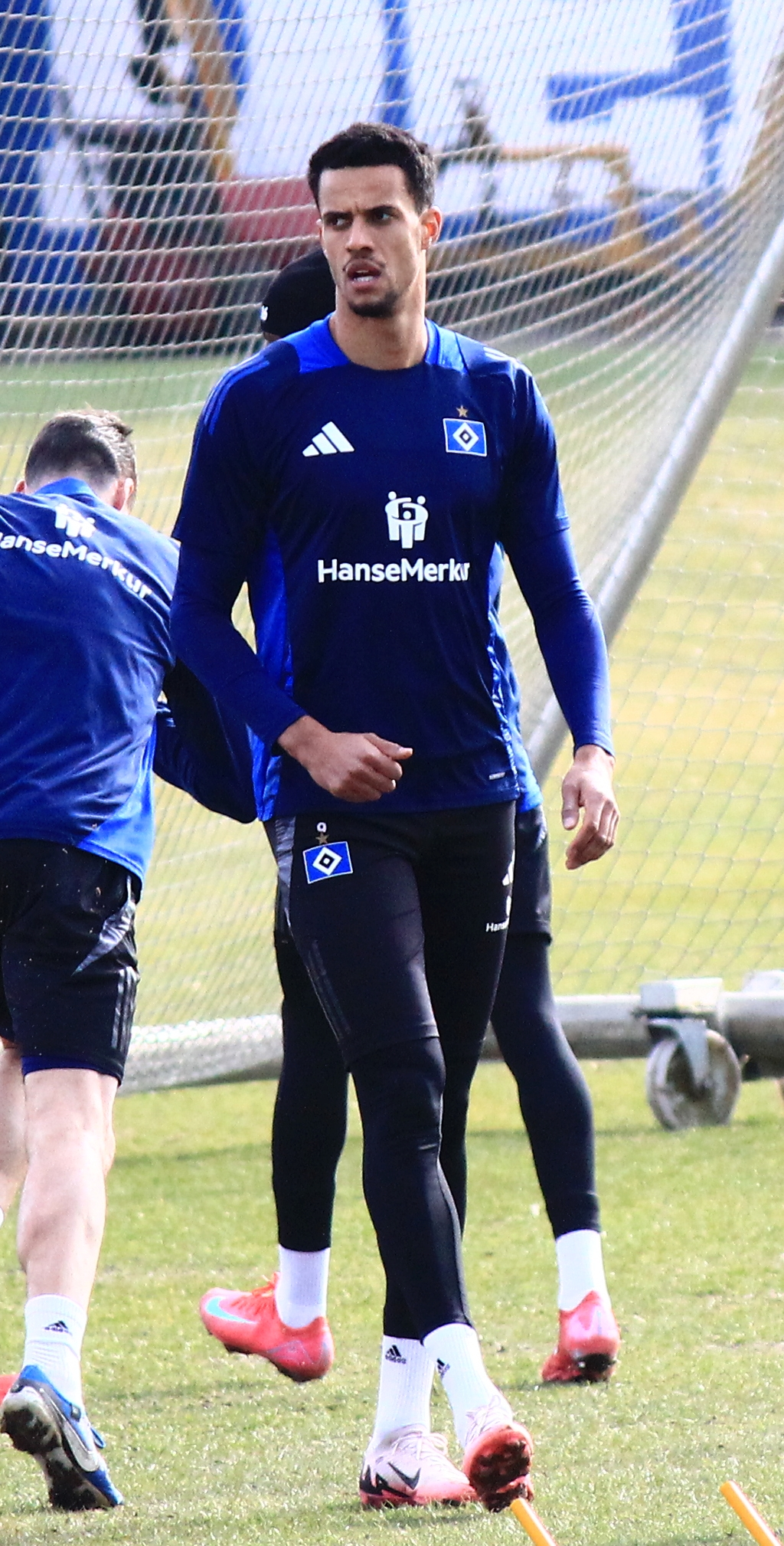
Robert Glatzel (* 1994)

- Glatzel, Stephan (* 1966), deutscher Agrarwissenschaftler, Geoökologe und Landschaftsökologe
- Glatzel, Wolfgang (1909–2004), deutscher Energiemanager
- Glatzer, Christoph (* 1975), österreichischer Fußballspieler und Trainer
- Glatzer, Gerlinde (* 1950), deutsche Tischtennisspielerin
- Glatzer, Helene (1902–1935), deutsche antifaschistische Widerstandskämpferin
- Glatzer, Jocelyn, US-amerikanische Filmproduzentin
- Glatzer, Leon (* 1997), deutscher Surfer
- Glatzer, Nahum Norbert (1903–1990), US-amerikanischer Rabbiner
- Glatzer, Richard (1952–2015), US-amerikanischer Regisseur, Drehbuchautor und Filmproduzent
- Glatzer, Robert (1925–1995), deutscher Architekt und Baubeamter
- Glatzer, Wolfgang (* 1944), deutscher Soziologe und emeritierter Hochschullehrer
- Glätzl, Fabian (* 1999), österreichischer Handballspieler
- Glatzl, Florian (* 1993), österreichischer Naturbahnrodler
- Glatzl, Georg (1881–1947), deutscher Orgelbauer
- Glätzle, Wolfgang (* 1951), österreichischer Chemiker
- Glatzmaier, Gary A. (* 1949), US-amerikanischer Geophysiker und Planetologe
- Glatzmayer, Gerald (1968–2001), österreichischer Fußballspieler
- Glatzner, Veronika (* 1980), österreichische Theaterschauspielerin

### Glau
- Glau, Ralf, deutscher Gamedesigner und Spieleentwickler
- Glau, Summer (* 1981), US-amerikanische Tänzerin und SchauspielerinSummer Glau (* 1981)

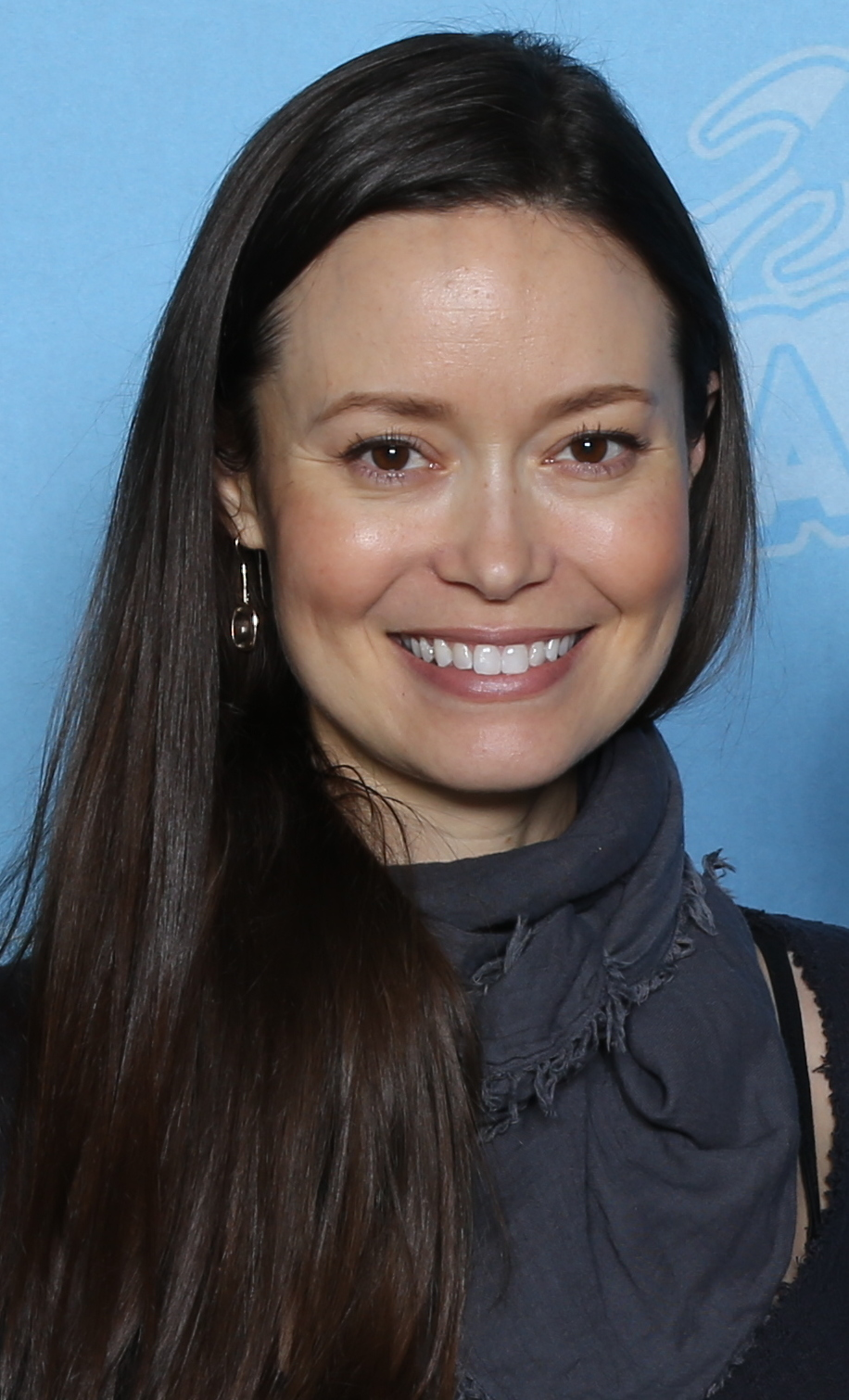
Summer Glau (* 1981)

- Glaubacker, Christoph (* 1974), deutscher Schauspieler
- Glaubacker, Franz (1896–1974), oberösterreichischer Porträtmaler
- Glaubauf, Karl (1948–2015), österreichischer Historiker und Germanist
- Glauben, Jörg (* 1959), deutscher Koch
- Glauber, Diana (* 1650), niederländische Porträt- und Historienmalerin
- Glauber, Hans (1933–2008), italienischer Soziologe und Umweltschützer
- Gláuber, Honorato (* 1983), brasilianisch-italienischer Fußballspieler
- Glauber, Johann Rudolph (1604–1670), Apotheker und Chemiker
- Glauber, Max (1902–1966), italienischer Industrieller, Konstrukteur von Radiogeräten und Fernsehern
- Glauber, Reinhardt (* 1948), deutscher Kommunalpolitiker, Landrat
- Glauber, Roy Jay (1925–2018), US-amerikanischer Physiker und Nobelpreisträger
- Glauber, Thorsten (* 1970), deutscher Politiker (Freie Wähler), MdLThorsten Glauber (* 1970)

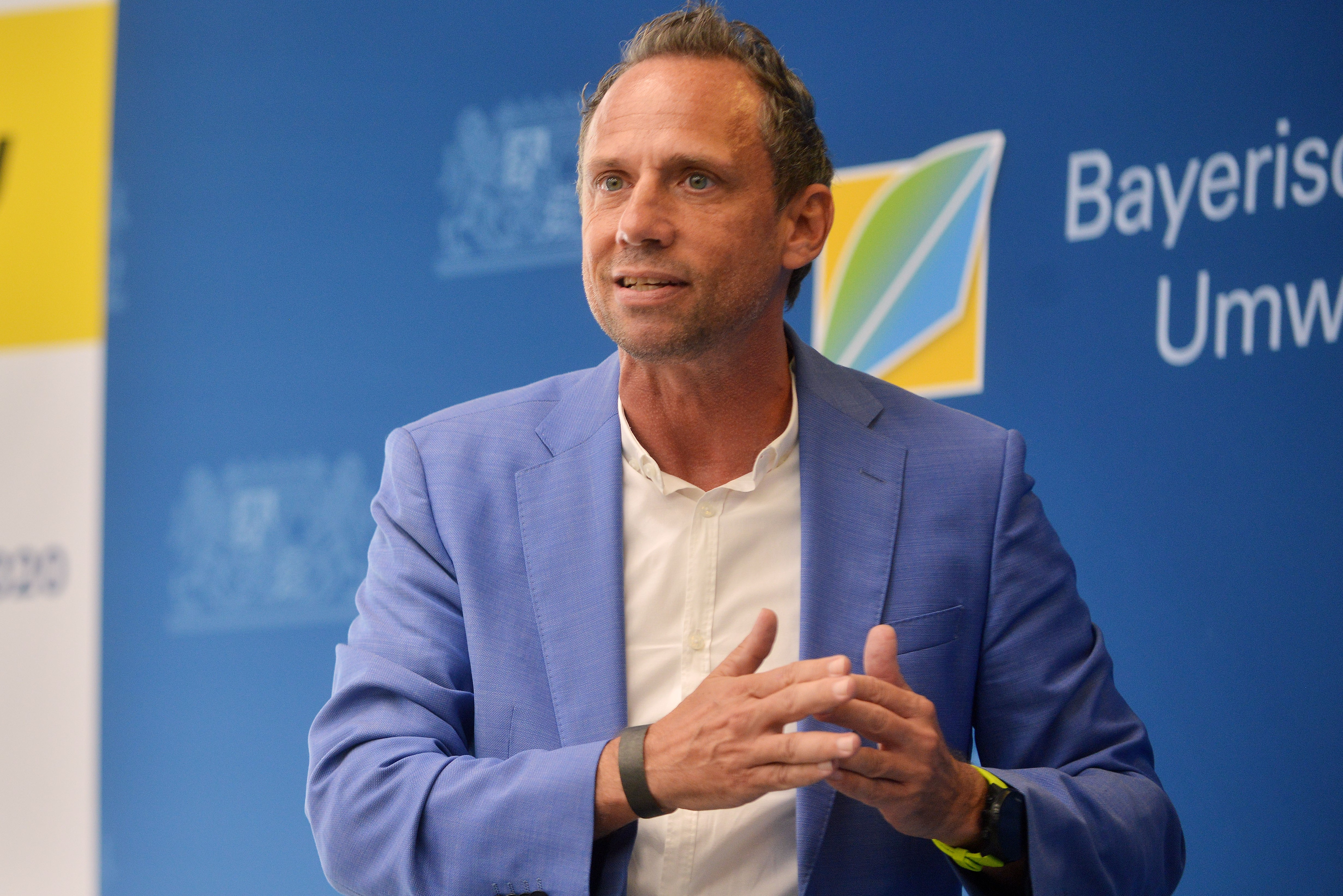
Thorsten Glauber (* 1970)

- Glauberman, Dana E. (* 1968), US-amerikanische Filmeditorin
- Glauberman, George (* 1941), US-amerikanischer Mathematiker
- Glaubitz, Alois (1934–2023), deutscher Fußballspieler
- Glaubitz, Georg Rudolph von (1673–1740), königlicher-preußischer Generalleutnant
- Glaubitz, Joachim (1929–2021), deutscher Ostasienwissenschaftler
- Glaubitz, Johann Christoph (1700–1767), schlesischer Baumeister in Litauen
- Glaubitz, Johann Sigismund von (1764–1838), preußischer Generalmajor
- Glaubitz, Nicola (* 1969), deutsche Anglistin
- Glaubitz, Rico (* 1973), deutscher Fußballspieler
- Glaubitz, Uta (* 1966), deutsche Autorin
- Glaubitz, Werner (1936–2024), deutscher Jurist und Geschäftsführer von Gesamtmetall
- Glaubrech, Joseph (1800–1862), Landtagsabgeordneter und Richter Großherzogtum Hessen
- Glaubrecht, Frank (* 1943), deutscher Synchronsprecher und Schauspieler
- Glaubrecht, Matthias (* 1962), deutscher Biologe und AutorMatthias Glaubrecht (* 1962)

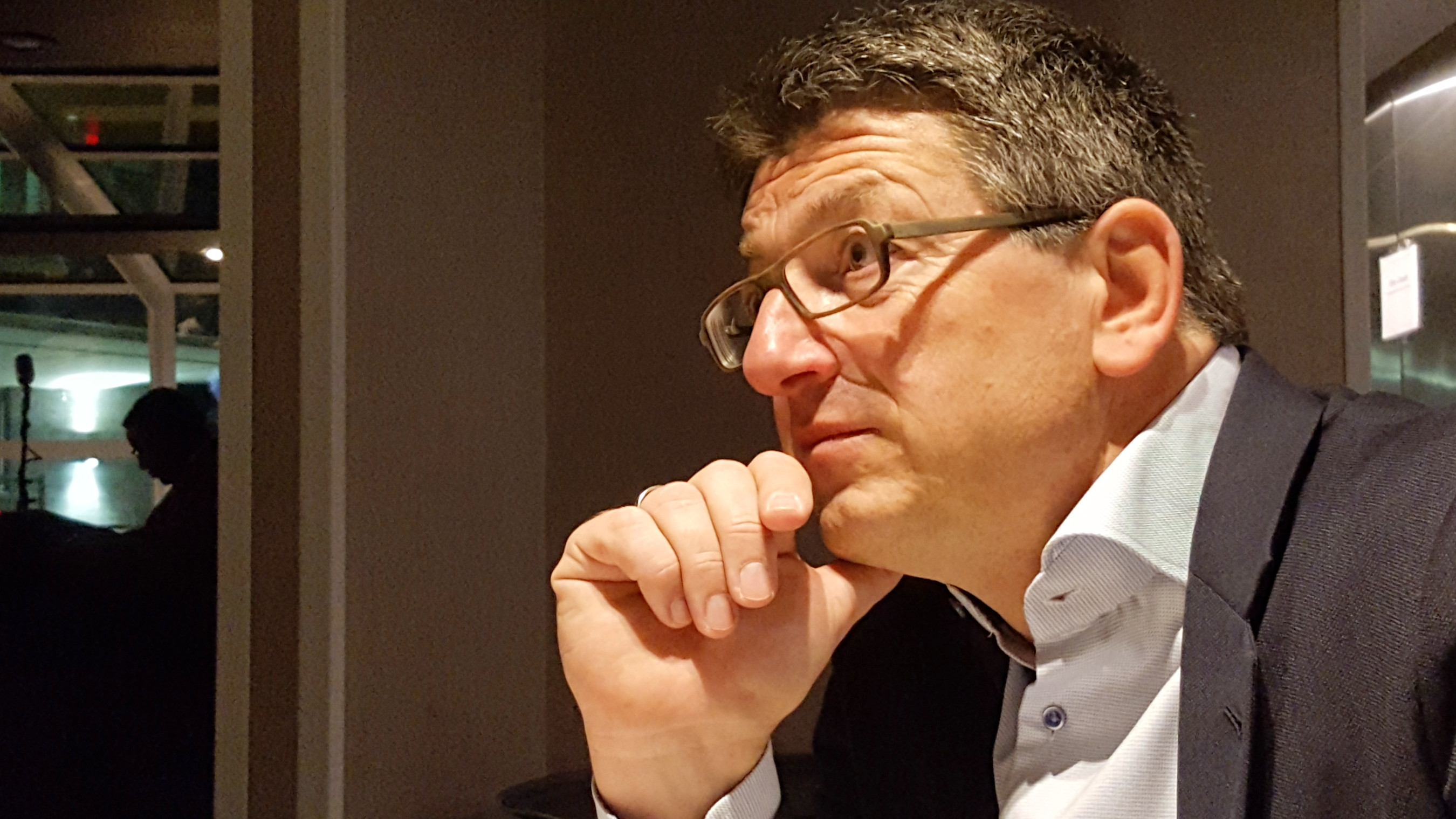
Matthias Glaubrecht (* 1962)

- Glauburg, Friedrich Adolph von (1722–1789), Politiker der Reichsstadt Frankfurt
- Glauburg, Heinrich Ludwig von (1753–1828), Politiker Freie Stadt Frankfurt
- Glauburg, Jacob Marquard von (1602–1650), Politiker der Reichsstadt Frankfurt
- Glauburg, Johann von (1503–1571), Frankfurter Patrizier, Ratsherr und Bürgermeister
- Glauch, Sonja (* 1967), deutsche Philologin
- Glauche, Hans (1928–1981), deutscher Kabarettist, Kabarettautor, Kabarettregisseur
- Glauche, Irmgard (1920–2016), deutsche Textilgestalterin und Hochschullehrerin
- Glauche, Johann Georg, deutscher Schriftsteller
- Glauche, Marcel (* 1990), deutscher Schauspieler
- Glaucus, antiker römischer Toreut
- Glaudé, Jean, US-amerikanischer Schauspieler
- Glaude, Jean-Philippe (* 1981), kanadischer Eishockeyspieler
- Glaudini, Lola (* 1971), US-amerikanische SchauspielerinLola Glaudini (* 1971)

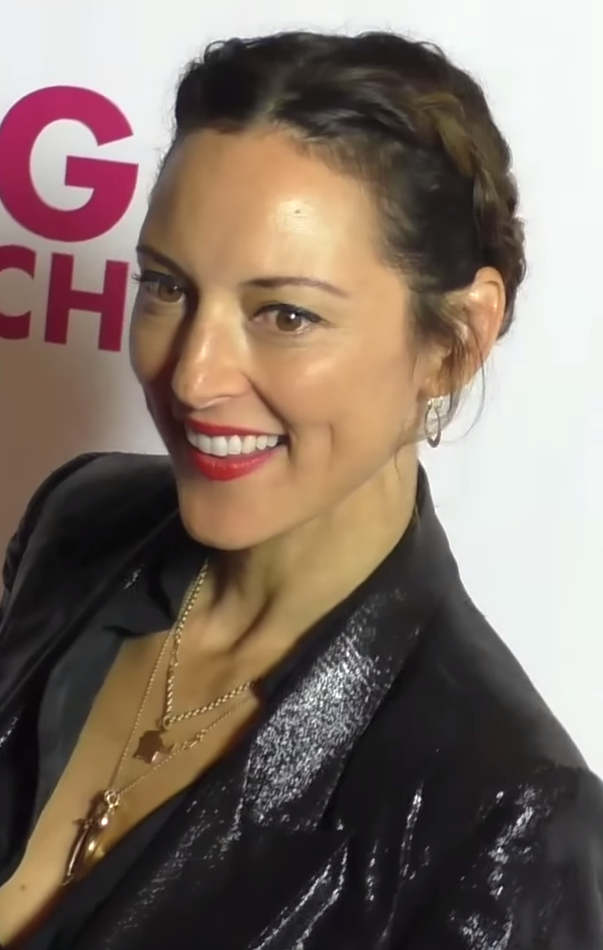
Lola Glaudini (* 1971)

- Glaue, Helene (1876–1967), deutsche Pädagogin und Politikerin (DDP), MdL
- Glauer, Erich (1903–1995), deutscher Bildhauer
- Glauer, Marius (* 1983), deutsch-norwegischer Künstler
- Glauer, Max (1867–1935), deutscher Berufsfotograf
- Glauer, Sigismund (1840–1916), preußischer Generalmajor
- Glauert, Hermann (1892–1934), britischer Aerodynamiker
- Glauert, Ludwig (1879–1963), australischer Paläontologe und Zoologe
- Glaukias, makedonischer Reiteroffizier
- Glaukias († 302 v. Chr.), illyrischer KönigGlaukias († 302 v. Chr.)

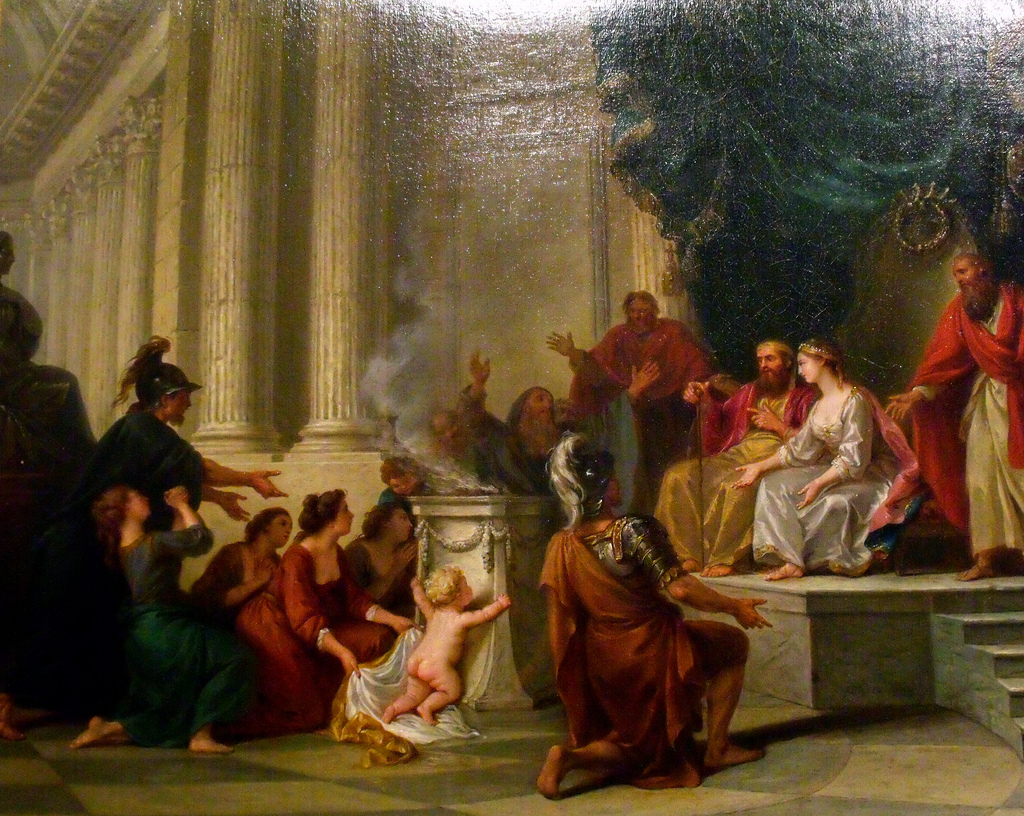
Glaukias († 302 v. Chr.)

- Glaukides, antiker griechischer Erzgießer
- Glaukon, antiker griechischer Philosoph
- Glaukos von Chios, Erfinder
- Glaukos von Karystos, Olympionike
- Glaukos, Tolya (* 1971), deutscher Schriftsteller und Künstler
- Glaukytes, griechischer Töpfer
- Glaum, Martin (* 1962), deutscher Betriebswirtschaftler
- Glauner, Eberhard (1936–2013), deutscher Jazzmusiker, Rechtsanwalt und Kabarettist
- Glauner, Friedrich (* 1960), deutscher Philosoph
- Glauner, Karl (1902–2000), Schweizer Maler und Zeichner
- Glauner, Patrick (* 1989), deutscher Informatiker und Hochschullehrer
- Glauning, Hans (1868–1908), deutscher Offizier
- Glauning, Hans (1906–1973), deutscher nationalsozialistischer Studentenführer und Rechtsanwalt
- Glauning, Otto (1876–1941), deutscher Bibliothekar
- Glaus, Agnes (* 1953), Schweizer Krankenschwester und Pflegewissenschaftlerin
- Glaus, Alfred (1890–1971), Schweizer Künstler
- Glaus, Alfred (1891–1970), Schweizer Psychiater
- Glaus, Daniel (* 1957), Schweizer Organist und Komponist
- Glaus, Gaspard (* 1957), Schweizer Jazzmusiker (Piano, Komposition)
- Glaus, Gilbert (* 1955), Schweizer Radrennfahrer
- Glaus, Otto (1914–1996), Schweizer Architekt
- Glaus-Oberholzer, Marlies (* 1958), Schweizer Skifahrerin
- Glause, Jessica (* 1980), deutsche Theaterregisseurin
- Glauser, Alfred (1913–2003), US-amerikanischer Romanist und Literaturwissenschaftler Schweizer Herkunft
- Glauser, Andrea (* 1996), Schweizer Eishockeyspieler
- Glauser, Christoph (* 1964), Schweizer Sozialwissenschafter und Internet-Unternehmer
- Glauser, Elisabeth (* 1943), Schweizer Opernsängerin und Gesangsprofessorin
- Glauser, Friedrich (1896–1938), Schweizer Krimi-SchriftstellerFriedrich Glauser (1896–1938)

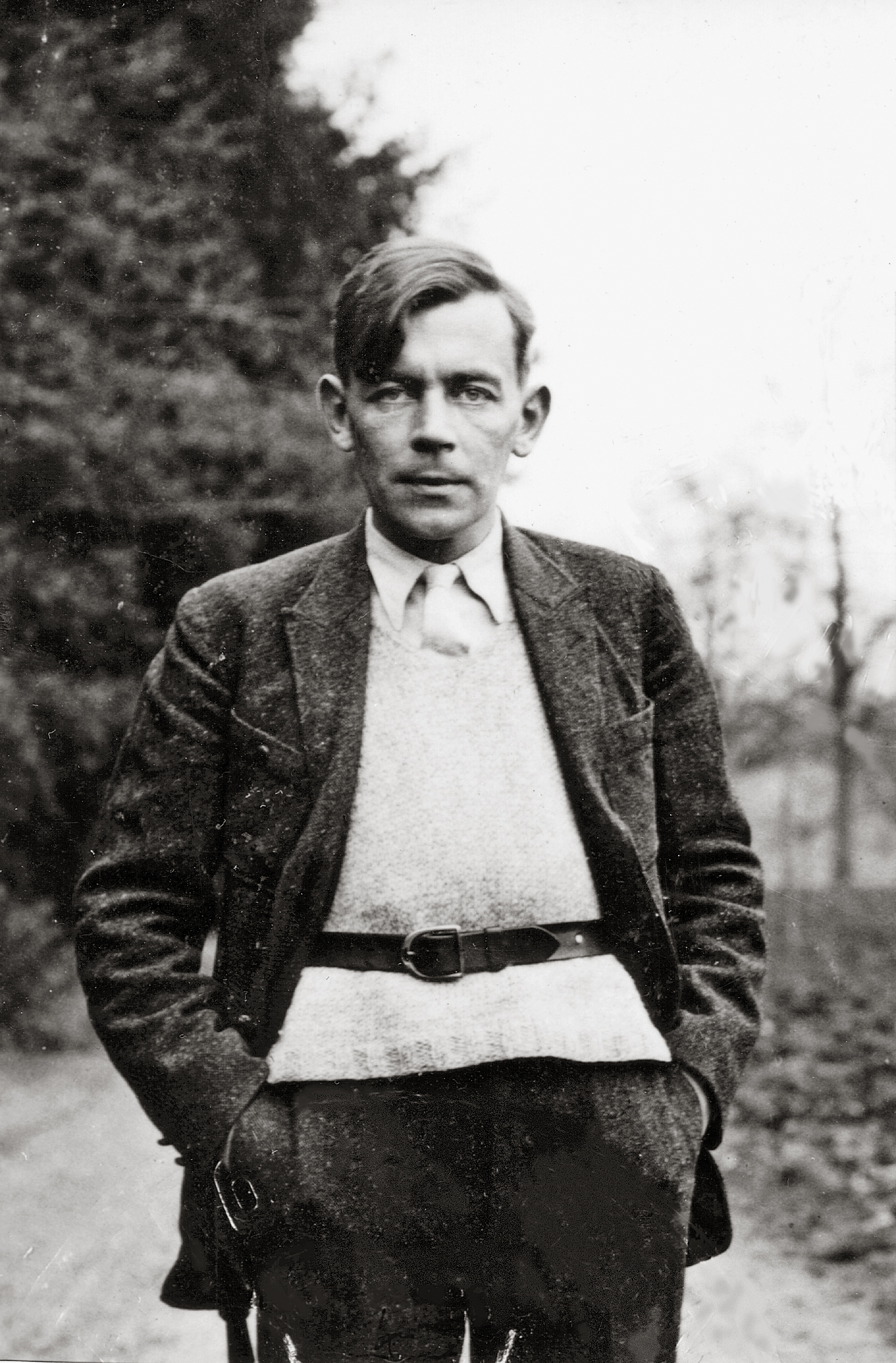
Friedrich Glauser (1896–1938)

- Glauser, Fritz (1932–2015), Schweizer Archivar
- Glauser, Jürg (* 1951), Schweizer Skandinavist
- Glauser, Laura (* 1993), französische Handballspielerin
- Glauser, Tamy (* 1985), Schweizer Model
- Glauser-Zufferey, Alice (* 1954), Schweizer Politikerin (SVP)
- Glausi, Tony, US-amerikanischer Jazzmusiker (Trompete, Komposition)

### Glav
- Glavač, Vjekoslav (* 1930), deutscher Botaniker
- Glavak, Sunčana (* 1968), kroatische Journalistin und Politikerin (HDZ), MdEP
- Glavan, Andrej (* 1943), slowenischer Geistlicher, römisch-katholischer Bischof von Novo mesto
- Glavan, Damir (* 1974), kroatischer Wasserballspieler
- Glăvan, Marcel (* 1975), rumänischer Kanute
- Glavany, Jean (* 1949), französischer Anwalt und Politiker der Parti socialiste
- Glavaš, Branimir (* 1956), kroatischer Jurist, Politiker und verurteilter Kriegsverbrecher
- Glavaš, Filip (* 1997), kroatischer Handballspieler
- Glavaš, Marin (* 1992), kroatischer Fußballspieler
- Glavaš, Robert (* 1962), slowenischer Generalleutnant
- Glavaš, Stanoje (1763–1815), serbischer Freiheitskämpfer und Wojwodenführer
- Glavaš, Vlatko (* 1962), jugoslawischer bzw. bosnischer Fußballspieler und Fußballtrainer
- Glavašević, Siniša (1960–1991), jugoslawischer Journalist und Kriegsberichterstatter
- Glavčić, Nemanja (* 1997), serbischer Fußballspieler
- Glave, Edward James (1863–1895), englischer Abenteurer, Autor und Journalist
- Glave, Matthew (* 1963), US-amerikanischer Schauspieler
- Glave, Romell (* 1999), britisch-jamaikanischer Sprinter
- Glaveckas, Kęstutis (1949–2021), litauischer Ökonom, Politiker und Hochschullehrer
- Glavić, Radivoje (1921–2011), jugoslawischer Richter und Politiker
- Glavieux, Alain (1949–2004), französischer Informationstheoretiker
- Glavin, Terry (* 1955), kanadischer Schriftsteller und Journalist
- Glavine, Tom (* 1966), US-amerikanischer Baseballspieler
- Glavinic, Thomas (* 1972), österreichischer SchriftstellerThomas Glavinic (* 1972)

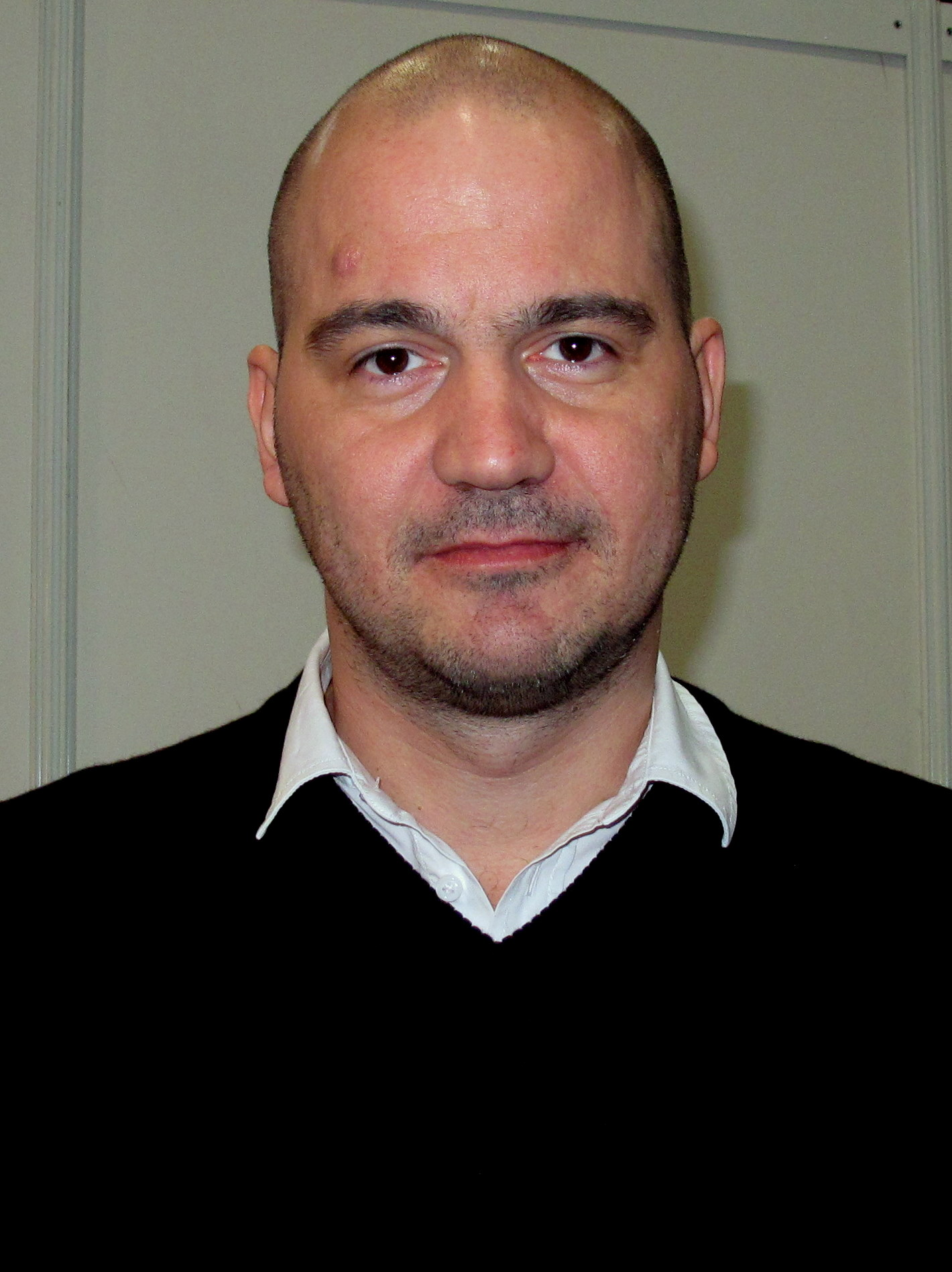
Thomas Glavinic (* 1972)

- Glavović, Ahmet (1948–2020), jugoslawischer Fußballspieler

### Glaw
- Glaw, Frank (* 1966), deutscher Zoologe
- Glaw, Georg (1913–1940), deutscher Hürdenläufer
- Glaw, Paul (* 1988), deutscher Künstler
- Glawatsch, Franz (1871–1928), österreichischer Schauspieler und Operettensänger (Bariton)
- Glawatskich, Konstantin Nikolajewitsch (* 1985), russischer Skilangläufer
- Glawatz, Henning (1949–2025), deutscher Brigadegeneral des Heeres der Bundeswehr
- Glawatzki, Anastasia, deutsche Fantasyautorin
- Glawe, Harry (* 1953), deutscher Politiker (CDU), MdL
- Glawe, Walther (1880–1967), deutscher Kirchenhistoriker und Hochschullehrer
- Glawion, Paul (1922–1993), deutscher Schauspieler
- Glawischnig, Dieter (* 1938), österreichischer Jazzmusiker und Jazzforscher
- Glawischnig, Eva (* 1969), österreichische Politikerin (Grüne)Eva Glawischnig (* 1969)

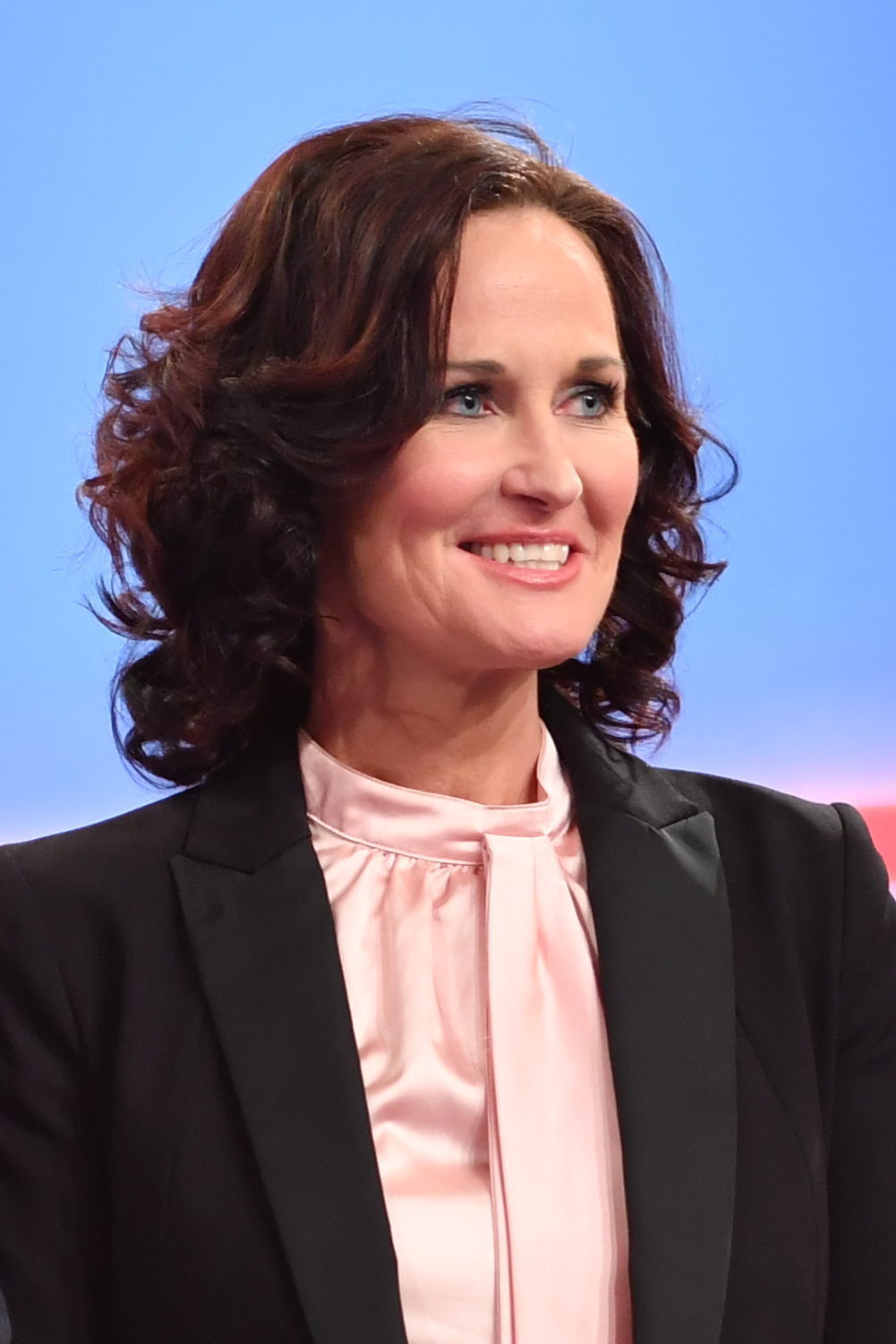
Eva Glawischnig (* 1969)

- Glawischnig, Gerhard (1906–1995), österreichischer evangelischer Pfarrer und Kärntner Mundartdichter
- Glawischnig, Hans (* 1970), österreichischer Jazzmusiker
- Glawitsch, Rupert (1907–1981), österreichischer Opernsänger (Tenor)
- Glawogger, Dominik (* 1990), österreichischer Fußballspieler, -trainer und -funktionär
- Glawogger, Michael (1959–2014), österreichischer Filmregisseur, Drehbuchautor und KameramannMichael Glawogger (1959–2014)

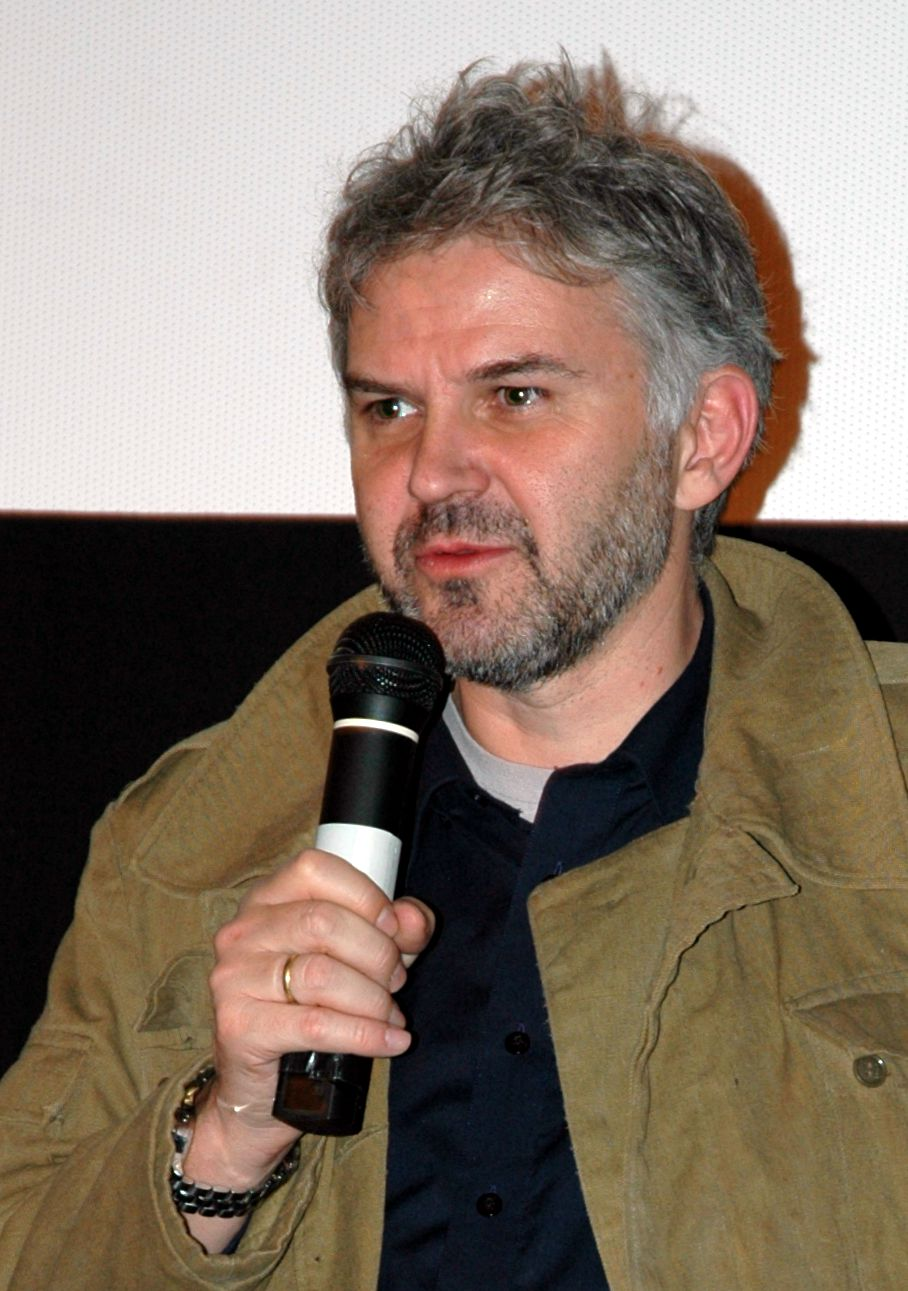
Michael Glawogger (1959–2014)

- Glawtschew, Dimitar (* 1963), bulgarischer Politiker

### Glax
- Glax, Heinrich (1808–1879), österreichischer Historiker und Politiker
- Glax, Julius (1846–1922), österreichischer Arzt
- Glax, Stephanie (1876–1952), österreichische Grafikerin, Zeichnerin, Illustratorin und Malerin

### Glay
- Glayre, Pierre-Maurice (1743–1819), Schweizer Politiker

### Glaz
- Glaz, Herta (1910–2006), österreichisch-amerikanische Opernsängerin
- Glazar, Richard (1920–1997), tschechischer Überlebender des Vernichtungslagers Treblinka
- Glazarová, Jarmila (1901–1977), tschechische Schriftstellerin
- Glazebrook, Karl (* 1965), britischer Astronom
- Glazebrook, Richard (1854–1935), britischer Physiker
- Glazemaker, Antonius Jan (1931–2018), niederländischer alt-katholischer Bischof
- Glazer, Benjamin (1887–1956), US-amerikanischer Drehbuchautor, Filmproduzent und Regisseur
- Glazer, Dan (* 1990), österreichischer Schauspieler
- Glazer, Eugene Robert (* 1942), US-amerikanischer Schauspieler
- Glazer, Ilana (* 1987), US-amerikanische Schauspielerin und Komikerin
- Glazer, Jakub (1836–1898), polnischer Geistlicher
- Glazer, Joel (* 1970), US-amerikanischer Unternehmer und Sportfunktionär
- Glazer, Jonathan (* 1965), britischer RegisseurJonathan Glazer (* 1965)

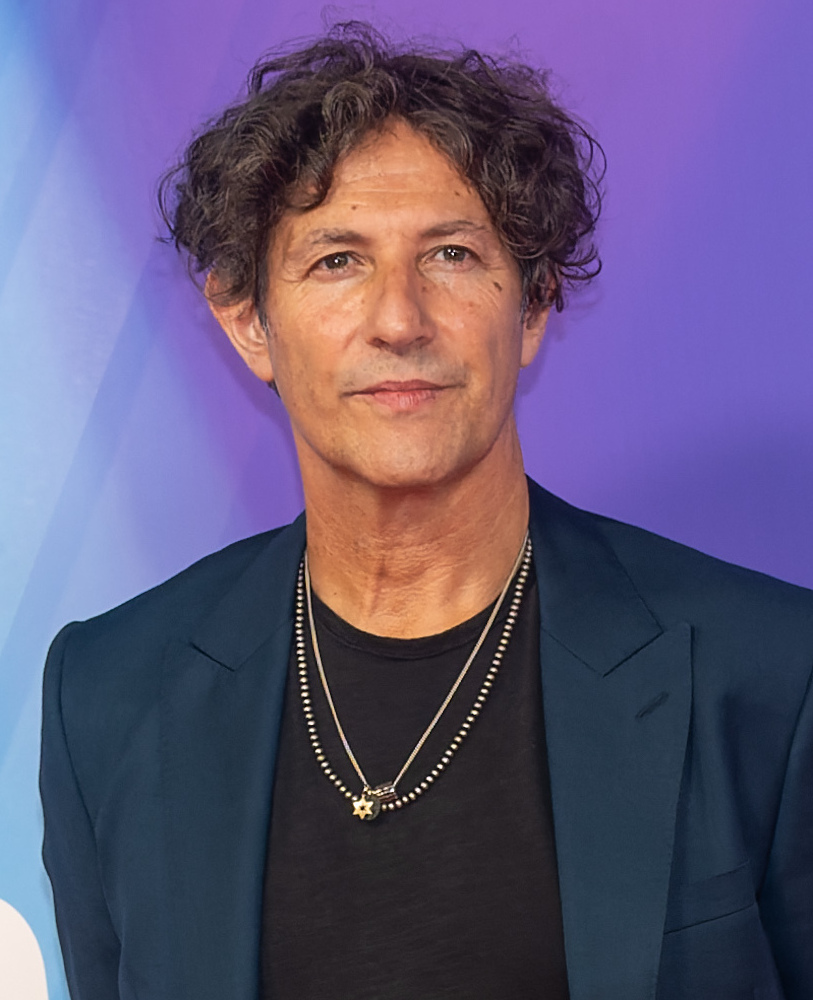
Jonathan Glazer (* 1965)

- Glazer, Karolina (* 1982), polnische Jazzsängerin und -komponistin
- Glazer, Malcolm (1928–2014), US-amerikanischer Unternehmer
- Glazer, Nathan (1923–2019), amerikanischer Soziologe
- Glazer, Theodor († 1617), deutscher Jurist und Autor
- Glāzere-Spalvina, Līga (* 1986), lettische Biathletin
- Glazier, Jackie (* 1973), australische Pokerspielerin
- Glazier, Sidney (1916–2002), US-amerikanischer Manager und Filmproduzent
- Glazik, Josef (1913–1997), deutscher Herz-Jesu-Missionar
- Glaziou, Auguste François Marie (1828–1906), französischer Landschaftsarchitekt und Botaniker
- Glazkich, Olga Wjatscheslawowna (* 1989), russische Turnerin und Olympiasiegerin
- Glazzard, Jimmy (1923–1995), englischer Fußballspieler